# Puchberg am Schneeberg
Puchberg am Schneeberg ist eine Marktgemeinde im Bezirk Neunkirchen in Niederösterreich mit 2701 Einwohnern (Stand 1. Jänner 2025), die etwa 58 Kilometer von Wien entfernt liegt. Mit einer Fläche von 83,11 Quadratkilometern ist Puchberg am Schneeberg flächenmäßig eine der größten Gemeinden Niederösterreichs. Der höchste Punkt des Gemeindegebietes ist das 2076 m ü. A. hohe Klosterwappen, der Hauptgipfel des Schneebergs, welcher gleichzeitig den höchsten Berg Niederösterreichs bildet.
Der Name der Marktgemeinde ist urkundlich seit 1260 durch Eberhard von Puchperch belegt. Bereits im 18. und 19. Jahrhundert kamen zahlreiche Besucher nach Puchberg. Mit der Eröffnung der Schneebergbahn am 15. April 1897 setzte ein struktureller Wandel von der Landwirtschaft zum Tourismus ein. Der heilklimatische Kurort und Luftkurort ist einer der meistbesuchten Tourismusorte Niederösterreichs.

## Geografie

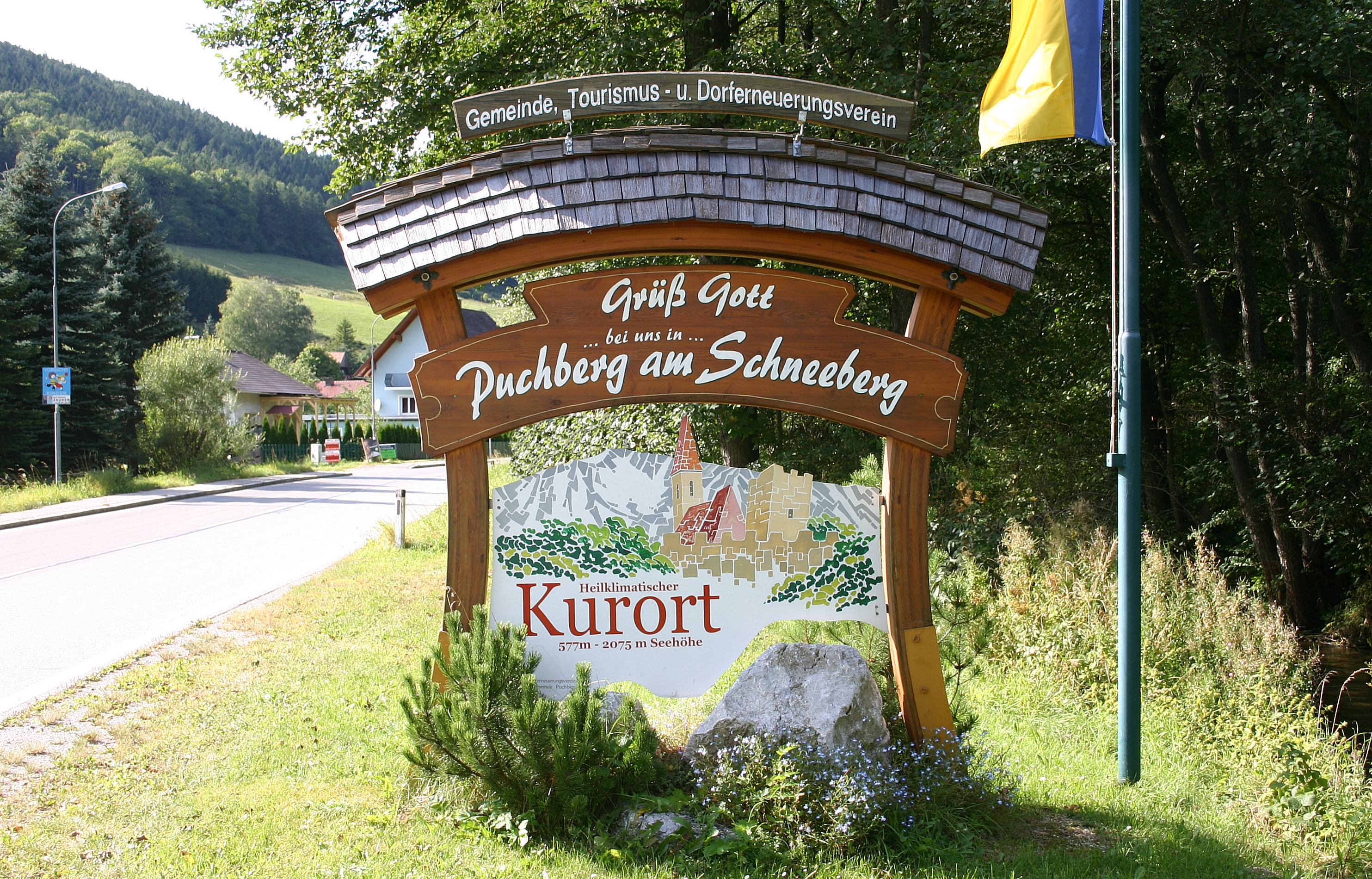
Bereits am Ortseingang positioniert sich Puchberg als Tourismusgemeinde

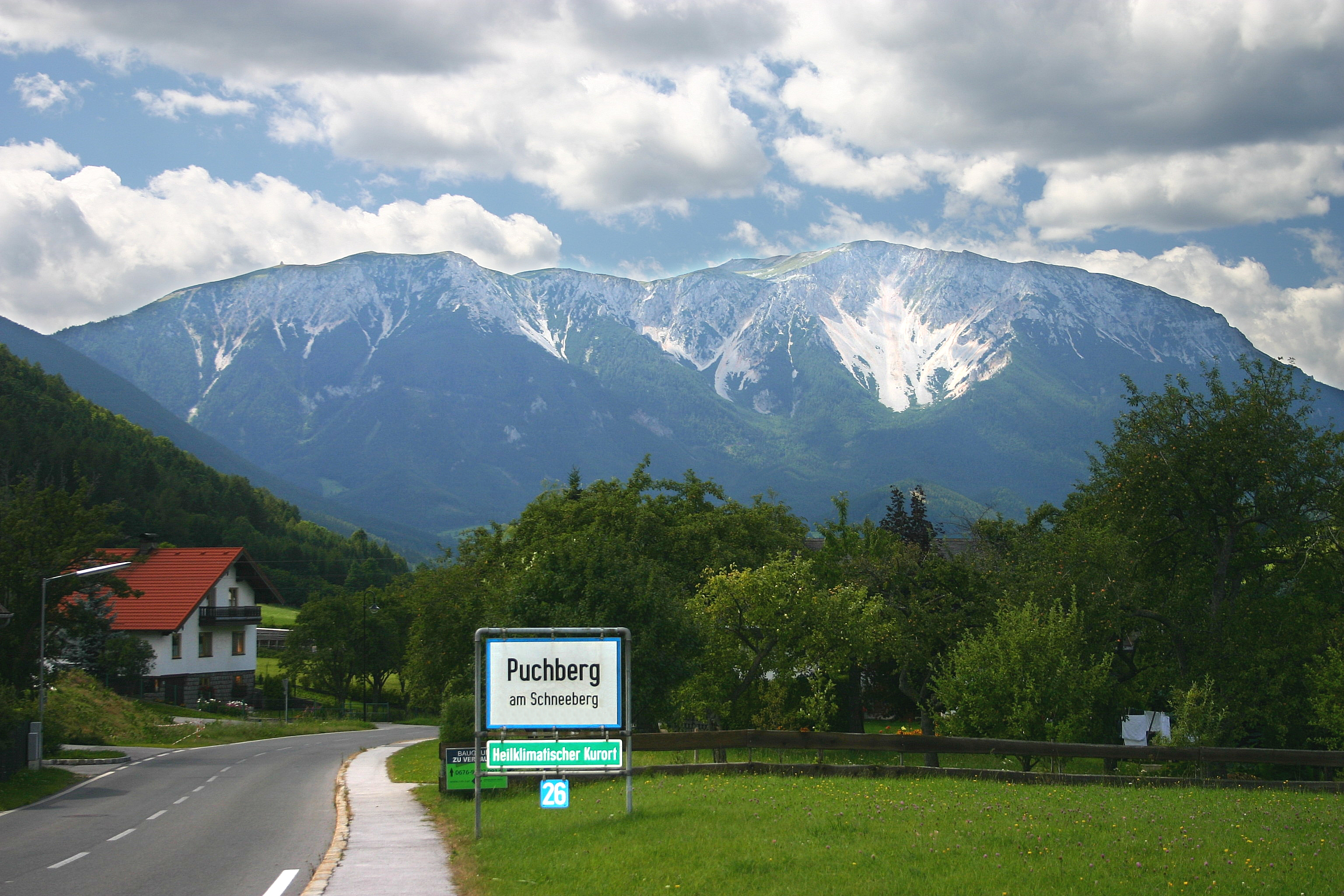
Puchberg am Schneeberg mit dem Schneeberg-Massiv

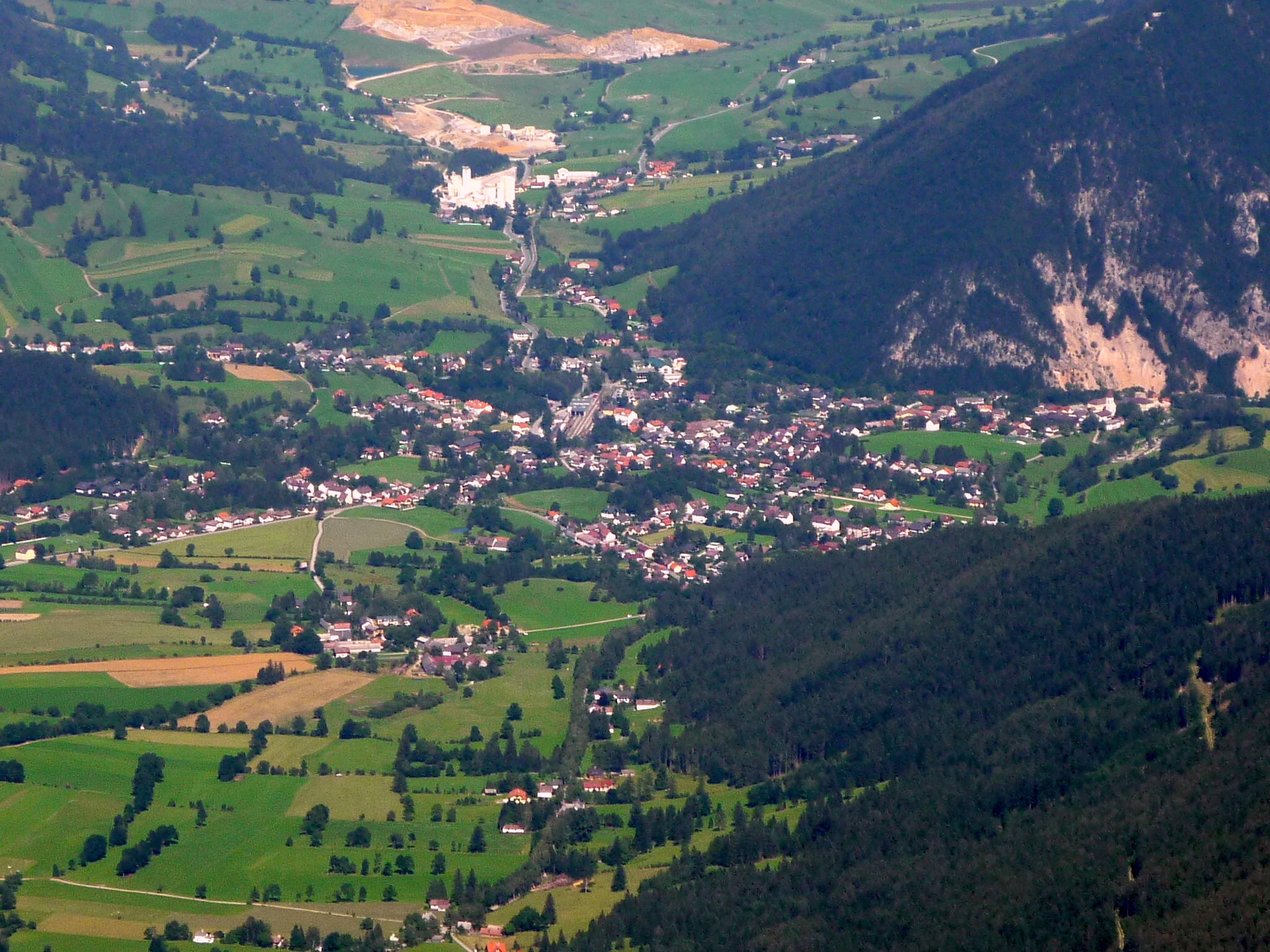
Puchberger Ortszentrum mit dem Himberg im Hintergrund

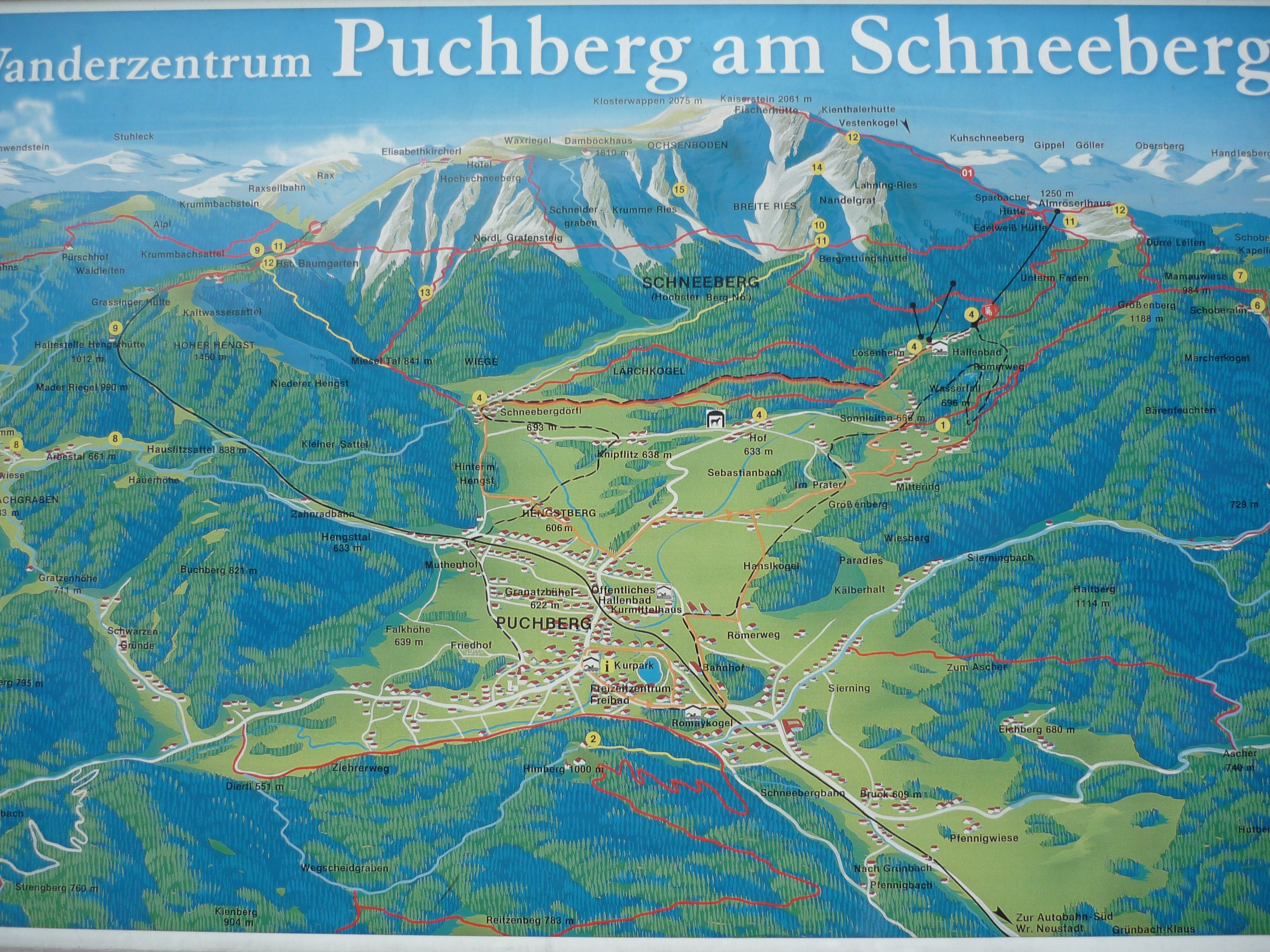
Karte von Puchberg

Puchberg am Schneeberg liegt im Bezirk Neunkirchen im südlichen Niederösterreich, innerhalb des Europaschutzgebietes Nordöstliche Randalpen. Der Hauptort hat eine Seehöhe von 585 m ü. A., gemessen beim Gemeindeamt im Ortszentrum. Der höchste bewohnte Ortsteil ist die Rotte Hinterm Faden auf 840 m ü. A., gemessen bei der Talstation der Salamander-Sesselbahn.
Puchberg hat Anteil an zwei Naturräumen. Während sich der überwiegende Teil im Schneebergland befindet, liegt der Schneeberg und Losenheim im Semmering-Rax-Schneeberg-Gebiet.
Die nächstgelegenen Städte sind Neunkirchen, Ternitz, Gloggnitz und Wiener Neustadt. Die Bundeshauptstadt Wien ist rund 80 Kilometer entfernt.

### Natur und Geologie
Der größte Teil des Gemeindegebiets besteht aus Wiesen, Feldern und Nadelwäldern. In den umgebenden Bergen entspringen fünf Bäche, der Sebastianbach, der Hengstbach, der Sierningbach, der Pfennigbach und der Losenheimer Bach.
Über der untersten Gesteinsschicht des Wettersteinkalks tritt ein biogener Wettersteinkalk in Erscheinung. Darauf folgt ein makroskopisch auffälliges Gestein, in dem rötlichbraune bis graue, zentimetergroße mikritische Kalkkomponenten mit hell-/dunkelgrau gebänderten Kalzitzementen verbunden sind. Diese Gesteinsschichten sind ebenso in der weiteren Umgebung zu finden. Lediglich an der Grenze zu Gutenstein befindet sich Gutensteiner Kalk.

### Berge
Puchberg am Schneeberg liegt in einem Talkessel und ist von mehreren Bergen umgeben. Die höchste Erhebung ist der Schneeberg, ein Tafelberg, der den Talabschluss nach Westen bildet. Mit seinen beiden Hauptgipfeln Klosterwappen (2076 m ü. A.) und Kaiserstein (2061 m ü. A.) ist dieser der höchste Berg Niederösterreichs. Weitere Gipfel des Schneebergmassivs im Puchberger Gemeindegebiet sind der Vestenkogel (1947 m ü. A.) und der Waxriegel (1888 m ü. A.). Dem Schneeberg vorgelagert sind der Lärchkogel (883 m ü. A.) und der Abfall (966 m ü. A.). Die Wände des Schneebergs fallen bei einem Höhenunterschied bis zu rund 1200 Meter, teils steil zum Puchberger Talkessel ab und bilden damit eine imposante Kulisse des Kessels um die Ortsteile Schneebergdörfl und Losenheim. Der Schneeberg ist überdies eine der wichtigsten Trinkwasserressourcen in Ostösterreich und versorgt Wien seit dem 24. Oktober 1873 über die I. Wiener Hochquellenwasserleitung.
Die übrigen Berge fallen gegenüber dem Schneeberg in ihrer Höhe zwar deutlich ab, erreichen aber dennoch teilweise alpine Höhen. Diese sind:
- im Norden der Schober (1213 m ü. A.), der Größenberg (1188 m ü. A.), der Öhler (1183 m ü. A.), der Wiesberg (893 m ü. A.), der Haltberg (1114 m ü. A.), und der Hutberg (971 m ü. A.),
- im Osten das Gelände (1023 m ü. A.), der Himberg (948 m ü. A.), der Kienberg (1015 m ü. A.) und der Strengberg (740 m ü. A.),
- im Süden der Anzberg (795 m ü. A.), der Schacher (906 m ü. A.), die Gahnsleiten (1120 m ü. A.), der Gahns (1186 m ü. A.), das Alpleck (1292 m ü. A.) und der Krummbachsattel (1333 m ü. A.), denen der Kleine Sattel (828 m ü. A.), der Große Sattel (1314 m ü. A.) und der Hohe Hengst (1450 m ü. A.) vorgelagert sind.

Das Puchberger Tal ist nur in Richtung Südosten offen. Durch das Sierningtal, das Puchberg nahe dem Ortsteil Ödenhof (511 m ü. A.) verlässt, erfolgt die Entwässerung des gesamten Puchberger Talbodens. Durch die Sierningschlucht führt auch die Puchberger Straße (B 26) nach Ternitz.

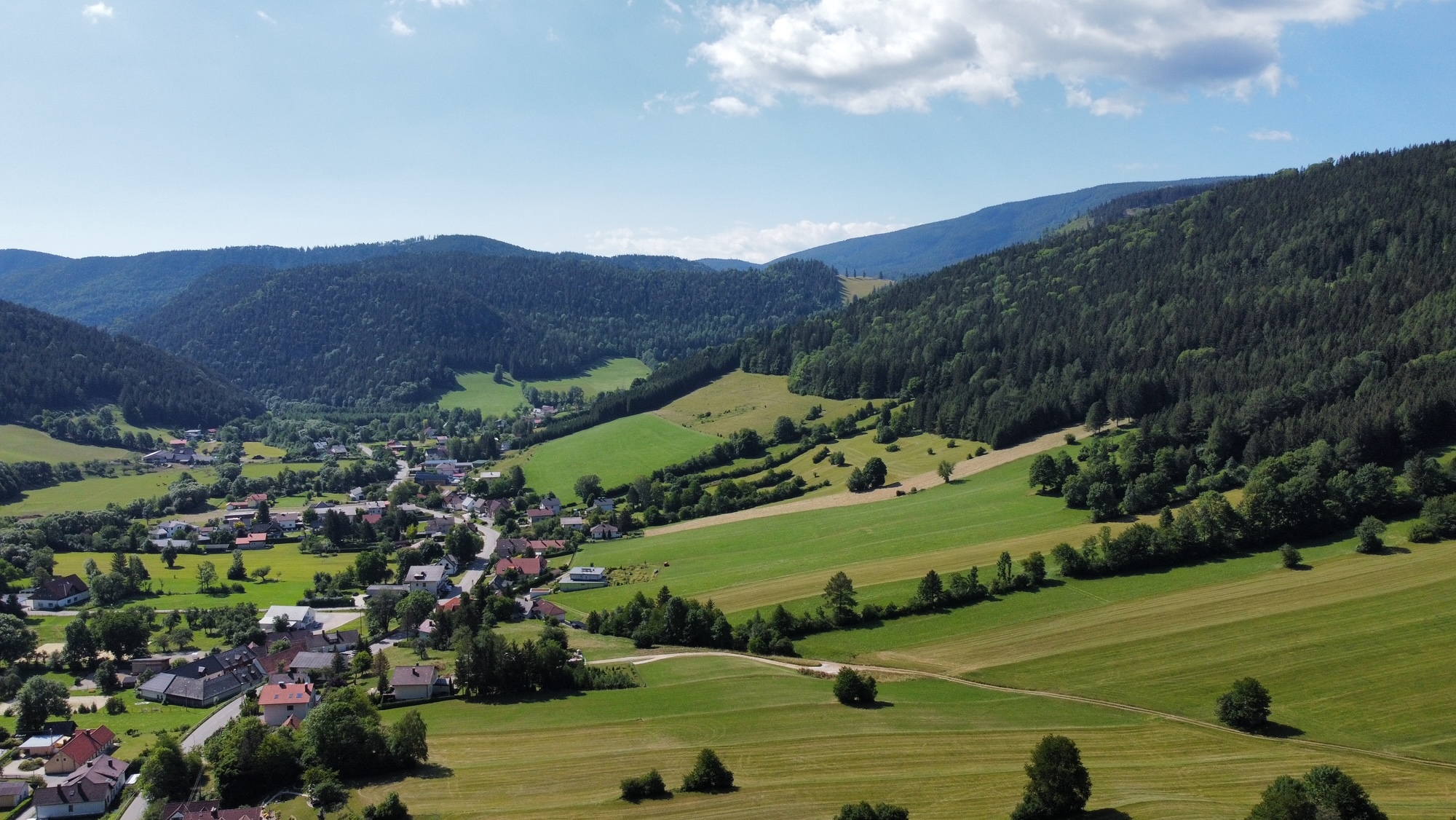
Ortsteil Vierlehen B 26 Richtung Südosten

Aus Richtung Osten ist Puchberg über den Grünbacher Sattel (678 m ü. A.) erreichbar, über den Puchberger Straße aus Richtung Wiener Neustadt und die Schneebergbahn führen. Aus Richtung Nordosten führt die Ascherstraße (L 138) von Miesenbach über den Ascher nach Puchberg. Ein Fahrweg führt von Puchberg am Schneeberg durch den Fadengraben zur Mamauwiese.
Die Zahnradbahnstrecke der Schneebergbahn führt auf den Hochschneeberg, von wo sich bei gutem Wetter ein Ausblick weit über den Neusiedler See hinaus bis zur Pannonischen Tiefebene eröffnet. Bei optimalen Bedingungen reicht die Sicht mit dem Fernglas bis zum Plattensee.

### Klima

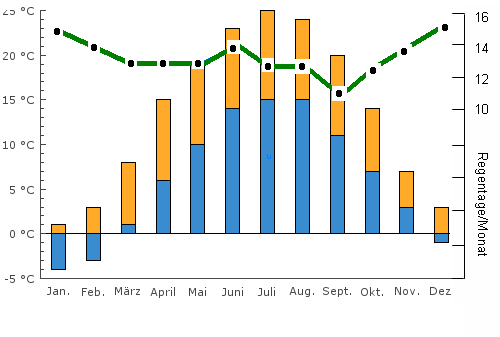
Temperaturen und Regentage im Durchschnitt

Als Voraussetzung für das Prädikat Heilklimatischer Kurort betreibt die Gemeinde Puchberg eine Klimastation und lässt alle zehn Jahre ein Klimagutachten von der Zentralanstalt für Meteorologie und Geodynamik erstellen.
Die jährliche Sonnenscheindauer beträgt durchschnittlich 1860 Stunden. In allen Jahreszeiten ist Nebel eher selten und dauert meistens nur sehr kurze Zeit an. Im Jahresdurchschnitt fällt an jedem zweiten Tag Niederschlag. Selbst im Hochsommer ist Regen nicht selten. Im Winter kommen an einigen Stellen bis zu drei Meter hohe Schneemauern (Wechten) zustande. Die Niederschläge können durchaus heftig ausfallen, was zu kleinräumigen Überschwemmungen und Vermurungen führen kann; zuletzt am 6. und 7. Juni 2002, als der Pfennigbach aus den Ufern trat und massive Gebäude- und Flurschäden im Ausmaß von mehr als einer halben Million Euro anrichtete.
Tage mit Hitze- und Schwüleperioden kommen auf Grund des Bergklimas selbst im Hochsommer nur sehr selten vor; die Nächte bringen starke Abkühlung von den Bergen her. Im Sommer liegt die Durchschnittstemperatur um 25 °C, im Winter knapp unter 0 °C. An rund 75 % der Tage herrscht schwacher Wind von 10 bis 20 Kilometer pro Stunde.
|                        | Jan  | Feb  | Mär  | Apr  | Mai  | Jun  | Jul  | Aug  | Sep  | Okt  | Nov  | Dez  |   |      |
| Mittl. Temperatur (°C) | −1,6 | −0,7 | 2,9  | 7,4  | 12,7 | 15,9 | 17,9 | 16,9 | 12,4 | 7,8  | 3,0  | −0,8 | ⌀ | 7,9  |
| Mittl. Tagesmax. (°C)  | 3,5  | 4,7  | 8,5  | 13,6 | 18,6 | 21,6 | 24,0 | 23,4 | 18,8 | 14,3 | 8,0  | 3,8  | ⌀ | 13,6 |
| Mittl. Tagesmin. (°C)  | −5,4 | −4,5 | −1,1 | 2,2  | 6,8  | 10,3 | 12,0 | 11,4 | 8,0  | 3,6  | −0,5 | −4,2 | ⌀ | 3,3  |
|                        |      |      |      |      |      |      |      |      |      |      |      |      |   |      |
| Niederschlag (mm)      | 54   | 51   | 73   | 56   | 109  | 120  | 111  | 118  | 91   | 64   | 67   | 59   | Σ | 973  |
|                        |      |      |      |      |      |      |      |      |      |      |      |      |   |      |
| Luftfeuchtigkeit (%)   | 67,6 | 63,1 | 60,1 | 55,5 | 59,2 | 59,4 | 56,6 | 57,3 | 60,7 | 62,2 | 68,7 | 71,5 | ⌀ | 61,8 |

| −5,4 |

| −4,5 |

| −1,1 |

| 2,2 |

| 6,8 |

| 10,3 |

| 12,0 |

| 11,4 |

| 8,0 |

| 3,6 |

| −0,5 |

| −4,2 |

| −5,4 |

| −4,5 |

| −1,1 |

| 2,2 |

| 6,8 |

| 10,3 |

| 12,0 |

| 11,4 |

| 8,0 |

| 3,6 |

| −0,5 |

| −4,2 |

### Gemeindegliederung und Flächennutzung
| Katastralgemeinden                                                                     | Ortschaften in der Gemeinde |
| -------------------------------------------------------------------------------------- | --- |
| Puchberg am Schneeberg (44,74 km²) Rohrbachgraben (13,98 km²) Stolzenwörth (24,45 km²) | Puchberg am Schneeberg (M) Am Ascher (R) Arbestal (R) Breitensohl (W) Bruck (R) Eichberg (R) Größenberg (R) Grub (R) Haltberg (R) Haltberghof (W) Hengstberg (D) Hengsttal (R) Hinterm Faden (R) Hinterm Hengst (R) Hochschneeberg (ZH) Hof (R) Im Prater (R) Knipflitz (D) Lanzing (R) Losenheim (R) Mittering (ZH) Ödenhof (R) Pfennigbach (D) Pfennigwiese (R) Ranzenbach (W) Reitzenberg (R) Rohrbachgraben (R) Schmalleiten (R) Schneebergdörfl (D) Schwarzengründe (R) Sierning (D) Sonnleiten (R) Stolzenwörth (ZH) Strengberg (R) Unternberg (R) |
| Legende                                                                                | |

| In der Spalte Katastralgemeinden sind sämtliche Katastralgemeinden einer Gemeinde angeführt. In der Klammer ist die jeweilige Fläche in km² angegeben. |
| In der Spalte Ortschaften sind sämtliche von der Statistik Austria erfassten Siedlungen, die auch eine eigene Ortschaftskennziffer aufweisen, angeführt. In der Hierarchieebene derselben Spalte, rechts eingerückt, werden nur Ansiedlungen, die mindestens aus mehreren Häusern bestehen, dargestellt. Die wichtigsten der verwendeten Abkürzungen sind: - M = Hauptort der Gemeinde - Stt = Stadtteil - R = Rotte - W = Weiler - D = Dorf - ZH = Zerstreute Häuser - Sdlg = Siedlung - Hgr = Häusergruppe - E = Einzelgehöft (nur wenn sie eine eigene Ortschaftskennziffer haben) Die komplette Liste der Statistik Austria ist in: Topographische Siedlungskennzeichnung nach STAT Zu beachten ist, dass manche Orte unterschiedliche Schreibweisen haben können. So können sich Katastralgemeinden anders schreiben als gleichnamige Ortschaften bzw. Gemeinden. Quelle: Statistik Austria – |

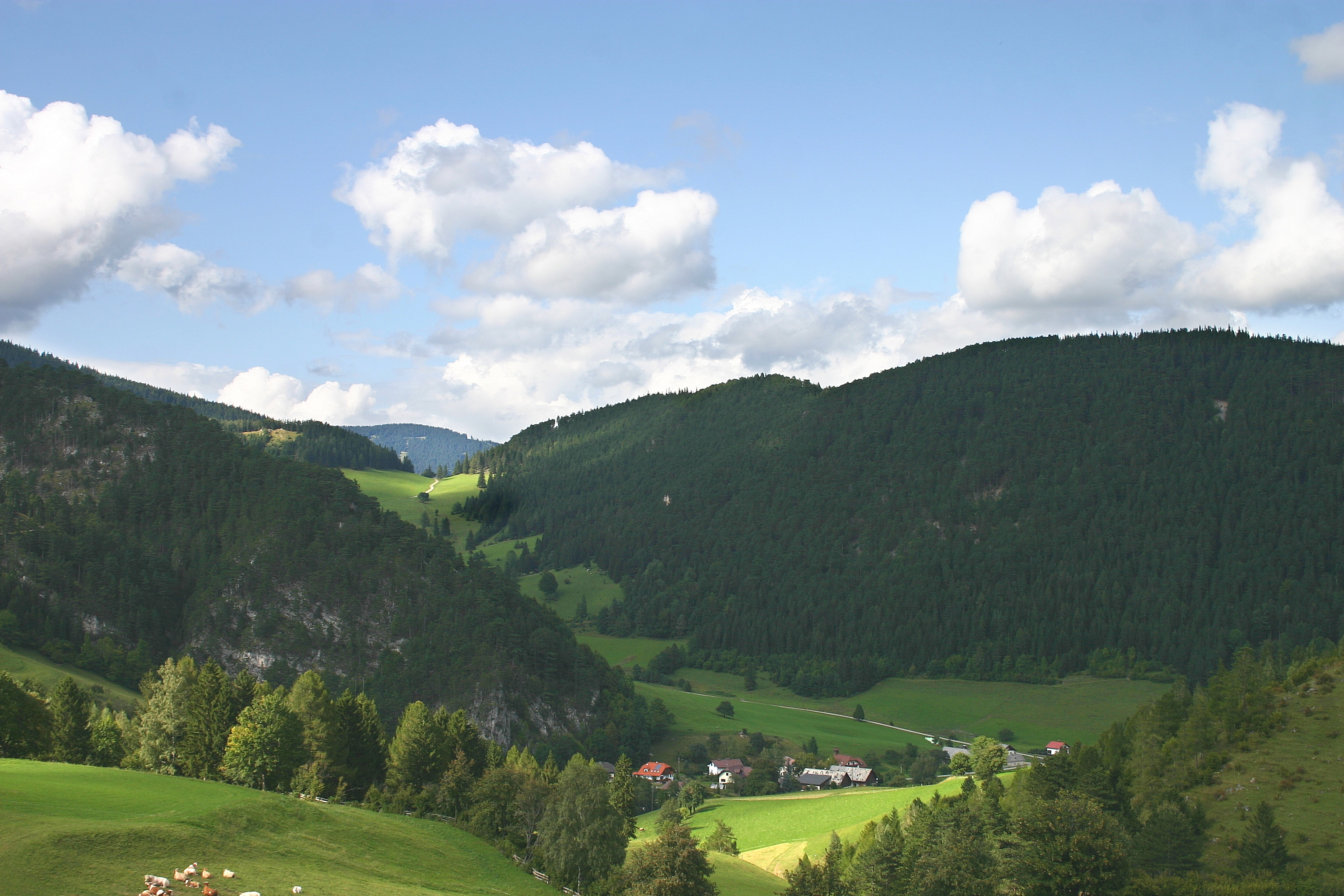
Katastralgemeinde Rohrbach im Graben

Die Marktgemeinde Puchberg am Schneeberg besteht aus drei Katastralgemeinden:
- Puchberg
mit den Ortsteilen Ödenhof, Hengstberg, Hinterm Faden, Hof, Knipflitz, Losenheim, Puchberg, Sonnleiten, Schneebergdörfl, Schwarzengründe, Strengberg sowie den Rotten Hengsttal, Hinterm Hengst, Im Prater und Mittering;
- Rohrbach im Graben
mit den Ortsteilen Breitensohl und Rohrbachgraben sowie den Rotten Arbestal, Gratzehöhe, Gahnsbauer, Schmalleiten;
- Stolzenwörth
mit den Ortsteilen Eichberg, Haltberg, Lanzing, Pfennigbach und Sierning sowie den Rotten Bruck, Ranzenbach, Reitzenberg, Schoberhof und Tuft.

Die Ortsteile Puchberg, Rohrbachgraben, Schneebergdörfl und Sierning sind dicht besiedelt und beherbergen die meisten Einwohner. Die übrigen Gemeindegebiete sind eher dünn besiedelt und bestehen größtenteils aus Wiesen und Wäldern. In den Ortsteilen Losenheim und Hinterm Faden befindet sich auf der Nordseite des Hochschneebergs ein Skigebiet. Die Orte Schneebergdörfl, Losenheim und Rohrbach im Graben sind Ausgangspunkte für Wanderungen auf den Schneeberg.
Eine Besonderheit stellen die Ortsteile Lanzing und Tuft dar, die als einzige nicht im Puchberger Talkessel oder Rohrbachgraben liegen, sondern geografisch durch den Hutberg getrennt zum Miesenbachtal gehören und durch die Passstraße über den Ascher erreichbar sind. Der dort entspringende Kaltenbergbach ist das einzige Gewässer, das über den Miesenbach und weiter in die Piesting nach Norden entwässert.
Die Gesamtfläche von Puchberg am Schneeberg beträgt 83,11 Quadratkilometer. Rund 66 % des Gemeindegebiets bestehen aus Waldflächen. Auf Wiesen entfallen 23 %, auf bebaute Flächen und Gebäude rund 5 % sowie auf Gärten, Gewässer und sonstige Flächen 5 %.

### Nachbargemeinden
|                      | Gutenstein, Miesenbach                      |                                       |
| Schwarzau im Gebirge | Kompassrose, die auf Nachbargemeinden zeigt | Grünbach am Schneeberg, Schrattenbach |
| Reichenau an der Rax | Bürg-Vöstenhof                              | Ternitz                               |

## Geschichte

### Ur- und Frühgeschichte

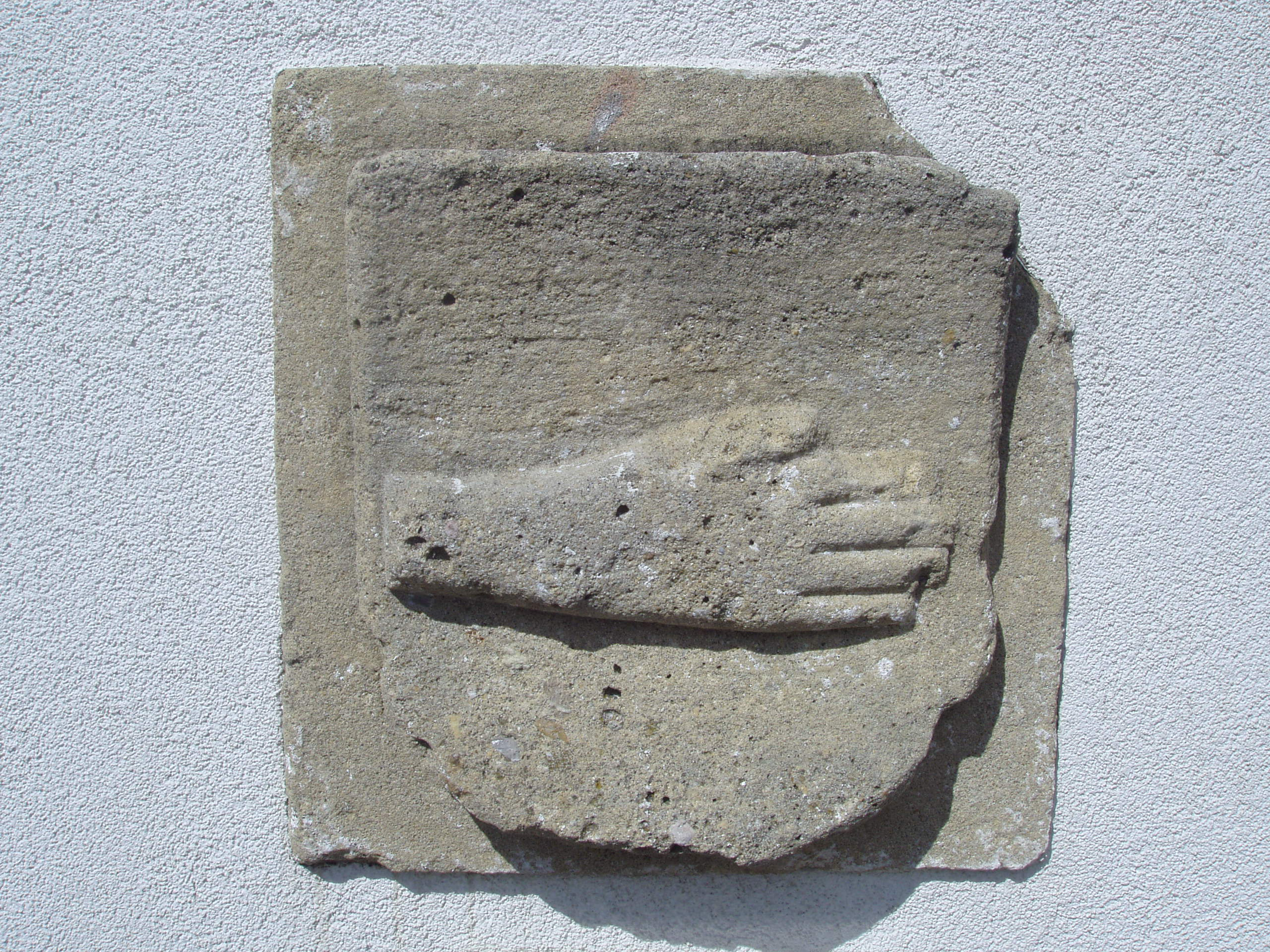
Die Römerhand

Siedlungsspuren waren im Puchberger Tal sehr spärlich vorhanden. Lediglich der Fund einer Lochaxt aus Serpentin auf dem Schneeberg und der eines bronzezeitlichen Dolchs sind bekannt. Ein im Volksmund als Römerhand bezeichneter Wegweiser, eine Hand auf einem Wappen, stammt auf Grund der Wappenform vermutlich aus dem 15. Jahrhundert und hat somit keinerlei Bezug zu den Römern. Vielmehr dürfte es sich um ein Stifterwappen der Neuzeit gehandelt haben.
Mit Sicherheit nachzuweisen ist, dass durch Puchberg eine Römerstraße geführt hat, über die reger Warentransport erfolgte. Abzweigend von der Heeresstraße, die von Vindobona (Wien) nach Süden geführt hatte, verlief ein Transportweg von Leobersdorf über Bad Fischau, Winzendorf, Willendorf und Grünbach nach Puchberg. Dort führte dieser den Größenberg entlang zur Mamauwiese und weiter ins Klostertal und Schwarzatal. Dadurch wurde eine Verbindung der Provinzen Pannonien und Norikum hergestellt. Während aus dem Osten vor allem Getreide und Wein transportiert wurde, waren es aus dem Westen Salz und Wein. Der Römerweg im Ortsteil Sonnberg erinnert heute noch an diesen Transportweg.

### Mittelalter – 5. bis 15. Jahrhundert
Im Raum Puchberg sind die Reste von vier Burgen zu finden, die seit dem hohen Mittelalter nachgewiesen sind. Im 12. und 13. Jahrhundert gehörte Puchberg zur Grafschaft Pitten und damit zum Herzogtum Steiermark. Die Grenze zum Herzogtum Österreich bildete das Piestingtal, das mit Burgen wie Starhemberg befestigt war. Die Nutzung als Grenzburgen kommt daher für die Wehrbauten im Puchberger Becken nicht in Betracht, vielmehr handelte es sich um Sitze niedriger Adeliger.

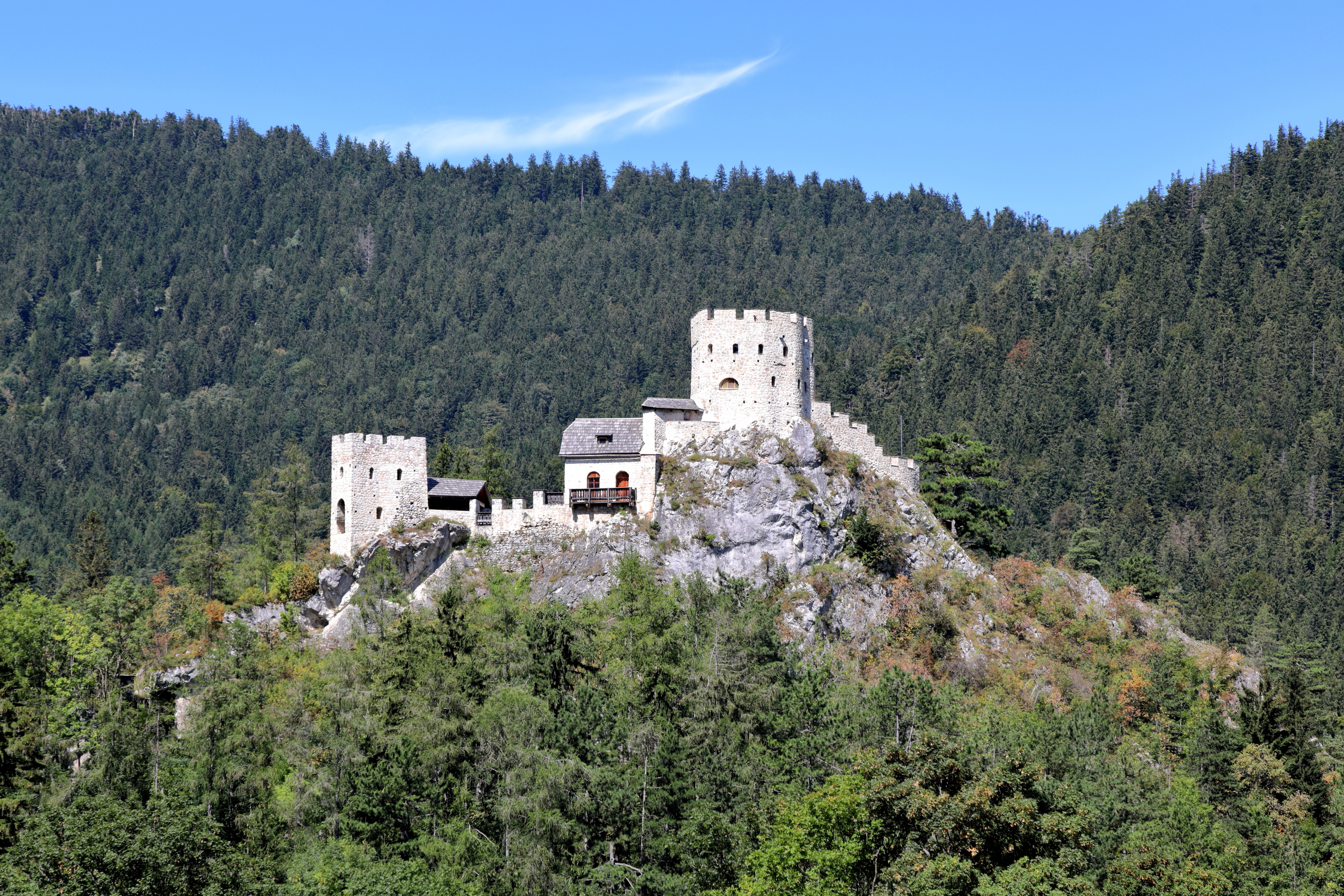
Die großteils wiederaufgebaute Burgruine Losenheim

1357 gelangte der Besitz von Puchberg und Losenheim an die Stuchse, die Herren von Stixenstein. Am 14. April 1381 wurden die Festen Losenheim und Puchberg gemeinsam mit Stixenstein und Vöstenhof von Albero, dem Stuchs von Trautmannsdorf, an Herzog Leopold III. verkauft. Von 1387 bis 1394 waren die Güter von Herzog Albrecht III. an Hans von Liechtenstein verpfändet, blieben aber landesfürstliches Eigentum. In diesen Jahren gewann Stixenstein immer mehr an Bedeutung. Die Burg Losenheim dürften seit dem 15. Jahrhundert dem Verfall preisgegeben worden sein, während die Burg Puchberg bis in das 19. Jahrhundert genutzt wurde.
Die Bauern aus dem Amte Puchberg mussten ihre Abgaben nach Stixenstein entrichten. Aus einem Urbar der Herrschaft Stixenstein des Jahres 1500 geht hervor, dass die Puchberger Bauern zwei Drittel des Getreidezehent nach Stixenstein ablieferten, ein Drittel stand dem Propst von Sankt Ulrich in Wiener Neustadt zu. Darüber hinaus waren die Bauern der Herrschaft gegenüber zum Frondienst verpflichtet.
1488 wurde Stixenstein von Matthias Corvinus eingenommen. Die Burg und das dazugehörende Puchberger Gebiet blieben lange unter ungarischer Herrschaft. Erst Anfang des 16. Jahrhunderts wurden die ungarischen Truppen zurückgeschlagen.
Mit einem Kaufbrief vom 24. Dezember 1555 gingen Stixenstein ebenso wie Puchberg und Losenheim auf Graf Hans Hoyos über; die Besitzungen waren ihm bereits vorher, am 27. August 1547, von König Ferdinand verpfändet worden. Im Jahr 1595 erwarb die Familie Hoyos Gutenstein, das sich zum Mittelpunkt der Herrschaft entwickelte.

### Türkenzeit – 17. Jahrhundert

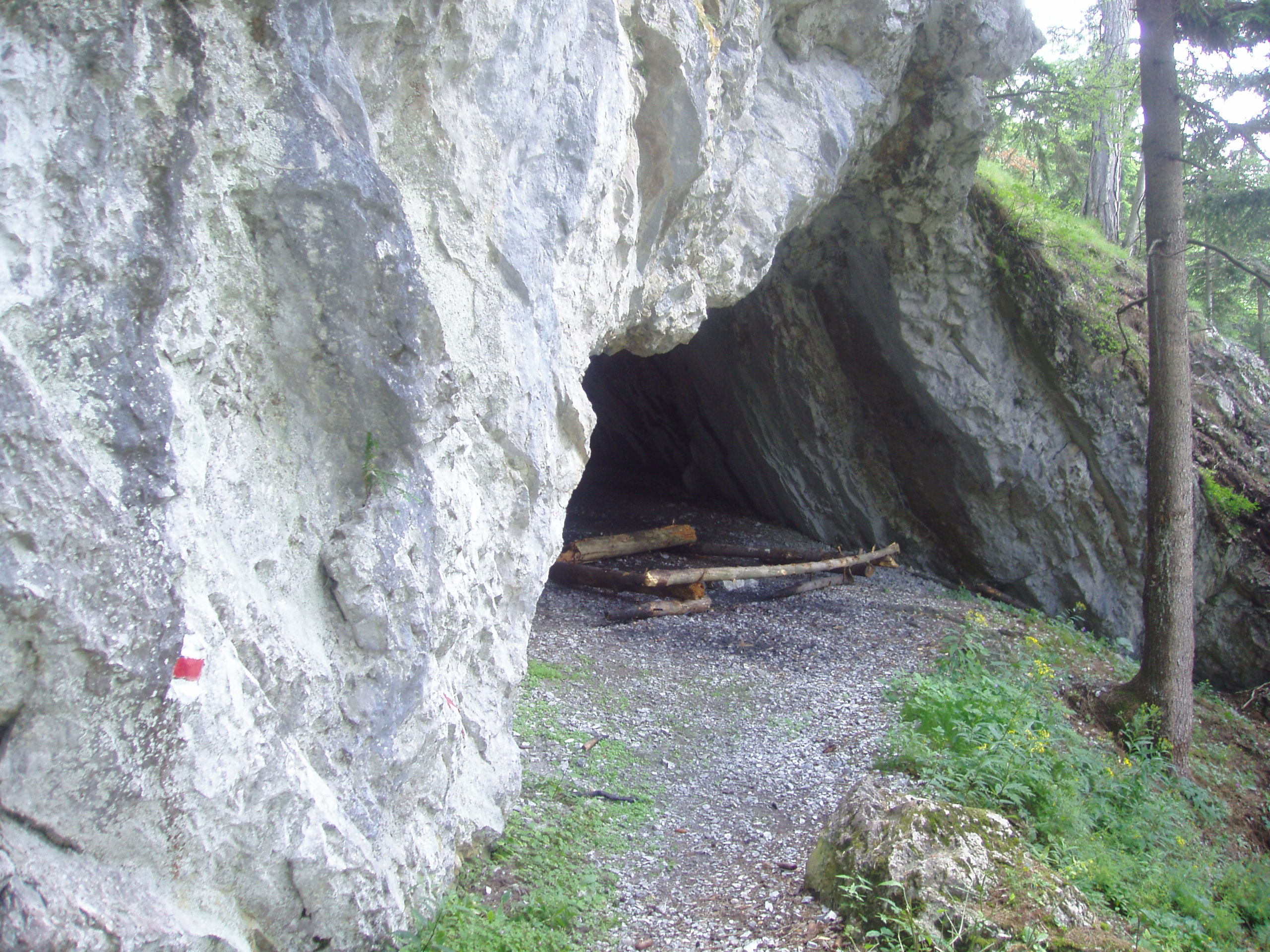
Allelujahöhle

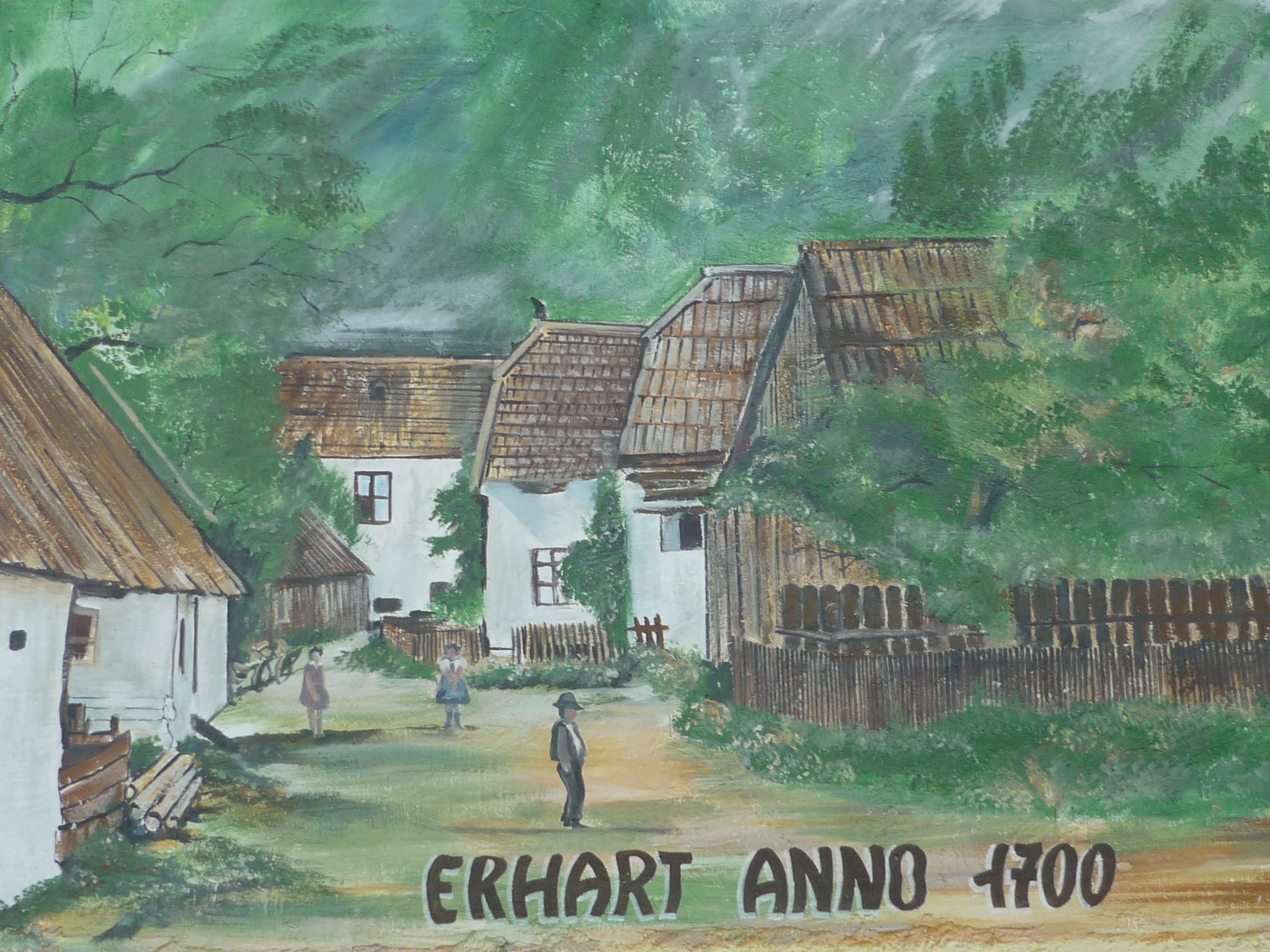
Puchberg um 1700

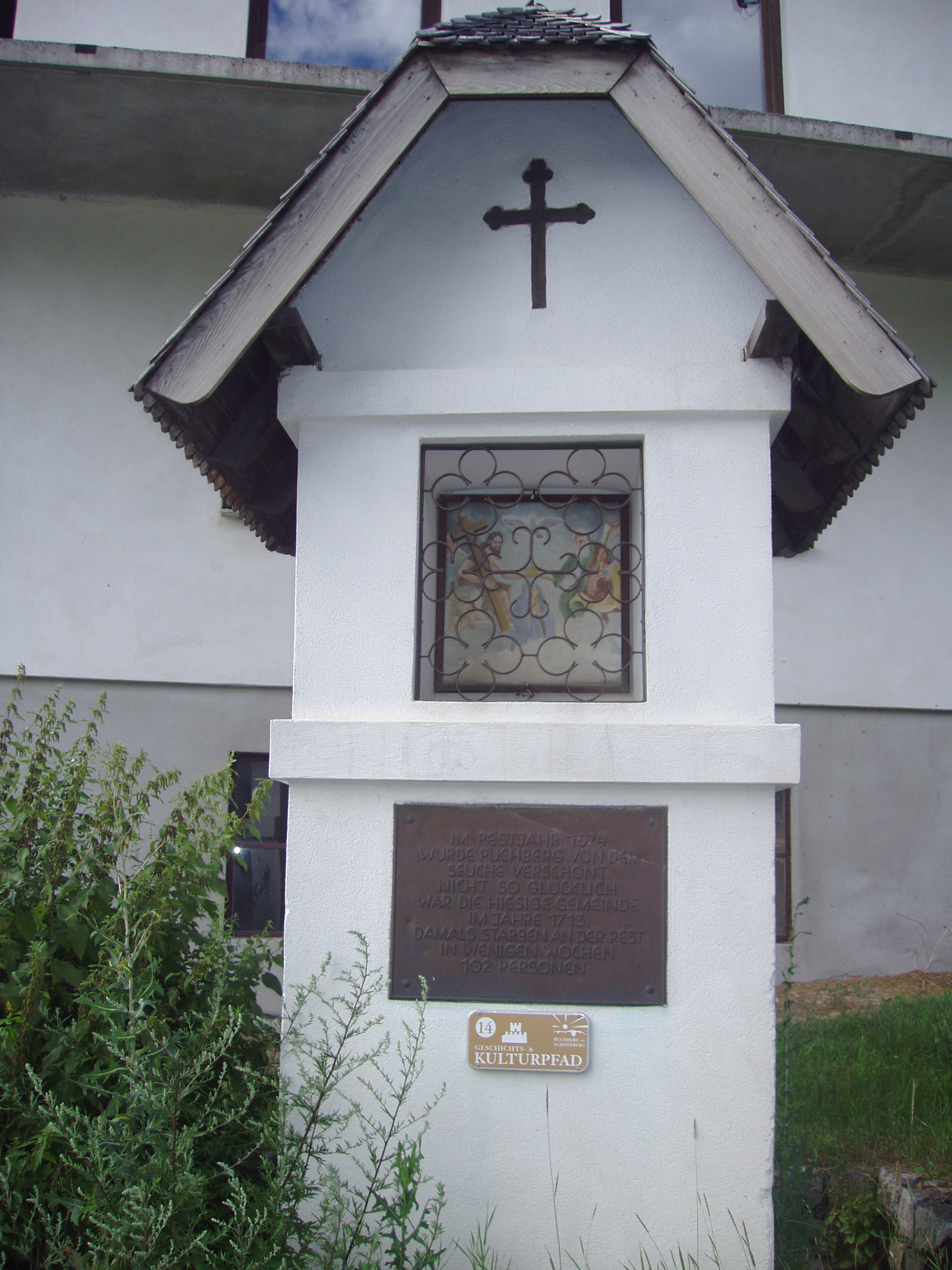
Bildstock

In der Folge der Belagerung Wiens kamen die Osmanen 1683 ebenso nach Puchberg. Die Bewohner flüchteten in die Allelujahöhle am Himberg. Durch eine Feuerstelle wurden die Türken aufmerksam und töteten alle in der Höhle befindlichen Personen. Lediglich eine Frau mit einem Kind, der man zuvor in der Höhle keinen Unterschlupf gewährt hatte, da man fürchtete, das Geschrei des Kindes könnte die Geflüchteten verraten, soll der Sage nach das Gemetzel überlebt haben. Noch zu Beginn des 19. Jahrhunderts will der Schneebergautor J.A. Schultes Menschenknochen in der Allelujahöhle gefunden haben.
Ein anderer Teil der Bevölkerung flüchtete in die Taufbrunnenlucke unterhalb des Schneidergrabens am Schneeberg. Der Name ist darauf zurückzuführen, dass die Kinder mit dem Wasser der dort entspringenden Quelle getauft wurden.
Die Türken verwüsteten 1683 die Häuser und den Pfarrhof. Die Matrikelbücher des Jahres 1686 beurkunden die Renovierungsarbeiten: geschichtl. Text: „Wiederum auffs Neue der Pfarrhof ehrhebt worden, die Khir Stal und Stadel, wie auch die Kuchel und führ Hauß gewelbt. Unter mich Hanß Georg Mitis…“ Von den Bewohnern, die nicht in die Wälder geflüchtet waren, entführten die Türken zumindest fünf verheiratete Frauen; aus dem Trauungsprotokoll ist ersichtlich, dass die Puchberger Bürger Laurentius Johannes Khikher, Mathias Khrumpökh, Simon Khern, Sebastian Haussmann, Hans Khrumpökh und Philipp Gallher daraufhin wieder heiraten durften. Das weitere Schicksal der entführten Frauen ist nicht bekannt.

### Die Pest – 17./18. Jahrhundert
1679 erreichte die Pest die Nachbargemeinden, verschonte jedoch Puchberg. Weniger Glück hatte die Puchberger Bevölkerung im Jahr 1713. Die Pest wurde von Fuhrleuten eingeschleppt, die Bretter und Kohle nach Wien lieferten. In der folgenden 22 Wochen starben 102 Personen.
Die Toten wurden an drei Orten begraben; die Kapelle auf der Gratzenhöhe markiert einen dieser Plätze. Auf der Straße nach Grünbach am Schneeberg steht etwa 200 Meter nach dem Puchbergerhof ein Bildstock mit der Jahreszahl 1713. Der dritte Begräbnisplatz liegt bei der so genannten Lastergrube am Ende des Neusserweges. Die Pestsäule unter den beiden Kastanienbäumen am Beginn der Sierningstraße ist kein Hinweis auf eine Grabstelle. Die Säule wurde vielmehr zum Gedenken an die Opfer der Seuche errichtet.
Nach Überlieferungen  flüchteten die Puchberger vor der Pest auf den Schneeberg und lebten dort in Zelten. Nach dem Ende der Pestzeit gelobten die Puchberger, jährlich eine Prozession auf den Schneeberg zu einer Säule der heiligen Dreifaltigkeit zu unternehmen. An der Stelle, an der sich die Säule befand, wurde später vom damaligen Besitzer des Berges, Graf Johann Ernst Hoyos-Sprinzenstein, der Kaiserstein zur Erinnerung an die Besteigung des Schneebergs durch Kaiser Franz II. 1805 und 1807 errichtet. Als 1721 bei der Prozession die Messe gelesen wurde, stürzte nach einer Legende der Kelch um und der Wind verwehte die heilige Hostie. Von da an unternahmen die Puchberger jährlich am Dreifaltigkeitssonntag eine Prozession auf den Mariahilfberg in Gutenstein.

### Die Truppen Napoléons – 19. Jahrhundert

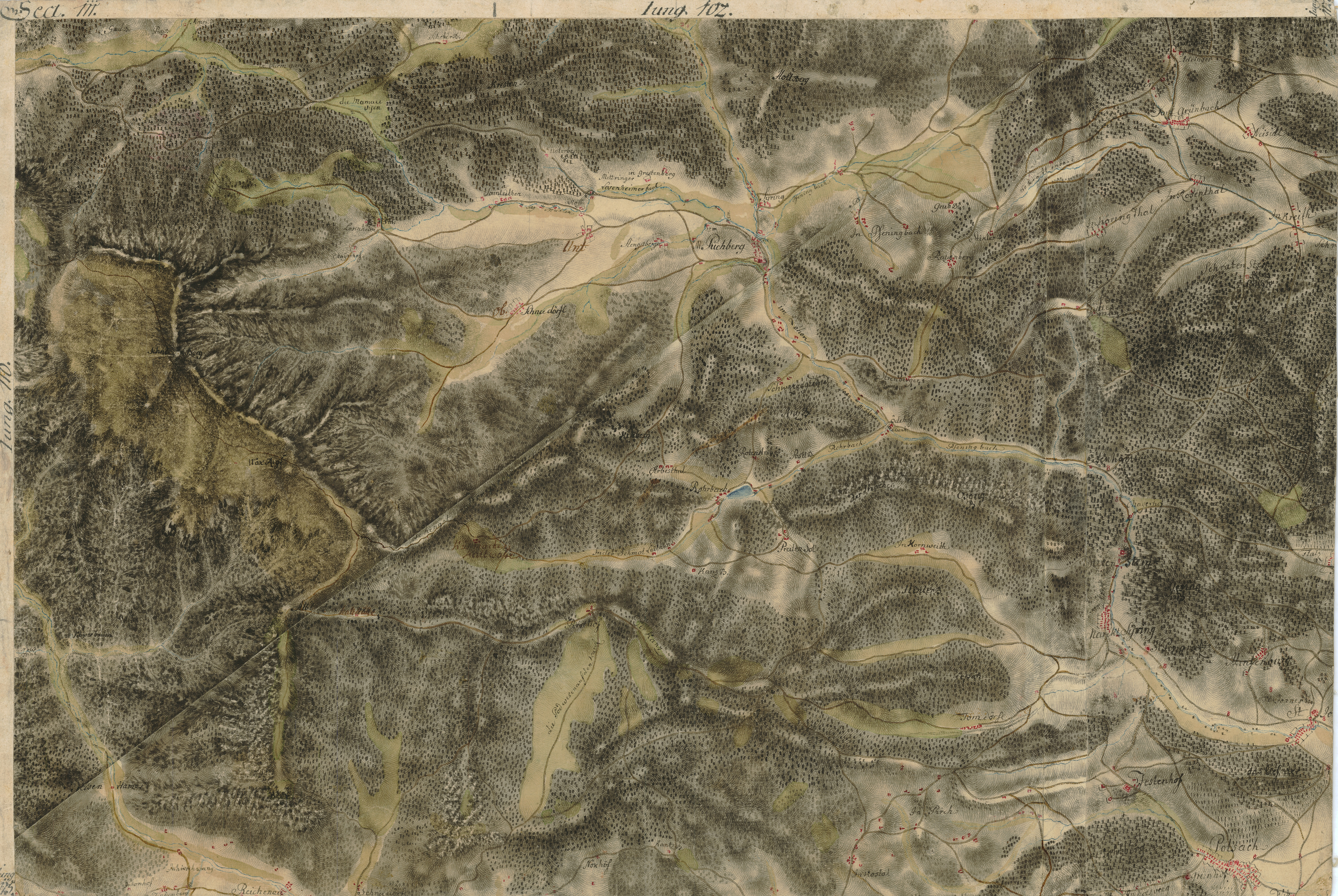
Puchberg um das Jahr 1790 (Josephinische Landesaufnahme)

In den Jahren 1805 und 1809 quartierten sich kleinere militärische Einheiten der Truppen Napoléons ein. Während des Waffenstillstandes im Jahr 1809 waren 306 Mann Kavallerie 18 Tage lang in Puchberg stationiert. Die Truppen mussten von der örtlichen Bevölkerung versorgt werden.
Während dieser Zeit kam es weder zu Übergriffen auf die Bevölkerung, noch wurde von den Franzosen Eigentum der Puchberger beschädigt. Lediglich ein Zwischenfall im Fleischhauerhaus sorgte während dieser Zeit für Unruhe, als ein französischer Soldat auf die Tenne kam, auf der gerade gedroschen wurde. Aus ungeklärten Ursachen brach zwischen dem französischen Soldaten und den Dreschern ein Streit aus, das nach wildem Gestikulieren in einem blutigen Handgemenge endete. Der Kommandant der Franzosen war über die Behandlung seines Soldaten so erzürnt, dass er damit drohte, den Ort in Schutt und Asche zu legen. Die Drescher entzogen sich ihrer Bestrafung durch Flucht auf den Himberg, von wo sie erst nach dem Abzug der Soldaten wieder zurückkamen.

### Entwicklung zum Kurort – 19./20. Jahrhundert

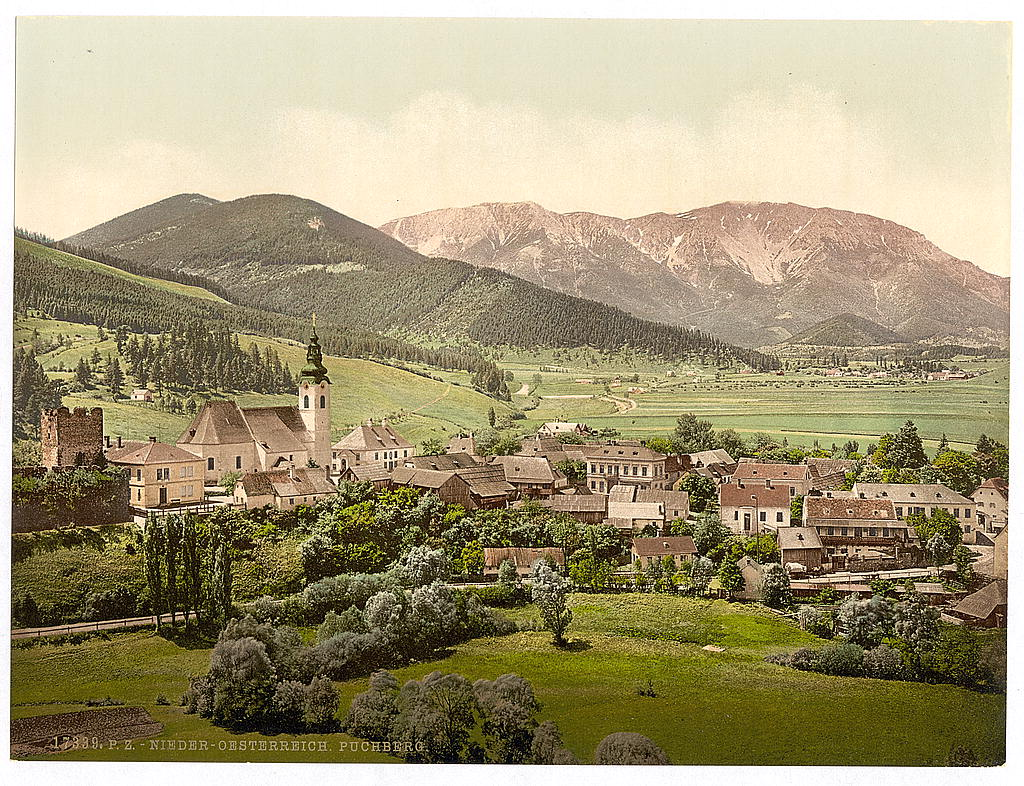
Historische Ansicht von Puchberg um 1900

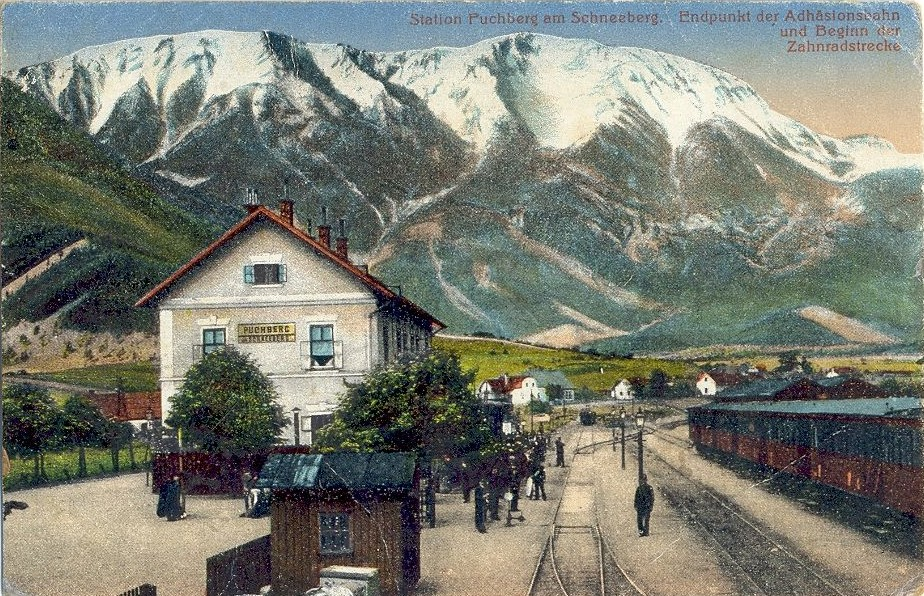
Der Bahnhof Puchberg um 1900

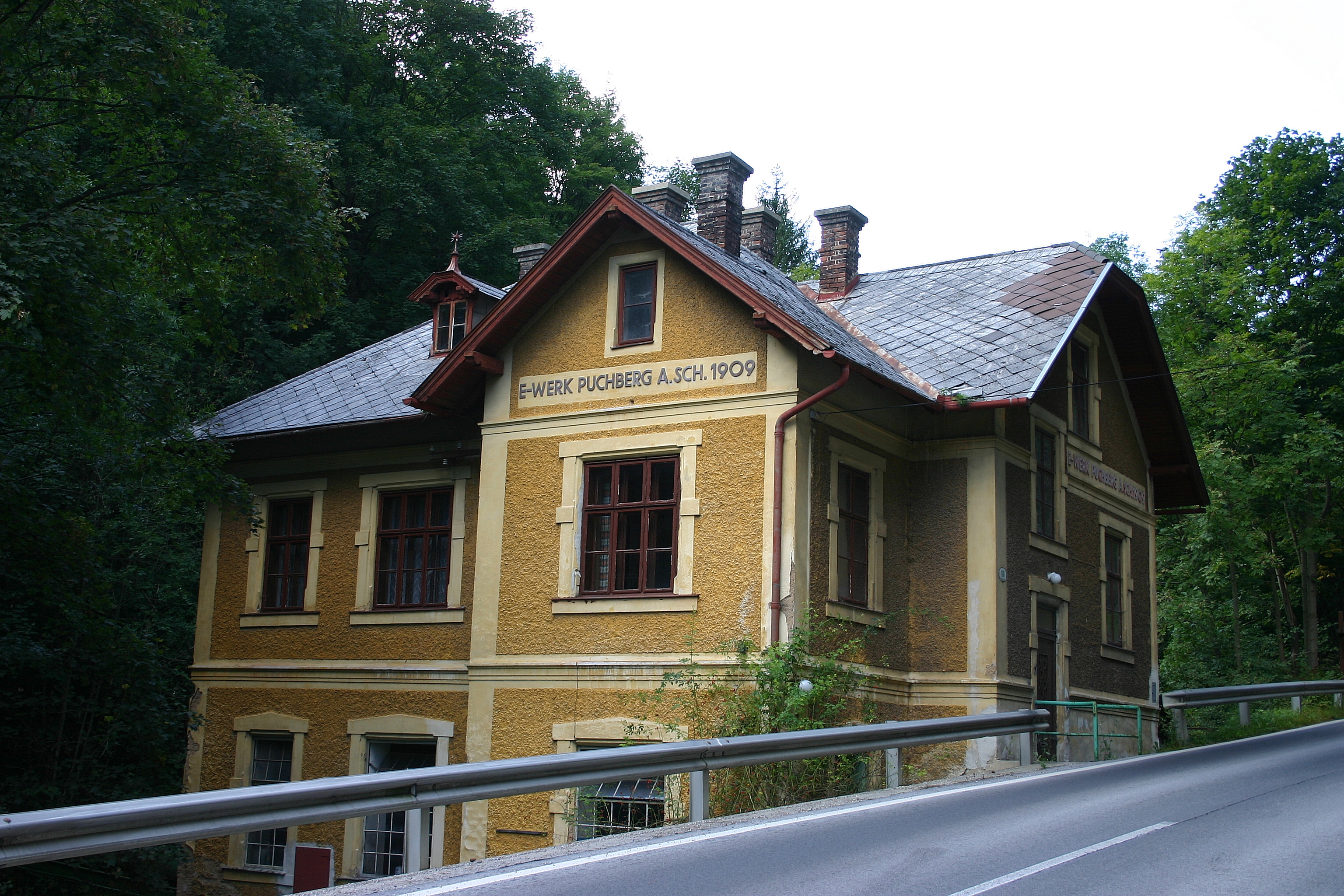
Das 1909 errichtete Elektrizitätswerk an der Sierning

Ferdinand Bürkles Erstbesteigung war der Beginn zahlreicher Wanderungen auf den Schneeberg, viele davon auch außerhalb der Puchberger Gemeindegrenzen. Beschreibungen von Reiseschriftstellern der Romantik, wie J. A. Schultes oder Franz Xaver Embel, waren für diese Entwicklung mit verantwortlich.
Die von Leo Arnoldi gebaute und am 15. April 1897 eröffnete Schneebergbahn sowie die Bahnverbindung zwischen Wiener Neustadt und Puchberg waren ausschlaggebend für den Übergang des Ortes von der Landwirtschaft zum Tourismus. So kamen Gäste von weit her, um das Erlebnis zu genießen, mit einer Zahnradbahn ohne große Mühe auf den höchsten Berg Niederösterreichs zu gelangen. Die Bahn hatte somit einen großen Anteil an der touristischen Erschließung von Puchberg und dem Schneeberg. Begünstigt durch die Nähe entdeckten viele Wiener Puchberg als Sommerfrische. Wegbereiter waren die Wiener Industriellen Friedrich Ehrbar und Ludwig Damböck. 1899 wurde der Bau eines astronomischen Observatoriums auf dem Schneeberg überlegt.
Der Arzt Edmund von Neusser ließ um 1900 in Puchberg eine Villa als Hochzeitsgeschenk für seine Frau, die Opernsängerin Paula Mark, erbauen. Zur gleichen Zeit hatte Ottokar von Chiari die Jagd in Puchberg gepachtet.
Ein Besuch des zu Ehren seiner Gemahlin Elisabeth errichteten Kirchleins führte Kaiser Franz Joseph I. 1902 auf den Gipfel des Schneebergs. Mitglieder des Kaiserhauses waren danach einige Sommer in Puchberg zu Gast.
Von 1902 bis 1904 werden die erste Gemeindewasserleitung und der Hochbehälter errichtet. Die Quellfassung erfolgte am Fuß des im Norden von Puchberg befindlichen Öhler und ist heute noch in Betrieb.
1909 wurde nach elfjähriger Bauzeit in der Schlucht zwischen dem Buchberg und dem Himberg, in Ödenhof, das von der Sierning angetriebene Wasserkraftwerk errichtet. Mit einer Leistung von 120 Kilowatt wurde die Katastralgemeinde Rohrbach im Graben mit elektrischem Strom versorgt. Die Bewohner mussten sich dazu auf einer Liste anmelden, wann sie Strom beziehen wollten. Wegen des rasch wachsenden Bedarfs musste das E-Werk schon bald danach auf 300 kW erweitert werden. Nach der generellen Versorgung der Gemeinde über das öffentliche Stromnetz wurde der erzeugte Strom in das öffentliche Netz eingespeist. Nach dem Ersten Weltkrieg wurde die Wasserturbine durch zwei Dieselaggregate ergänzt. Das Kraftwerk wurde bis 1962 von der Gemeinde betrieben. Hauptabnehmer waren die Schoeller-Bleckmann Stahlwerke in Ternitz. Der neue Besitzer richtete 1963 eine Gummiwarenerzeugung ein. 1983 und 1996 erhielt das Kleinkraftwerk jeweils neue Besitzer, die sich wieder ausschließlich auf die Stromproduktion beschränkten. Das Kraftwerk, das mittlerweile im Automatikbetrieb läuft, ist gegenwärtig noch immer mit den Aggregaten von 1909 in Betrieb.

Damals noch „Buchberg“ (Mitte links), um 1873 (Aufnahmeblatt der Landesaufnahme)

Der letzte Hofballmusikdirektor Carl Michael Ziehrer verbrachte den Sommer des Jahres 1915 in Puchberg. 1923–1925 unterrichtete der Philosoph Ludwig Wittgenstein in der Volksschule. Kurz danach war der Gelehrte Paul Kammerer zu Gast.
In der Zeit nach dem Ersten Weltkrieg war es vor allem die Eisenbahn Wien-Aspang, als Betreiberin der Schneebergbahn seit 1. Jänner 1899, die massiv den Fremdenverkehr in Puchberg bewarb und mit preisgünstigen Tarifangeboten zahlreiche Touristen anlockte. Selbst in den wirtschaftlich schwierigen Zeiten der 1930er Jahre hatte Puchberg seine Anziehungskraft für Touristen und Sommergäste nicht verloren.
Am 19. September 1939, um 1:15 Uhr, wurde Puchberg von einem Erdbeben der Stufe sieben der Mercalli-Sieberg-Skala erschüttert. An Gebäuden entstanden zum Teil schwere Schäden und von Felswänden lösten sich Felsbrocken. In der Losenheimerstraße fiel ein Felsblock im Ausmaß von rund 15 Kubikmetern auf ein Haus, wobei zwei Personen getötet wurden. Die Straße zum Ortsteil Ödenhof wurde unter Fels- und Geröllmassen verschüttet und musste frei gesprengt werden.

### Zweiter Weltkrieg bis heute

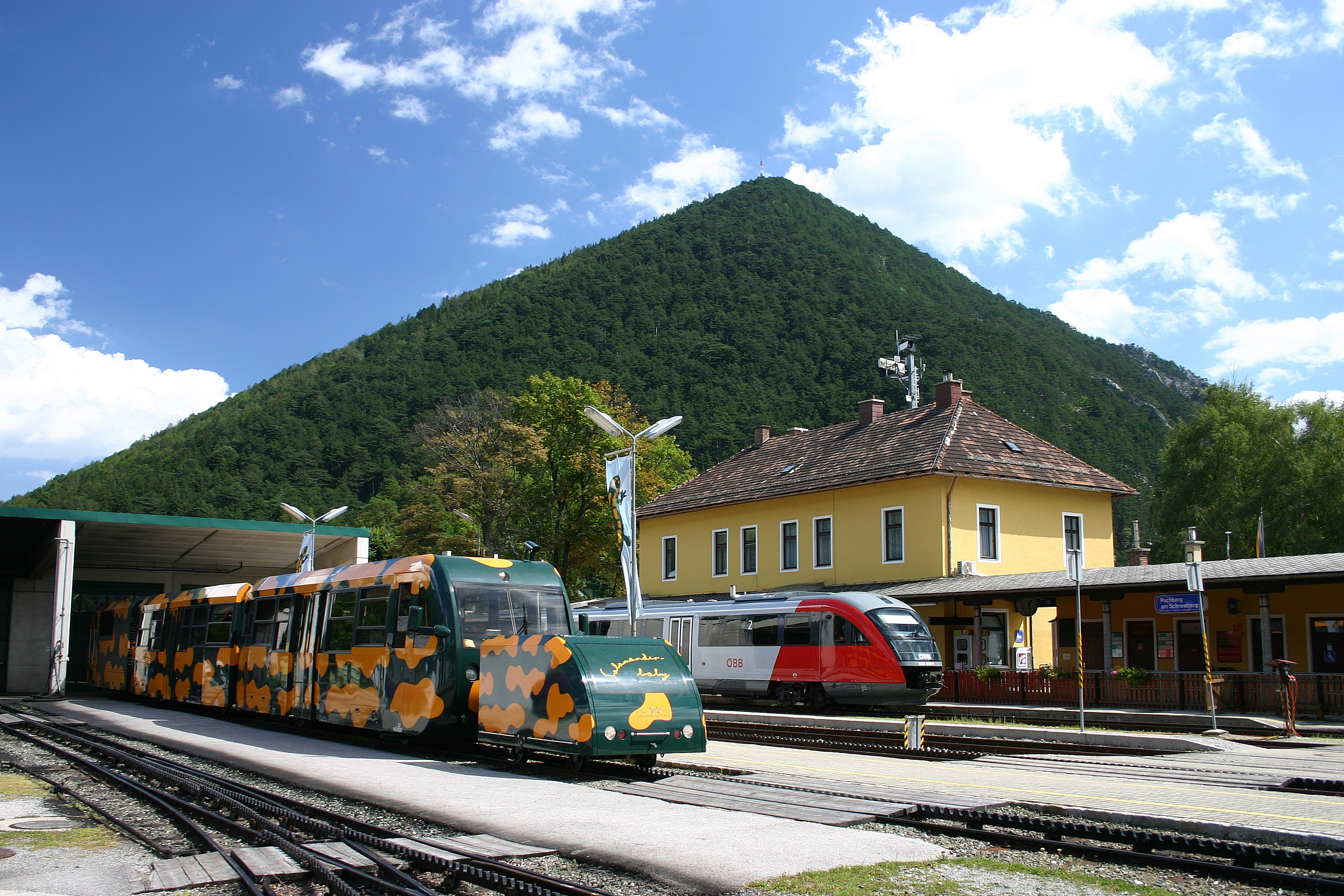
Bahnhof mit Salamander-Triebwagen der Zahnradbahn und Desiro-Triebwagen der Normalspurstrecke

Gegen Ende des Zweiten Weltkriegs kam es vom 26. März bis zum 8. Mai zu heftigen Kämpfen zwischen der im Raum Puchberg eingesetzten Kampfgruppe Keitel der 37. SS-Freiwilligen-Kavalleriedivision und der 99. Schützendivision bzw. Teilen des 1. Garde-mechanischen Korps der 4. Sowjetischen Gardearmee, die neben blutigen Verlusten zu schweren Schäden im Ortsgebiet führten. Die deutsche Frontlinie verlief zuletzt über den Gahns, das Hotel Hochschneeberg und die Sparbacher Hütte zum Klostertaler Gschaid und weiter zum Rohrer Sattel. Laut Totenbuch der Pfarre Puchberg verloren 204 Menschen ihr Leben, darunter 34 russische Soldaten.
Nach dem Zweiten Weltkrieg gewann der Tourismus wieder zunehmend an Bedeutung. Die Lyrikerin Christine Busta sowie die Schriftsteller Friederike Mayröcker und Ernst Jandl verbrachten mehrere Sommer in Puchberg.
Diesem Trend Rechnung tragend, wurde 1949 der Sessellift auf den Himberg errichtet, der der erste in Niederösterreich war.
1960 wurde auf dem Hochschneeberg eine Richtfunkstation des Bundesheeres als Teil des Luftraumüberwachungssystems Goldhaube in Betrieb genommen.
Um sich als Kurgemeinde zu positionieren, wurde 1963 das Kurmittelhaus errichtet, das später zu einem Kurhotel umgebaut wurde.
1968 wurde am Fuße des Himbergs eine Kläranlage errichtet und sukzessive mit der Kanalisierung der Gemeinde begonnen.
Im September 1989 erfolgte die Eröffnung des Freizeit- und Veranstaltungszentrums, zu dem die Schneeberghalle, das Freibad, das Tourismusbüro, die Gemeindebücherei und ein Restaurant gehören. Die Mehrzweckhalle bietet bis zu 700 Personen Platz und wird für sportliche Veranstaltungen, Konzerte, Theateraufführungen und Feste genutzt. In der Halle befinden sich eine Kletterwand und ein Kraftsportraum.
Die Anerkennung als Luftkurort mit heilklimatischem Klima brachte Puchberg zahlreiche Besucher. Vor allem im Sommer fühlen sich viele Menschen von der heilenden Luft angezogen. Im Winter ist der Ort wegen seines Skigebietes sehr beliebt. 1991 wurde mit der Aufstellung der ersten Schneekanonen dem zunehmenden wintersportlichen Aktivitäten Rechnung getragen.
Die Zahnradbahn auf den Hochschneeberg wurde mit neuen Zügen ausgestattet; Bahnhöfe und Haltestellen wurden adaptiert. Auf dem Hochschneeberg wurden eine Wasserleitung und eine Kanalisation eingerichtet, die den aufwändigen Transport von Frisch- und Abwasser mit der Zahnradbahn ersetzen.
Am Himberg wurde eine Antennenstation für den Mobilfunkbetrieb errichtet.
Beim Schinkenmeierhof auf Marias Land in Rohrbach im Graben hat der Privateigentümer mit Bauarbeiten von 2011 bis 2019 einen fünf Hektar großen See wiedererrichtet, der in der Josephinischen Landesaufnahme von 1768 noch verzeichnet war, jedoch bereits 1820 im Franziszeischen Kataster verschwunden war. 

## Bevölkerung

### Bevölkerungsentwicklung
Das Gemeindegebiet ist mit einer Bevölkerungsdichte von 32 Einwohnern je Quadratkilometer vergleichsweise dünn besiedelt (zum Vergleich: Niederösterreich hat 83, Österreich 98 Einwohner je Quadratkilometer). Wie in vielen kleineren Orten des Bezirkes Neunkirchen setzte in den letzten dreißig Jahren eine Tendenz zur Abwanderung in die umliegenden Städte und nach Wien ein.
| Puchberg am Schneeberg: Einwohnerzahlen von 1869 bis 2025 | Puchberg am Schneeberg: Einwohnerzahlen von 1869 bis 2025 | Puchberg am Schneeberg: Einwohnerzahlen von 1869 bis 2025 | Puchberg am Schneeberg: Einwohnerzahlen von 1869 bis 2025 | Puchberg am Schneeberg: Einwohnerzahlen von 1869 bis 2025 |
| --------------------------------------------------------- | --------------------------------------------------------- | --------------------------------------------------------- | --------------------------------------------------------- | --------------------------------------------------------- |
| Jahr                                                      |                                                           |                                                           |                                                           | Einwohner                                                 |
| 1869                                                      | 1869                                                      |                                                           | 2.249                                                     | 2.249                                                     |
| 1880                                                      | 1880                                                      |                                                           | 2.194                                                     | 2.194                                                     |
| 1890                                                      | 1890                                                      |                                                           | 2.217                                                     | 2.217                                                     |
| 1900                                                      | 1900                                                      |                                                           | 2.633                                                     | 2.633                                                     |
| 1910                                                      | 1910                                                      |                                                           | 2.945                                                     | 2.945                                                     |
| 1923                                                      | 1923                                                      |                                                           | 3.330                                                     | 3.330                                                     |
| 1934                                                      | 1934                                                      |                                                           | 3.214                                                     | 3.214                                                     |
| 1939                                                      | 1939                                                      |                                                           | 3.228                                                     | 3.228                                                     |
| 1951                                                      | 1951                                                      |                                                           | 3.379                                                     | 3.379                                                     |
| 1961                                                      | 1961                                                      |                                                           | 3.392                                                     | 3.392                                                     |
| 1971                                                      | 1971                                                      |                                                           | 3.406                                                     | 3.406                                                     |
| 1981                                                      | 1981                                                      |                                                           | 3.178                                                     | 3.178                                                     |
| 1991                                                      | 1991                                                      |                                                           | 3.021                                                     | 3.021                                                     |
| 2001                                                      | 2001                                                      |                                                           | 2.834                                                     | 2.834                                                     |
| 2011                                                      | 2011                                                      |                                                           | 2.639                                                     | 2.639                                                     |
| 2021                                                      | 2021                                                      |                                                           | 2.666                                                     | 2.666                                                     |
| 2025                                                      | 2025                                                      |                                                           | 2.701                                                     | 2.701                                                     |
| Quelle(n): Statistik Austria, Gebietsstand 1.1.2021       |                                                           |                                                           |                                                           |                                                           |

Die erste Bevölkerungszählung im Jahr 1869 verzeichnete 2249 Personen. Danach setzte ein großer Zuwachs ein und 1923 konnten 3330 Einwohner gezählt werden. Infolge des Zweiten Weltkrieges verringerte sich die Bevölkerung. Bis 1971 setzte wieder ein leichter Bevölkerungsanstieg ein und mit 3406 Einwohnern wurde der Höchststand in der Geschichte von Puchberg verzeichnet. Seitdem geht die Einwohnerzahl zurück und fiel bei der Volkszählung vom 15. Mai 2001 unter 3000 Einwohner. Maßgebend dafür war neben der stark negativen Geburtenbilanz (Vergleich 1991 zu 2001: −133) die ebenfalls negative Wanderungsbilanz (−54). Insbesondere bei der Geburtenbilanz liegt Puchberg (−4,4 %) deutlich unter den Werten des Bezirks Neunkirchen (−1,6 %) und des Landes Niederösterreich (−0,5 %).

### Bevölkerungsstruktur
Am 1. Jänner 2007 betrug die Einwohnerzahl 2688 (1333 männlich/1335 weiblich). Davon waren 340 unter 15 Jahren (178/162), 1700 im Alter von 15 bis 60 Jahren (789/726) und 648 über 60 Jahre alt (366/467). Die meisten Frauen waren im Alter von 65 bis 69 Jahren (insgesamt 116), die meisten Männer im Alter von 40 bis 44 (insgesamt 126). Am 1. Jänner 2008 hatte Puchberg nur mehr 2664 Einwohner.

### Herkunft und Sprache
2752 (97,1 %) der Puchberger gaben 2001 Deutsch als Umgangssprache an. Weitere 17 Personen (0,6 %) sprachen hauptsächlich Ungarisch, 15 (0,5 %) sprachen Kroatisch, acht (0,3 %) Serbisch, fünf (0,2 %) Türkisch, drei (0,1 %) Tschechisch, einer sprach Burgenland-Kroatisch und die Sprachen von 33 Einwohnern waren unbekannt. Von der Bevölkerung (Stand 2007) waren 2592 (96,4 %) Bürger österreichische Staatsbürger, 96 Einwohner (3,6 %) sind es nicht. Dabei hatten 23 (0,7 %) der Puchberger eine Staatsbürgerschaft von Deutschland, neun (0,3 %) waren ehemalige jugoslawische Staatsbürger. Dahinter folgten zwei Türken (0,1 %) sowie je ein Amerikaner und ein Afrikaner, fünf (0,2 %) Bürger waren staatenlos. Insgesamt waren 2001 etwa 4,4 % der Puchberger in einem anderen Land als in Österreich geboren.

## Politik

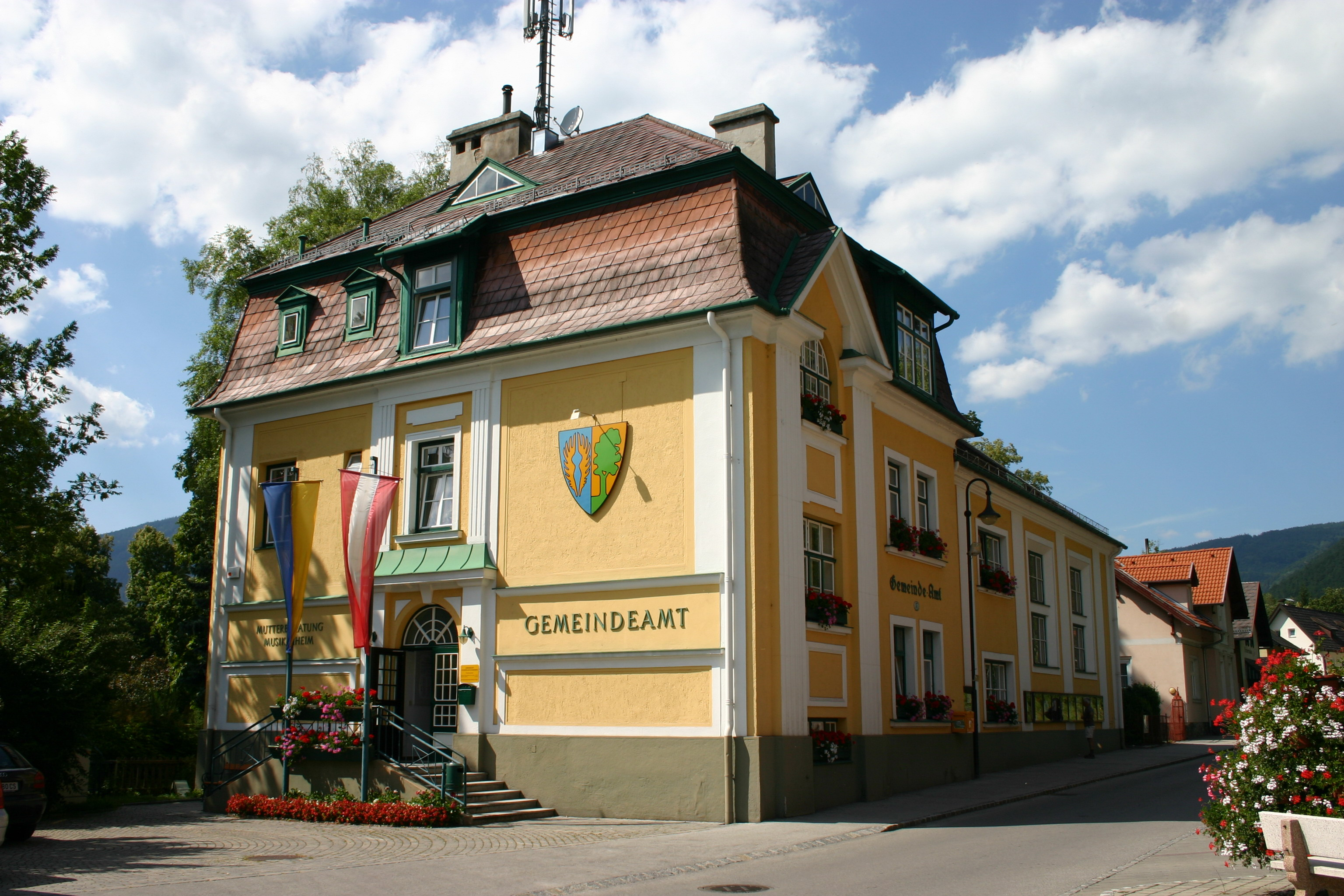
Das Gemeindeamt der Marktgemeinde Puchberg

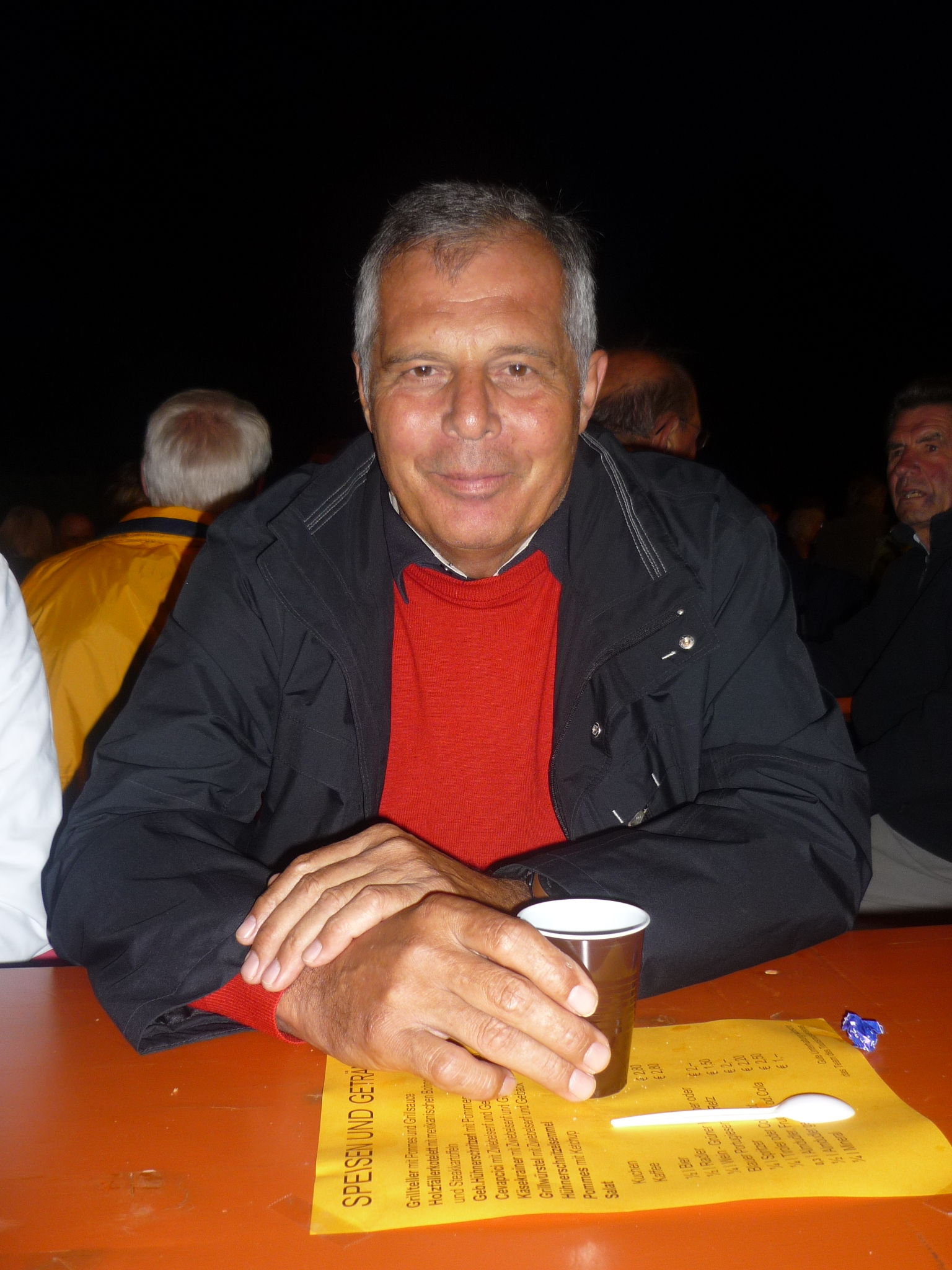
Altbürgermeister Michael Knabl (1985–2017)

Auf Grund des Rückgangs der wahlberechtigten Bevölkerung (maßgeblich ist die Anzahl der Hauptwohnsitzer) bei der letzten Volkszählung reduzierte sich die Anzahl der Gemeinderäte von 23 (2000) auf 21 (2005).
- Mit den Gemeinderatswahlen in Niederösterreich 1990 hatte der Gemeinderat folgende Verteilung: 13 SPÖ, und 10 ÖVP.
- Mit den Gemeinderatswahlen in Niederösterreich 1995 hatte der Gemeinderat folgende Verteilung: 13 SPÖ, und 10 ÖVP.[23]
- Mit den Gemeinderatswahlen in Niederösterreich 2000 hatte der Gemeinderat folgende Verteilung: 13 SPÖ, 8 ÖVP, 1 Neues Team, und 1 FPÖ.[24]
- Mit den Gemeinderatswahlen in Niederösterreich 2005 hatte der Gemeinderat folgende Verteilung: 12 SPÖ, und 9 ÖVP.[25]
- Mit den Gemeinderatswahlen in Niederösterreich 2010 hatte der Gemeinderat folgende Verteilung: 11 SPÖ, 9 ÖVP, und 1 FPÖ.[26]
- Mit den Gemeinderatswahlen in Niederösterreich 2015 hatte der Gemeinderat folgende Verteilung: 11 SPÖ, 9 ÖVP, und 1 FPÖ.[27]
- Mit den Gemeinderatswahlen in Niederösterreich 2020 hatte der Gemeinderat folgende Verteilung: 11 SPÖ und 10 ÖVP.[28]
- Mit den Gemeinderatswahlen in Niederösterreich 2025 hat der Gemeinderat folgende Verteilung: 11 SPÖ, 8 ÖVP und 2 FPÖ.[29]

Bürgermeister
| Zeitraum  | Bürgermeister      |
| --------- | ------------------ |
| 1850–1858 | Leonhard Wurzinger |
| 1858–1861 | Johann Rigler      |
| 1861–1862 | Anton Eichberger   |
| 1862–1864 | Anton Pulling      |
| 1864–1865 | Franz Schramböck   |
| 1865–1873 | Franz Postl        |
| 1873–1875 | Johann Tisch       |
| 1875–1876 | Ignaz Schmid       |
| 1876–1879 | Franz Postl        |

| Zeitraum              | Bürgermeister      |
| --------------------- | ------------------ |
| 1879–1888             | Matthias Gamperl   |
| 1888–1891             | Josef Hirschler    |
| 1891–1894             | Georg Riegler      |
| 1894–1900             | Josef Hirschler    |
| 1900–1908             | Wilhelm Frey       |
| 1908 – Juni 1917      | Hans Stickler      |
| Juli 1917 – Juni 1919 | Karl Weinberger    |
| Juli 1919–1933        | Leopold Auer (SPÖ) |

| Zeitraum                            | Bürgermeister                             |
| ----------------------------------- | ----------------------------------------- |
| 1934 – 12. März 1938                | Hans Stickler jun. (Vaterländische Front) |
| 13. März 1938 – 18. Februar 1939    | Wilhelm Laschke (NSDAP)                   |
| 19. Februar 1939 – 22. April 1945   | Johann Jägersberger (NSDAP)               |
| 1945 – 10. April 1973               | Rudolf Gschweidl (SPÖ)                    |
| 10. April 1973 – 29. April 1985     | Franz Holzer (SPÖ)                        |
| 29. April 1985 – 30. September 2017 | Michael Knabl (SPÖ)                       |
| 1. Oktober 2017 – 29. Februar 2024  | Florian Diertl (SPÖ)                      |
| seit 1. März 2024                   | Christian Dungl (SPÖ)                     |
| Quelle: Aufstellung der Gemeinde    |                                           |

## Wappen
Blasonierung: Gespalten; vorne in Blau ein goldener, offener Flug, hinten in Gold auf grünem Boden ein grüner Laubbaum.
Die rechte Hälfte des Wappens stellt offene, goldene Adlerflügel auf blauem Grund (Himmel), die linke eine grüne Buche dar. Über der Zeichnung steht „PUCHBERG a. Schbg.“. Der Schriftzug wird jedoch nicht immer angewandt.
Das Puchberger Wappen wurde erstmals im 13. Jahrhundert vom Geschlecht der Puchberger verwendet. Benutzt wurde damals lediglich das Motiv der rechten Wappenseite, umrandet mit einer mittelalterlichen Schrift. Erst seit ein paar Jahrhunderten hat das Wappen das heutige Aussehen.

## Religion
Der Zeitpunkt der Gründung der Pfarre Puchberg ist nicht bekannt. Dass diese, wie A. Adam und F. Bürkle meinen, bereits 1109 bestanden hätte, ist nicht belegbar. Der 1264 genannte Fridericus als Pfarrer von Puchberg ist gesichert. Das Fehlen der Pfarre im Jahr 1285 betrifft auch die beiden Nachbarpfarren Grünbach und St. Egyden im ZR 1285, immer falsch zitiert als Zentralregister, richtig jedoch "Päpstliches Zehentregister". Ausdrücklich angeführt ist (S. 2) ist, dass die Kreuzfahrerorden und der Zisterzienserorden von dieser Kreuzzugssteuer befreit waren. Nächster urkundlich dokumentierter Pfarrer ist Griffo 1376, bereits unter dem Patronat der Kirche Sankt Ulrich, an die sie wesentlich früher als bisher zitiert mit den Nachbarpfarren gelangt war. Ob als Filiale oder Vikariat einer Mutterkirche Fischau ist mangels jeden Belegs auszuschließen. Die Pfarre war bis zum Jahr 1783 dem Verband der Diözese Salzburg (Neustädter Distrikt) zugeordnet. 1784 wurde die Pfarre der Diözese Wiener Neustadt zugeordnet, bevor sie im gleichen Jahr zur Diözese Wien kam. Seit 1631 haben in Puchberg insgesamt 21 Pfarrer gewirkt.

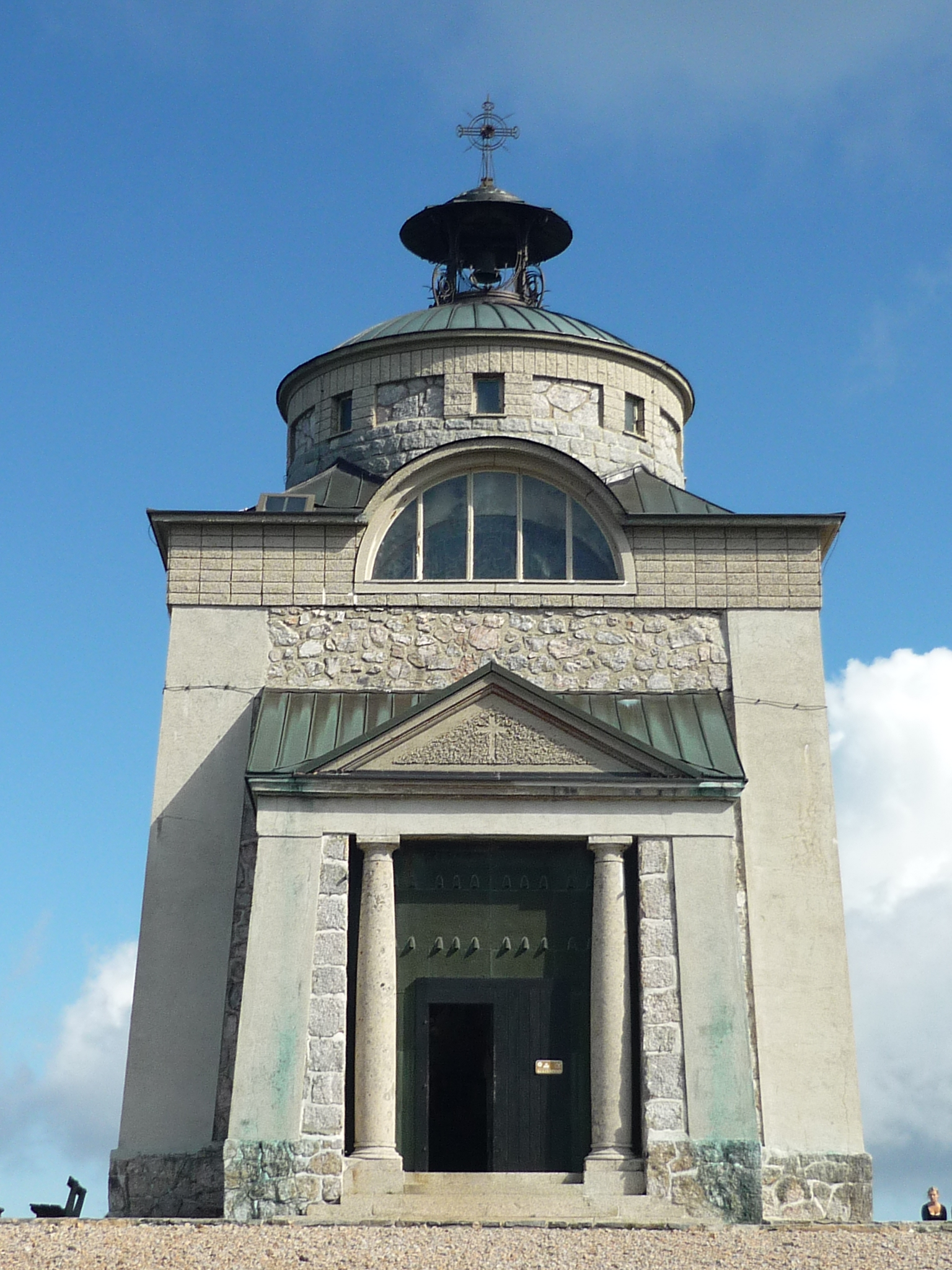
Elisabethkirchlein

Der Großteil der Puchberger Bevölkerung ist römisch-katholischer Konfession. Bei der Volkszählung 2001 betrug der Anteil der Personen mit römisch-katholischem Bekenntnis 88,0 % (2493 Personen). Dahinter folgten 1,8 % (52) mit evangelischem und 0,9 % (26) mit einer anderen Glaubensrichtung. 8,4 % (239) der Puchberger waren ohne religiöses Bekenntnis.
In Puchberg stehen eine Kirche und einige Kapellen, am Hochschneeberg steht eine weitere Kirche.
Die Pfarrkirche St. Vitus wurde 1428 errichtet. Da die Kirche zweimal zerstört wurde, musste sie ebenso oft wieder neu aufgebaut werden. An Stelle des heutigen keilförmigen Dachs war der Kirchturm früher mit einer Kuppel und später mit einem Zwiebelturm ausgestattet.
Das Elisabethkirchlein steht in der Nähe der Endstation der Schneebergbahn auf (1800 m ü. A.) und wurde zur Erinnerung an die ermordete Kaiserin Elisabeth in den Jahren 1899 bis 1901 errichtet. Dort wird zumindest einmal jährlich eine Messe gefeiert. Kaiser Franz Joseph besuchte 1902 die Kirche und nahm an einer Messe teil.
Ebenfalls einmal jährlich wird bei der Schoberkapelle auf der Schoberalm an der Gemeindegrenze zu Gutenstein eine Messe gefeiert.

## Wirtschaft und Infrastruktur

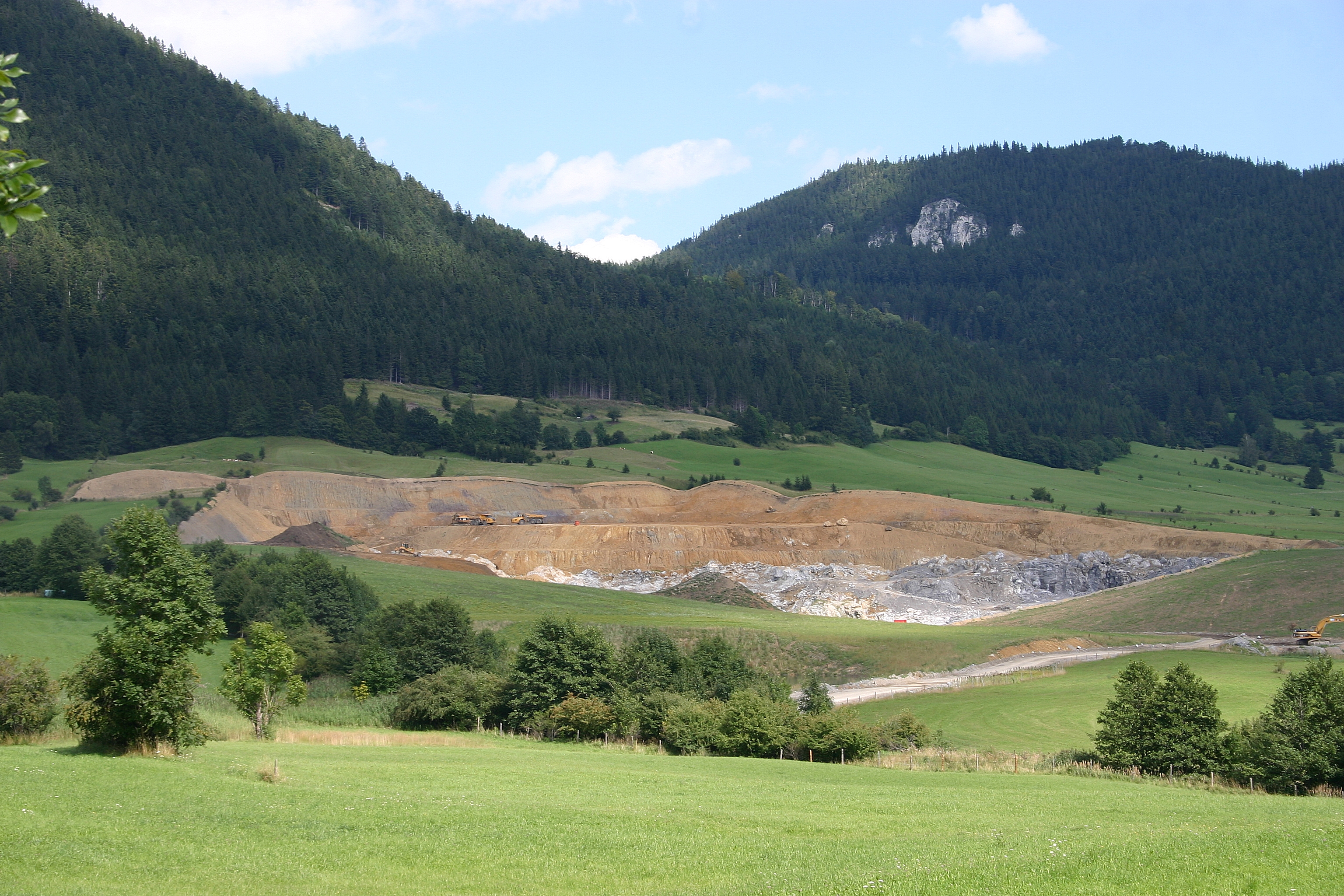
Gipsabbau nahe der Ascherstraße

Historische Sägemühle Zenz vulgo „Nandler Michel“ um 1890

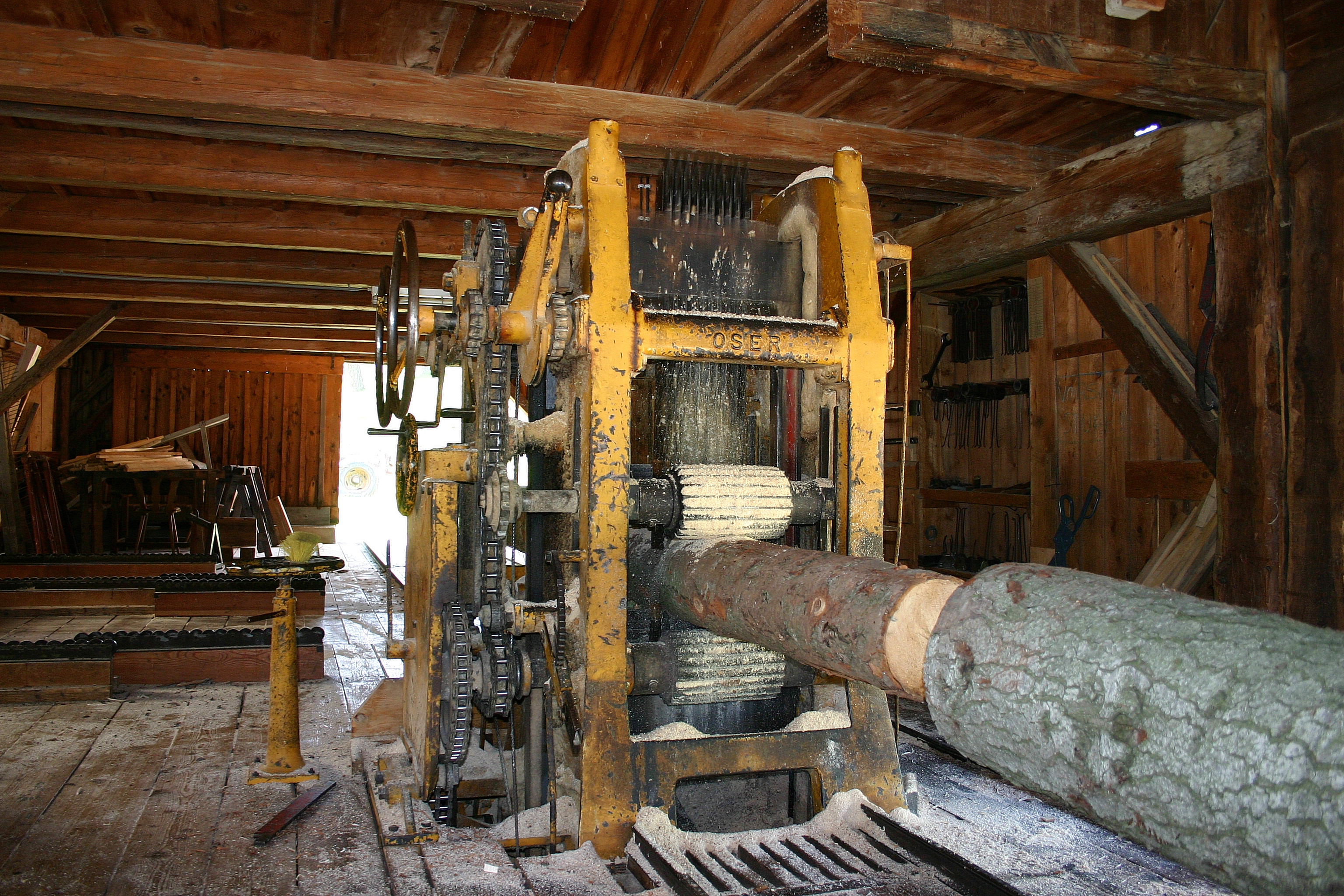
Gattersäge im Ortsteil „Im Prater“

### Arbeitsstätten und Beschäftigte
Laut Arbeitsstättenzählung 2001 gab es in Puchberg 154 Arbeitsstätten mit 860 Beschäftigten, wovon 724 unselbständige Beschäftigte waren. Wichtigste Branche in der Gemeinde ist demnach das Beherbergungs- und Gaststättenwesen mit 39 Betrieben (190 Beschäftigte). Weiterhin von Bedeutung ist die Branche Handel; Reparatur von Kfz und Gebrauchsgütern mit damals 25 Arbeitsstätten (98 Beschäftigte) sowie die Sachgütererzeugung mit 124 Beschäftigten und 14 Arbeitsstätten.  Die eher geringen Beschäftigungsmöglichkeiten in der Gemeinde verursachen eine hohe Pendlerrate. Bei 332 Einpendlern waren 2001 671 Einwohner von Puchberg außerhalb ihrer Heimatgemeinde beschäftigt.

### Gips- und Sägewerke
Auf der Suche nach Kohle wurde in den 1860er Jahren in Puchberg Gips gefunden. Der Mitbegründer der Wiener Neustädter Lokomotivfabrik, Wenzel Günther, richtete daraufhin in Bruck, einem Abhang des Eichbergs, einen Brennofen samt Gipsmühle ein. 1888 bestanden zwei Gipswerke; den Betrieb von Jurnicek im Eigentum des späteren Bürgermeisters von Puchberg am Schneeberg, Wilhelm Frey, in Bruck und jenes von Johann Clemens Riglers Betrieb in Vierlehen (seit 1868). Der Gipsabbau wurde früher ausschließlich unter Tage betrieben, wobei das in den Stollen gewonnene Material mit Hunten zu Tage gefördert wurde. Seit der zweiten Hälfte des 20. Jahrhunderts wird Gips nur mehr im Tagebau gewonnen. Die Abbauflächen befinden sich nunmehr, deutlich sichtbar, auf der Pfennigwiese.
Eine Bestandsaufnahme der industriellen Struktur im Jahr 1888 listet weiters zwei Kalköfen beim Hengstberg, neun Getreidemühlen und 38 Sägewerke auf.
Dank des Waldreichtums der Region war in Puchberg über Jahrhunderte die Sägeindustrie vorherrschend. An fast jedem Bach wurde die Kraft des Wassers zum Schneiden der Bretter genutzt. Die Sägen des Puchberger Gebietes waren nach dem Prinzip des so genannten Venezianer Gatters konstruiert – eine Entwicklung, die auf Leonardo da Vinci zurückgeht. Die Säge wurde dabei nicht an dem Stamm, sondern der Stamm an das Sägeblatt herangeführt. Das Sägeblatt wurde durch ein vom Wasserrad angetriebenes Kurbelsystem bewegt. Die fortschreitende Elektrifizierung im 20. Jahrhundert führte zum Verfall vieler Sägewerke, da diese auf die neue Technik nicht angepasst werden konnten. Während es in Puchberg um 1900 insgesamt 38 Sägewerke gab, bestehen gegenwärtig nur mehr drei Gattersägen; diese werden nicht mehr mit Wasserkraft betrieben, sondern von Dieselmotoren.

### Land- und Forstwirtschaft
1999 bestanden in Puchberg 164 land- und forstwirtschaftliche Betriebe, die insgesamt rund 7346 Hektar Fläche bewirtschafteten. 52 Betriebe wurden im Haupterwerb und 103 im Nebenerwerb geführt. Neun Betriebe waren im Eigentum von juristischen Personen. Gegenüber 1995 hat sich der Rückgang der landwirtschaftlichen Betriebe insbesondere im Bereich der Nebenerwerbslandwirte fortgesetzt, während sich die Zahl der Betriebe im Haupterwerb um 2 % erhöhte. Insgesamt reduzierte sich die Zahl der landwirtschaftlichen Betriebe zwischen 1995 und 1999 um 19,6 %, während die bewirtschaftete Fläche beinahe unverändert blieb. Diese Betriebe beschäftigen 350 Arbeitskräfte.
Insgesamt gab es bei der Viehbestand-Zählung 1999 in Puchberg 154 Viehhalter mit 2799 Nutztieren. Rund 62 % der Nutztiere (von 68 Rindhaltern) waren Rinder auf den Weiden in Puchberg und am Hochplateau des Schneebergs. Die meisten davon (457) waren Milchkühe. Dahinter folgt die Kategorie Nutz- und Zucht-Kalbinnen mit 397 Tieren. Lediglich 19 Rinder waren Schlacht-Kalbinnen. Da es in Puchberg keinen Betrieb zur Milchverarbeitung gibt, wird die Milch an die Niederösterreichische Molkereigenossenschaft verkauft. Ein geringer Teil wird zum eigenen Verbrauch verwendet. Das Fleisch wird größtenteils ebenfalls verkauft.

### Tourismus
Der Tourismus ist seit der Wende zum 20. Jahrhundert Haupteinnahmequelle der Marktgemeinde. Der Schneeberg war schon früher ein beliebtes Ausflugsziel; die Schutzhütten hatten damals bereits jährlich etwa 10.000 Besucher. Puchberg ist dank der Doppelsaison eine der bestbesuchten Gemeinden in Ostösterreich. In Puchberg bestehen zwei Hauptattraktionen: die Schneebergbahn und das Salamander-Skigebiet, die beide von der NÖ-Schneebergbahn GmbH betrieben werden.

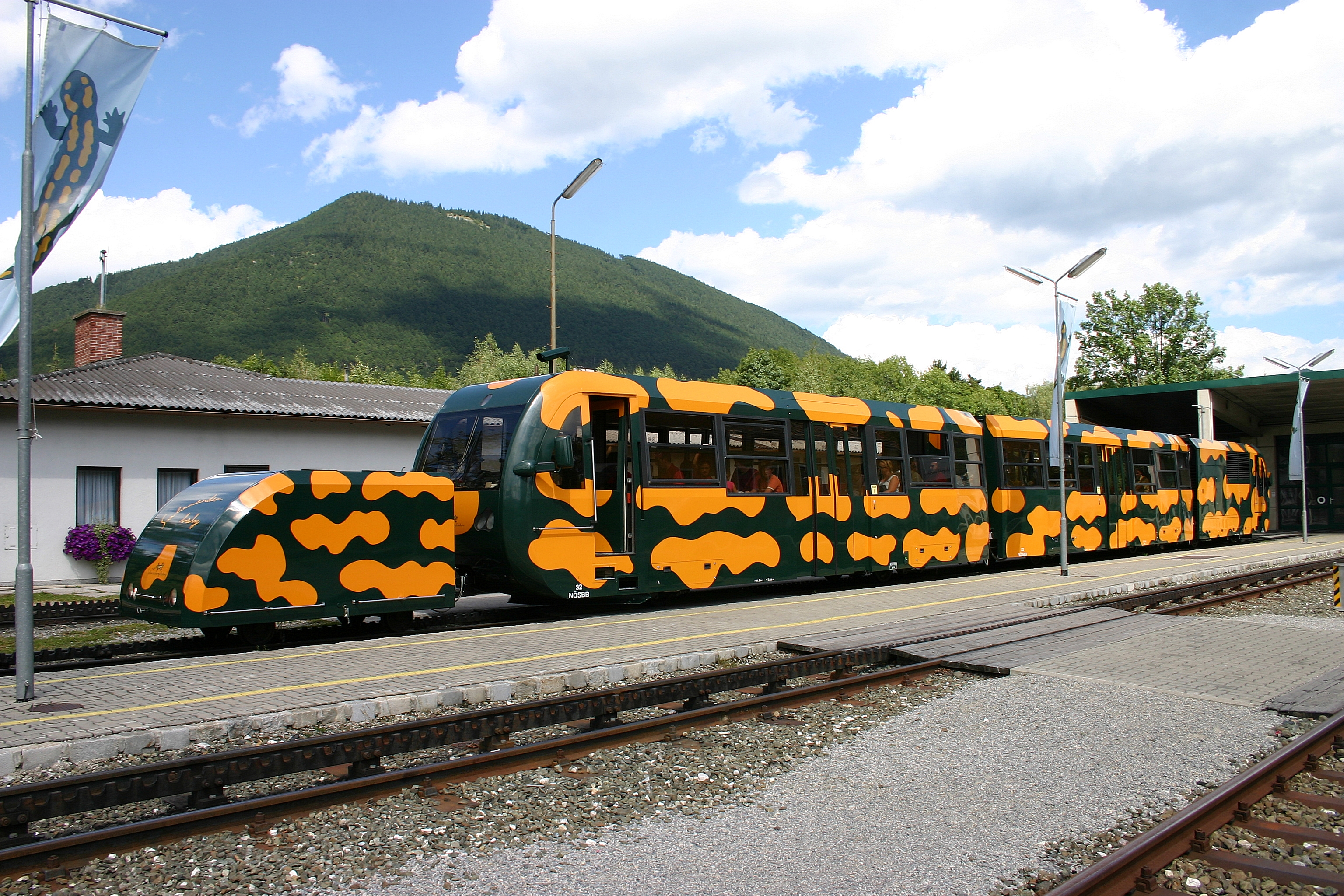
Salamander-Triebzug Nummer 2 mit Vorstellwagen („Salamander-Baby“) im Bahnhof Puchberg am Schneeberg

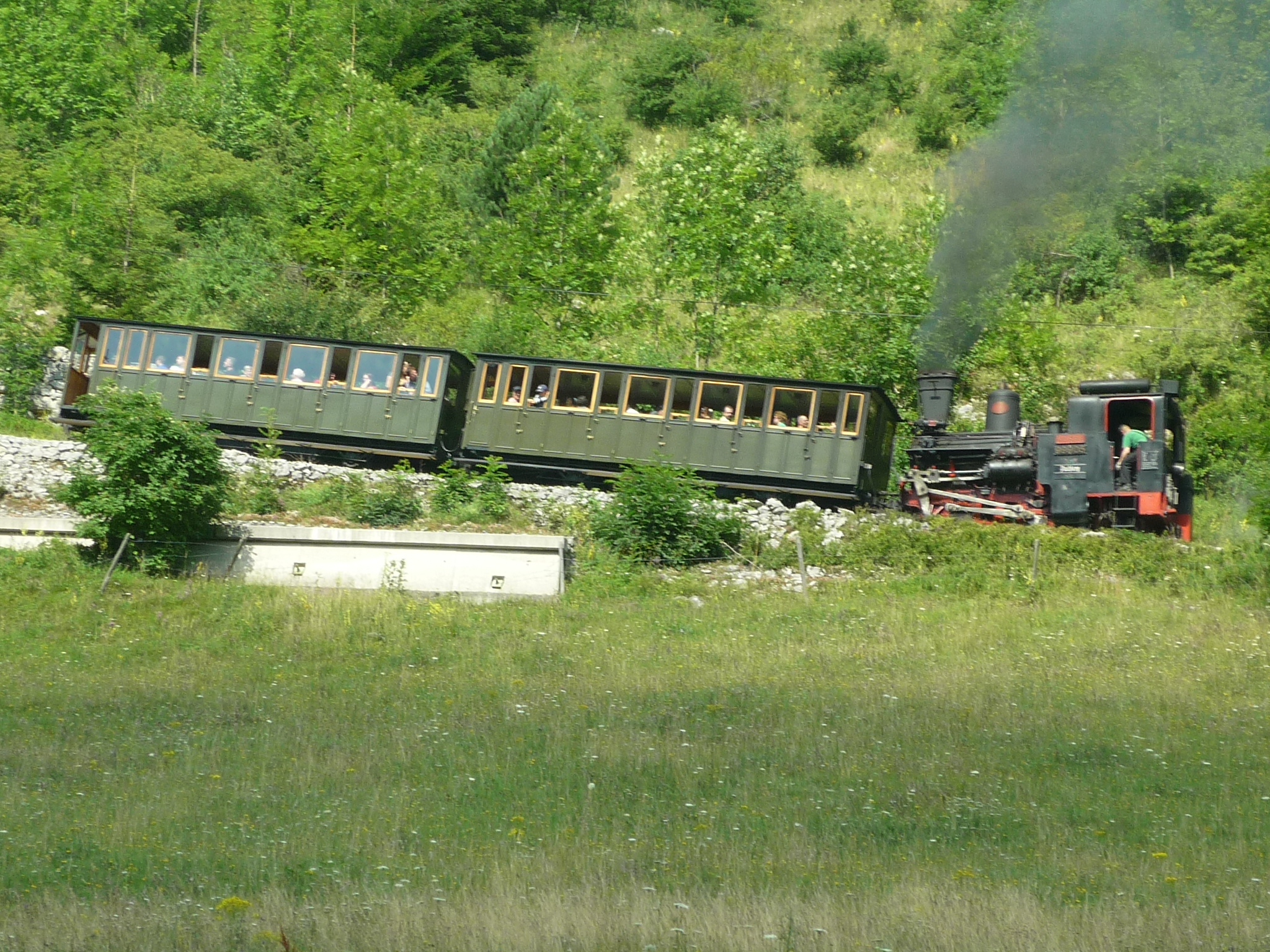
Die Zahnradbahn-Dampflok 999.05 “Puchberg”

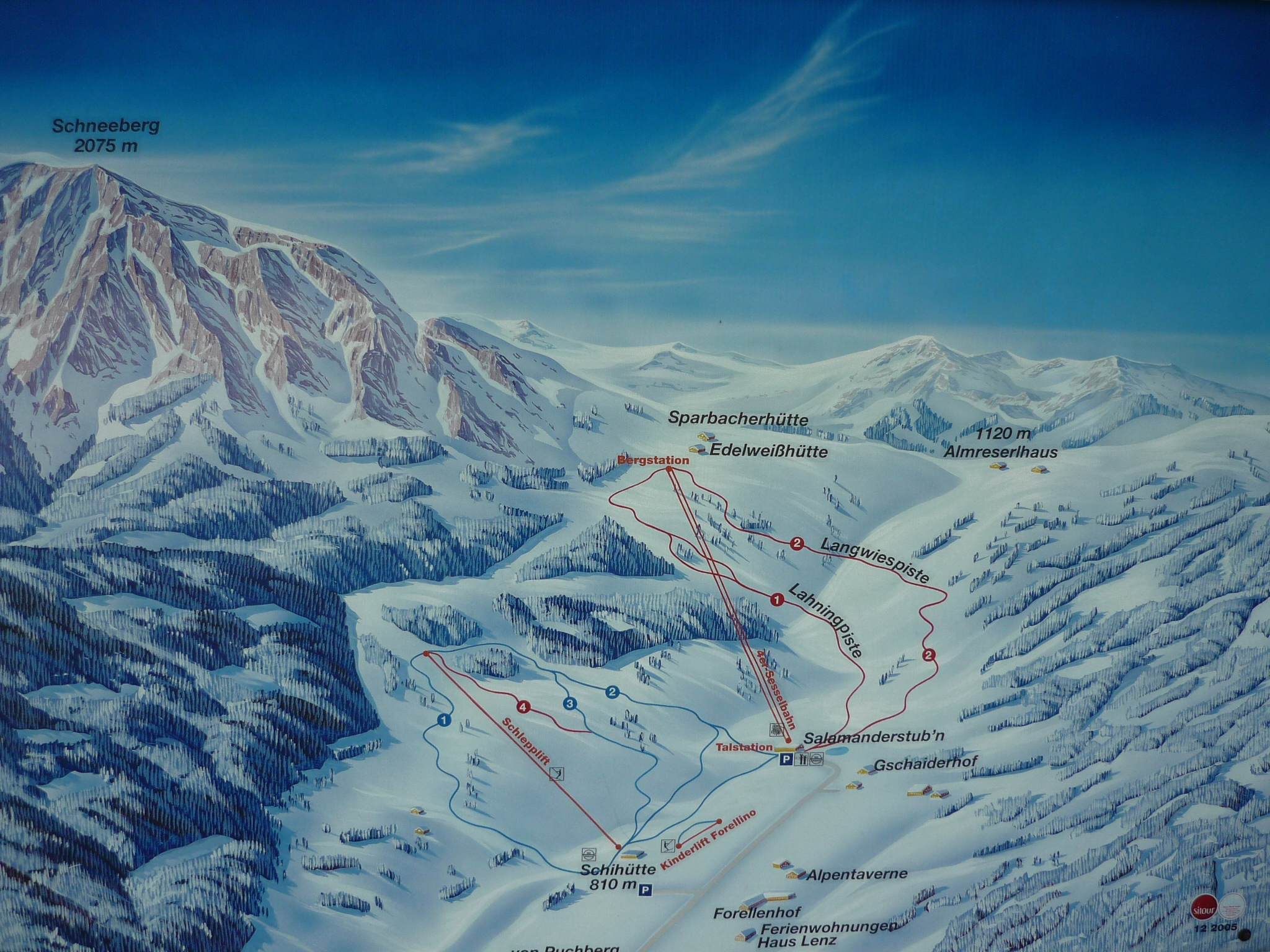
Das Skigebiet im Ortsteil Losenheim

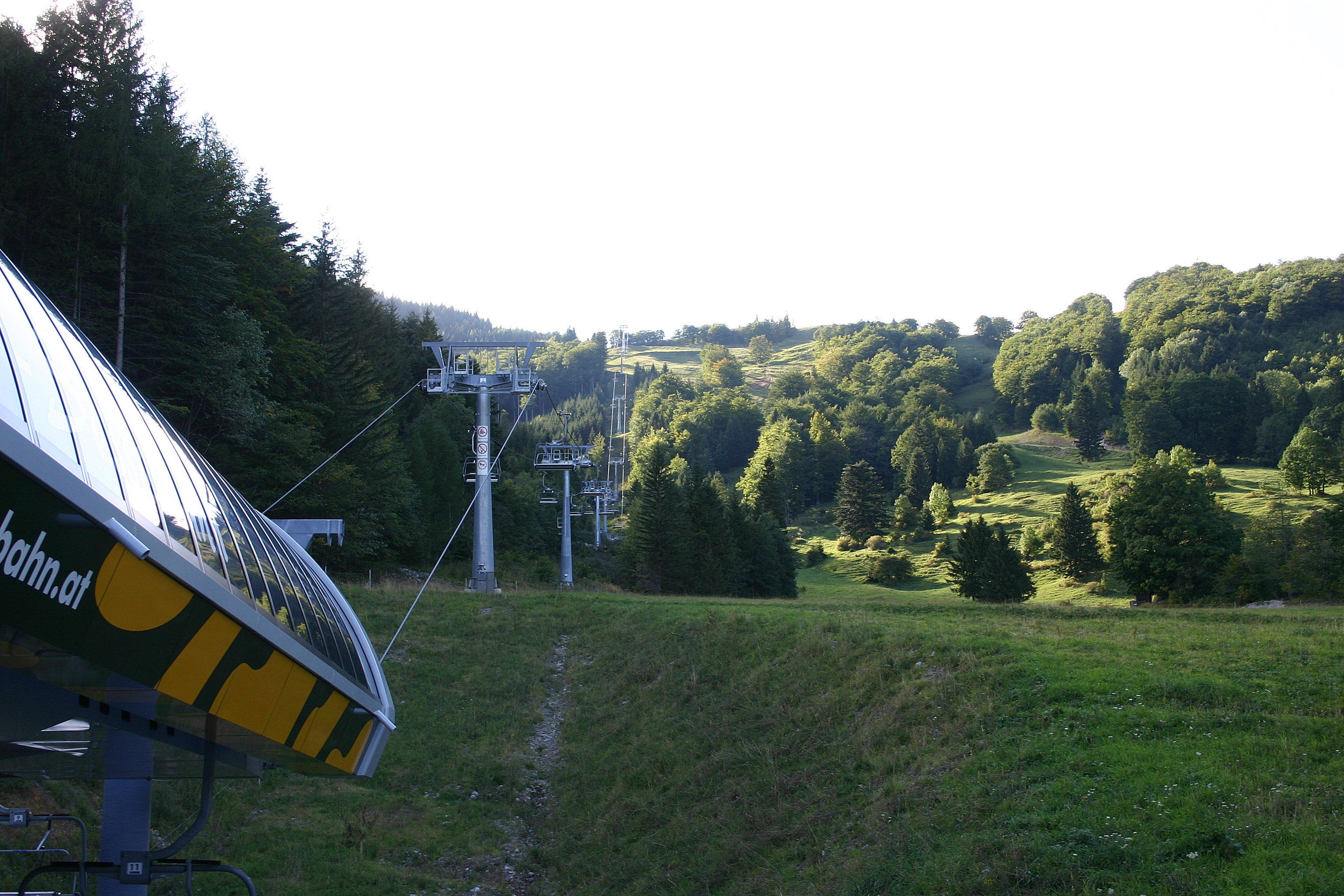
2006 wurde die neue Sesselbahn eröffnet

Die Zahnradbahn auf den Hochschneeberg wurde am 1. Juni 1897 bis zur Station Baumgartner und am 25. September 1897 bis zur Station Hochschneeberg eröffnet. Sie hatte den größten Anteil an dem Wandel zum Tourismus. Die Streckenlänge vom Ort Puchberg über den Hengst zum Schneeberg beträgt 9,7 Kilometer. Dabei überwindet die Bahn einen Höhenunterschied von 1218 Meter. Die Spurweite beträgt einen Meter und die maximale Steigung 200 ‰. Als Betriebsmittel stehen der Schneebergbahn zwei dieselbetriebene Salamander-Triebzüge, ein Triebkopf und fünf Dampflokomotiven aus der Zeit des Bahnbaus sowie mehrere historische Personenwagen zur Verfügung. Von den Dampflokomotiven sind aus Kostengründen gegenwärtig allerdings nur mehr zwei betriebsfähig. 2011 wurden noch je ein weiterer Salamander Steuerwagen + Zwischenwagen von der Firma carvatech (ehemals Swoboda) angeschafft.
Das Skigebiet befindet sich im Ortsteil Losenheim, etwa 6 Kilometer vom Ort Puchberg entfernt. Es wurde nach dem Leitbild der Schneebergbahn GmbH, dem Feuersalamander, benannt und weist Pisten mit einer Gesamtlänge von rund 7,5 Kilometer auf. Die Infrastruktur besteht aus drei Liftanlagen, einer Sesselbahn, einem Schlepplift und einem Kinderlift.
Nachdem der 1971 errichtete Zweier-Sessellift nicht mehr den Anforderungen entsprochen hatte, wurde nach zweijährigem Planungs- und Finanzierungsvorlauf eine Vierer-Sesselbahn vom Typ 4 CLD der Firma Doppelmayr 2005 neu errichtet und am 8. Dezember eröffnet. An der Finanzierung waren neben der NÖ Schneebergbahn GmbH mehr als 40 private Investoren aus Puchberg beteiligt. Überdies wurde das Projekt vom Land Niederösterreich und der Gemeinde Puchberg gefördert. Die Gesamtkosten betrugen rund 4,5 Millionen Euro. Auf einer Gesamtlänge von 1145 Metern überwindet der Sessellift 337 m Höhendifferenz bis zur Bergstation auf 1207 Meter Seehöhe. Diese kuppelbare Sesselbahn fährt mit maximal 5 m/s Geschwindigkeit und wird im Sommer mit typisch 30 und im Winter mit 40 Sesseln betrieben.
Die Schlepplifte wurden vor mehreren Jahren vom Inhaber eines nahe gelegenen Gasthauses eingerichtet, um den Wintertourismus anzukurbeln. Das Skigebiet ist gut besucht. Für Schneesicherheit sorgt eine Beschneiungsanlage samt Speicherteich. Außerdem sind regelmäßig Skischulen während der Öffnungszeiten im Einsatz. An der Errichtung eines Mattenhangs zum ganzjährigen Schifahren und Rodeln auf Kunststoff wird im August 2016 gebaut, Ende Oktober soll dieser in Betrieb gehen.
Sowohl die Zahnradbahn als auch der Sessellift werden (Stand 2016) von der Niederösterreichische Verkehrsorganisationsgesellschaft (NÖVOG) betrieben.
Am 1. Dezember 2016 wurde ein Mattenskihang, die Wunderwiese der Niederösterreichischen Verkehrsorganisationsgesellschaft (NÖVOG) samt Beleuchtung eröffnet – mit 5000 m² Fläche der bisher größte in Österreich. Auf gleitfähigen und sturzdämpfenden Kunststofflamellen kann hier ganzjährig Schi gefahren werden.

### Verkehr und Infrastruktur

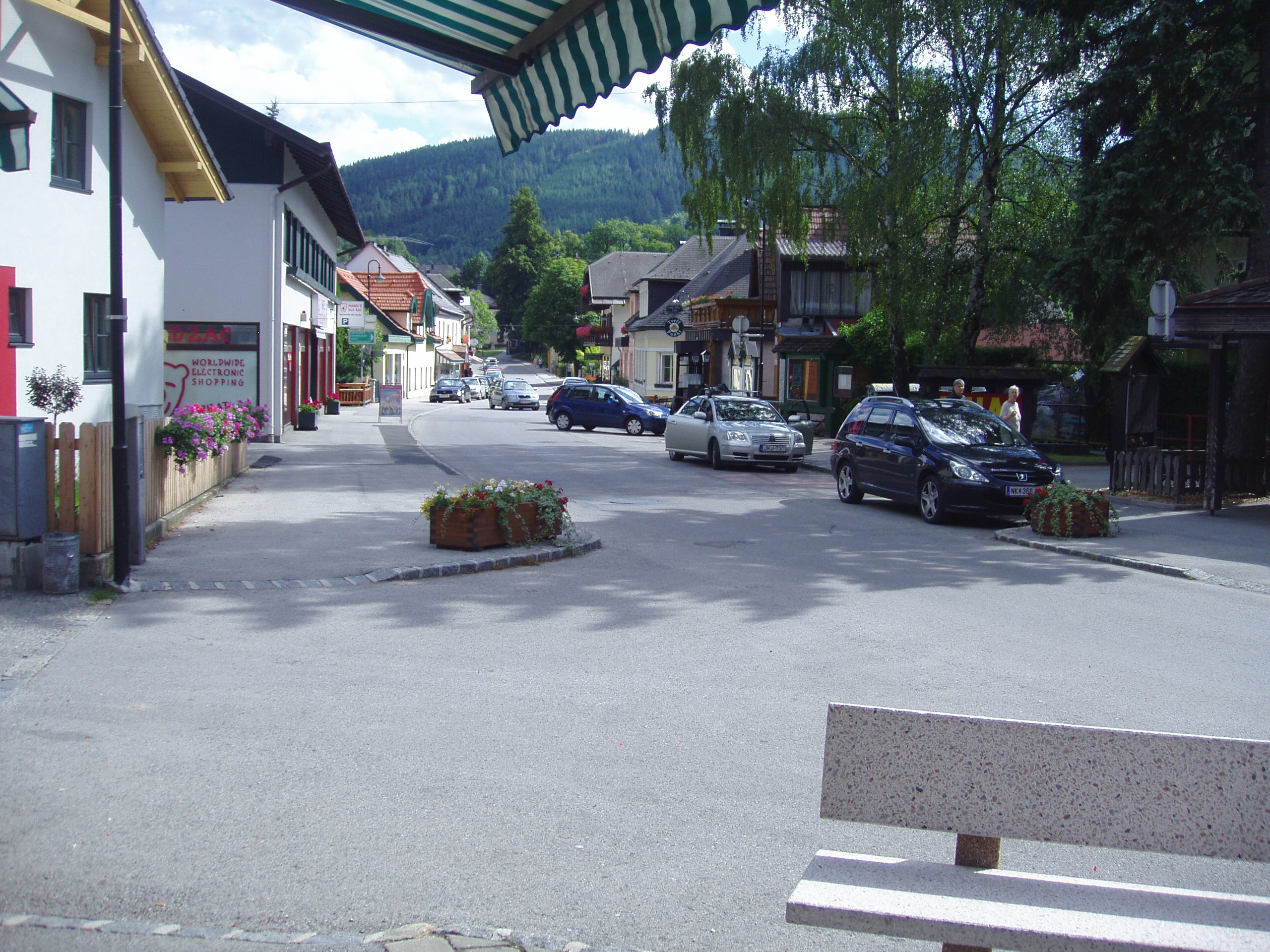
Gemeindezentrum

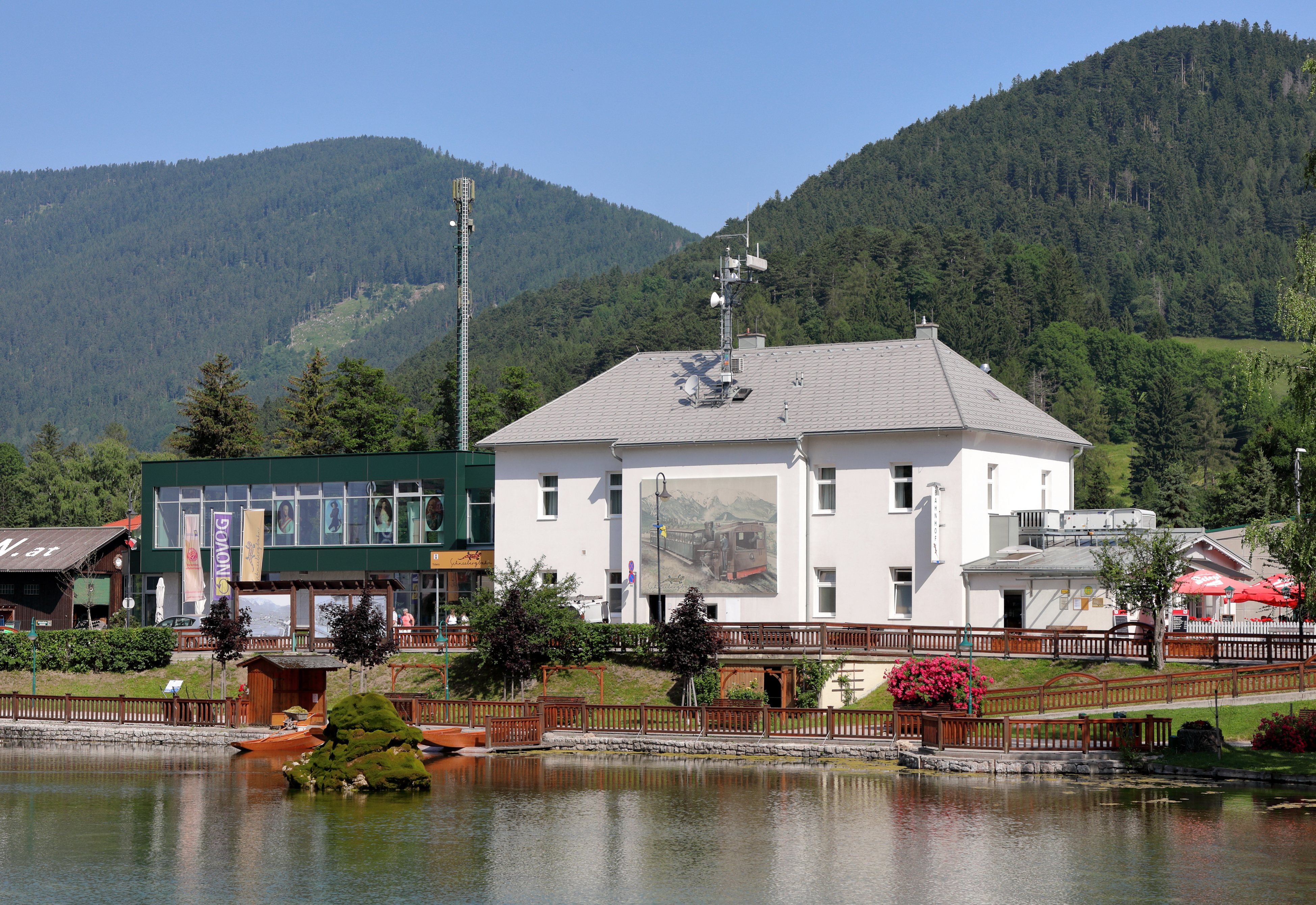
Bahnhof Puchberg mit neuerrichtetem Bahnhof-Tourismusportal

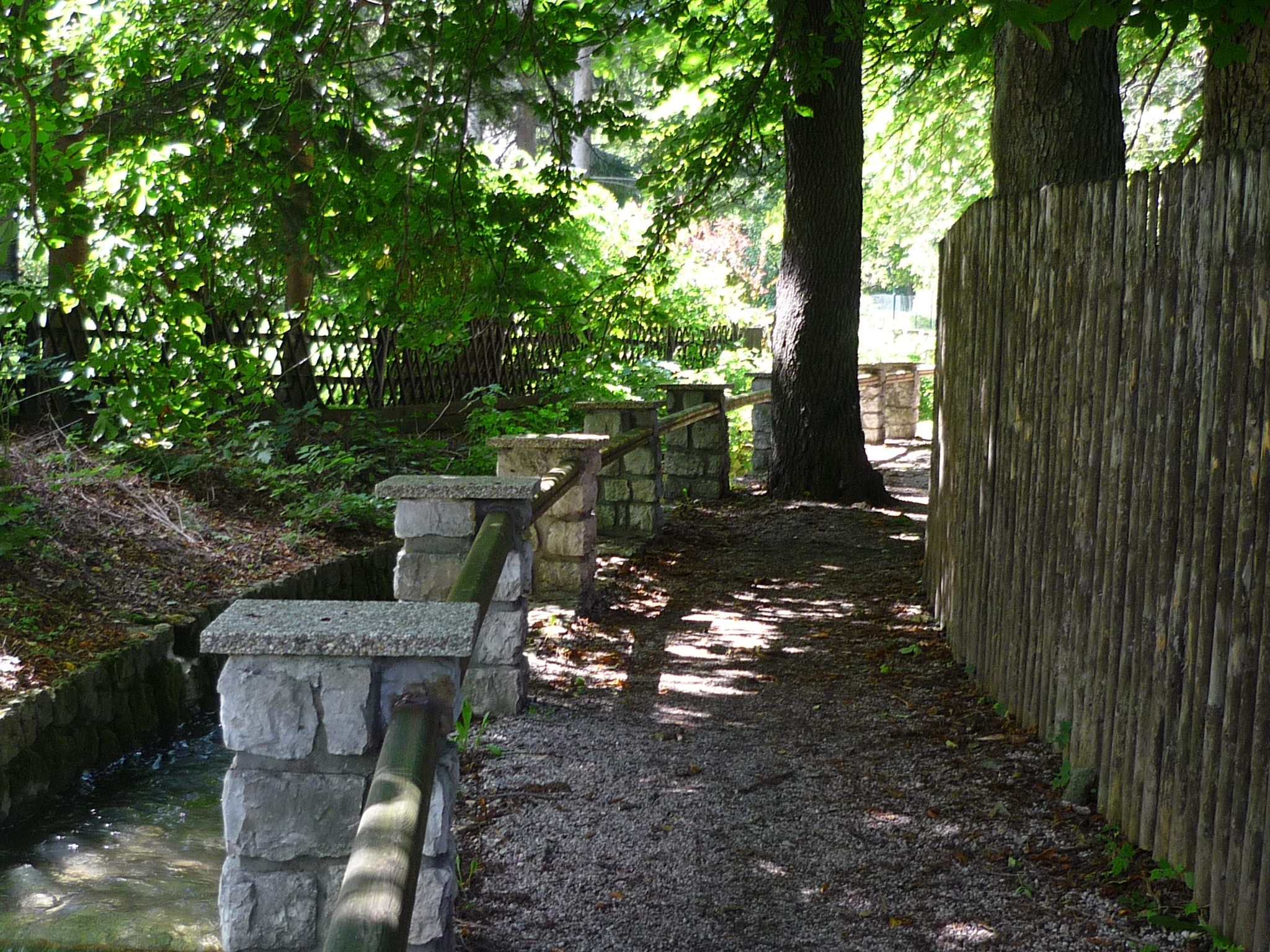
Ein typischer Wanderweg in Puchberg

- Straßenverkehr:
In Puchberg kreuzen sich die Neunkirchner Straße, die Schneebergstraße und die Wiener Neustädter Straße. Durch den Ort führen die Puchberger Straße (B 26), die von Wiener Neustadt nach Neunkirchen verläuft und Anschluss an die Wiener Neustädter Straße (B 17) sowie die L 138 von Puchberg über den Ascher und durch Miesenbach nach Reichental im Piestingtal mit Anschluss an die Gutensteiner Straße (B 21) hat. Rund um das Ortszentrum wurden die Straßen als Einbahnstraßen eingerichtet.
Zwei Park-and-Ride-Anlagen stehen im Bereich des Bahnhofs zur Verfügung. Für den Fremdenverkehr besteht überdies ein eigener Parkplatz für Autobusse.
Im öffentlichen Verkehr bestehen Autobuslinien von und nach Wiener Neustadt, Neunkirchen und Pernitz.
Auf die umliegenden Berge führen mehrere Forststraßen, die mit Kfz jedoch nur von Berechtigten befahren werden dürfen.

- Bahnverkehr:
Der Bahnhof Puchberg am Schneeberg liegt im heutigen Zentrum der Gemeinde. Er ist Endstation der normalspurigen Schneebergbahn von Wiener Neustadt und gleichzeitig Ausgangsbahnhof der schmalspurigen Zahnradbahn auf den Hochschneeberg. Von und nach Wiener Neustadt besteht tagsüber ein Stundentakt. An Samstagen besteht überdies eine Nachtverbindung (Schneeberg Nachtexpress) von Wiener Neustadt. Die Zahnradbahn hat eine Wintersperre und verkehrt nur in den Monaten April bis Oktober.
- Fahrradverkehr:
In Puchberg bestehen keine eigenen Radwege. Es dürfen jedoch nahezu alle Gehwege und Forststraßen mit dem Rad befahren werden. Mit Mountainbikes können die Berge bis auf eine Seehöhe von etwa 1350 Meter befahren werden.
- Luftverkehr:
Der Flughafen Wien-Schwechat liegt nordöstlich und wird über 88 km Straße oder 1:50 h Bahn erreicht – jeweils über Wiener Neustadt. In Puchberg gibt es den privaten Flugplatz Icarus mit Flugschule.

### Behörden und Einrichtungen
Puchberg beherbergt das Marktgemeindeamt, ein von der Gemeinde betriebenes Tourismusbüro und eine Gemeindebücherei.
Für die medizinische Versorgung sorgen zwei praktische Ärzte, ein Zahnarzt und eine Apotheke. Weiters ist im Ort ein Tierarzt.
Für die Hilfe bei Notfällen in den Bergen sorgt der Österreichische Bergrettungsdienst, Ortsstelle Puchberg. Zudem gibt es eine Ortsstelle des Roten Kreuzes. Außerdem ist in Puchberg eine Polizeiinspektion eingerichtet. Weiters gibt es eine Filiale der Österreichischen Post AG.
Die Volkshilfe Niederösterreich betreut alte Menschen von der Bezirksstelle Neunkirchen aus. Weiters besteht für Menschen mit Behinderungen eine Niederlassung der NÖ-Lebenshilfe.
In Puchberg am Schneeberg bestehen drei Freiwillige Feuerwehren: eine in Puchberg (gegründet 1876), eine in Schneebergdörfl (gegründet 1898) und eine in Rohrbach im Graben (gegründet 1912). Diese gehören zum Bezirksfeuerwehrkommando Neunkirchen, Abschnittsfeuerwehrkommando Ternitz.

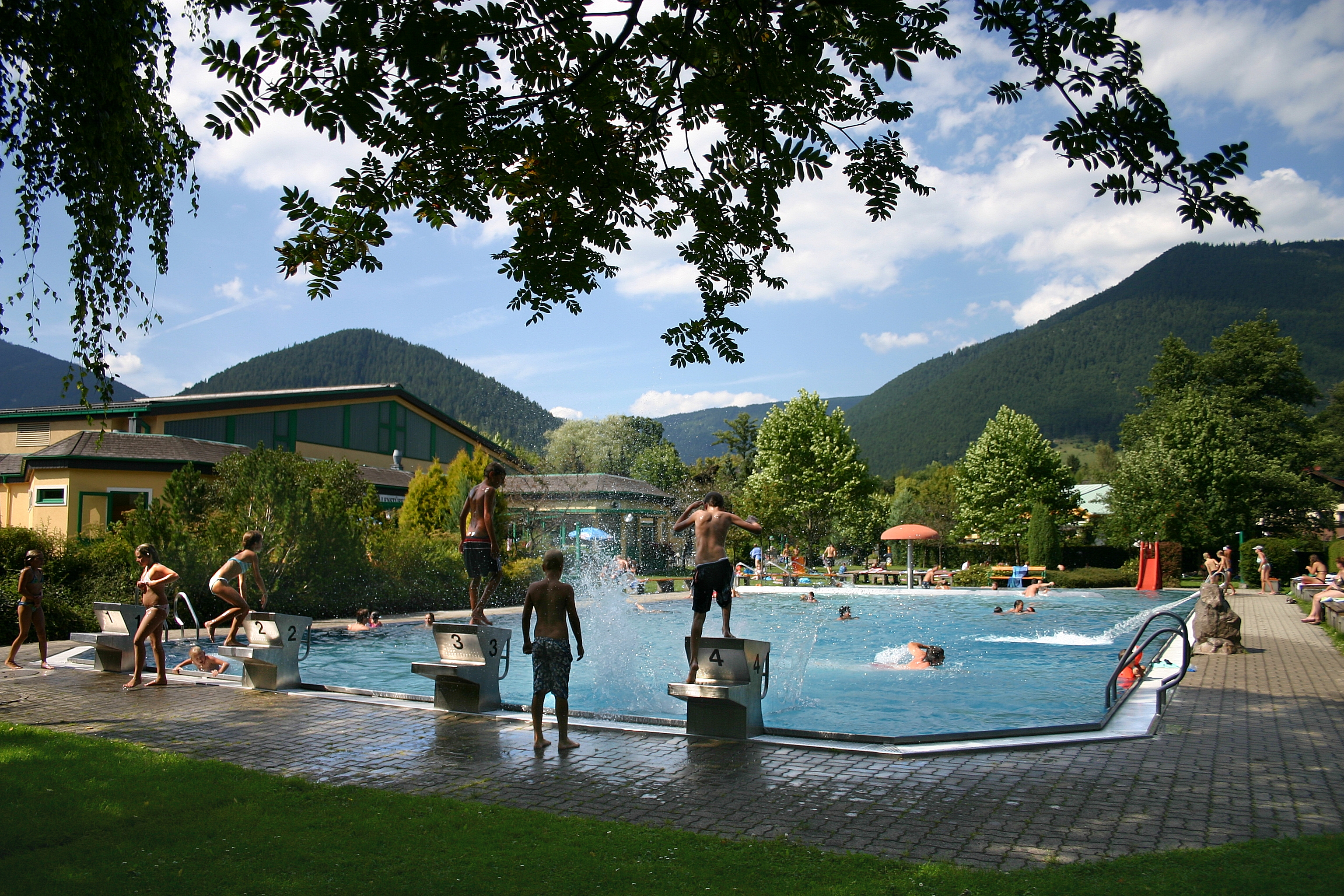
Freibad beim Kurpark

Das am 8. Juli 1894 eröffnete Freibad war eine der ersten öffentlichen Badeanstalten in Niederösterreich. Die Errichtung erfolgte nach einer Initiative des Verschönerungsvereins, der Teil-Schuldscheine auflegen musste, um die Baukosten von 1900 Gulden finanzieren zu können. Seitens der Gemeinde wurde der Grund im Ausmaß von 907 „Geviertklafter“ (Quadratklafter) beigestellt. Wegen des großen Zuspruchs musste das im Bereich des heutigen Kurparks gelegene Areal bereits ein Jahr später erweitert werden. Nach Errichtung des Teichs, wurde dieser zur Wasservorwärmung für das Bad genutzt. In den frühen 1950er Jahren übernahm die Gemeinde den Betrieb des Bades. 1954 wurde dieses saniert, erweitert und mit einer Vorwärmanlage ausgestattet. 1971 übernahm der neu gegründete Fremdenverkehrsverein den Betrieb des Bades. Das Becken wurde mit Polyester abgedichtet und eine ölbeheizte Wassererwärmungsanlage errichtet. Nachdem 1987 die behördlichen Auflagen nicht mehr erfüllt werden konnten, wurde das alte Schwimmbad geschlossen. Im Zusammenhang mit der Errichtung der Schneeberghalle wurde neben diesem das Bad neu angelegt und am 1. Juli 1989 eröffnet – mit einem Stahlwandbecken samt Wasserpilz, Wasserkanone, Bodensprudel und Kinderrutsche. Für die Wassererwärmung wurde auf dem Dach der Halle eine 450 Quadratmeter große Solaranlage installiert.

### Bildungseinrichtungen und Bildung

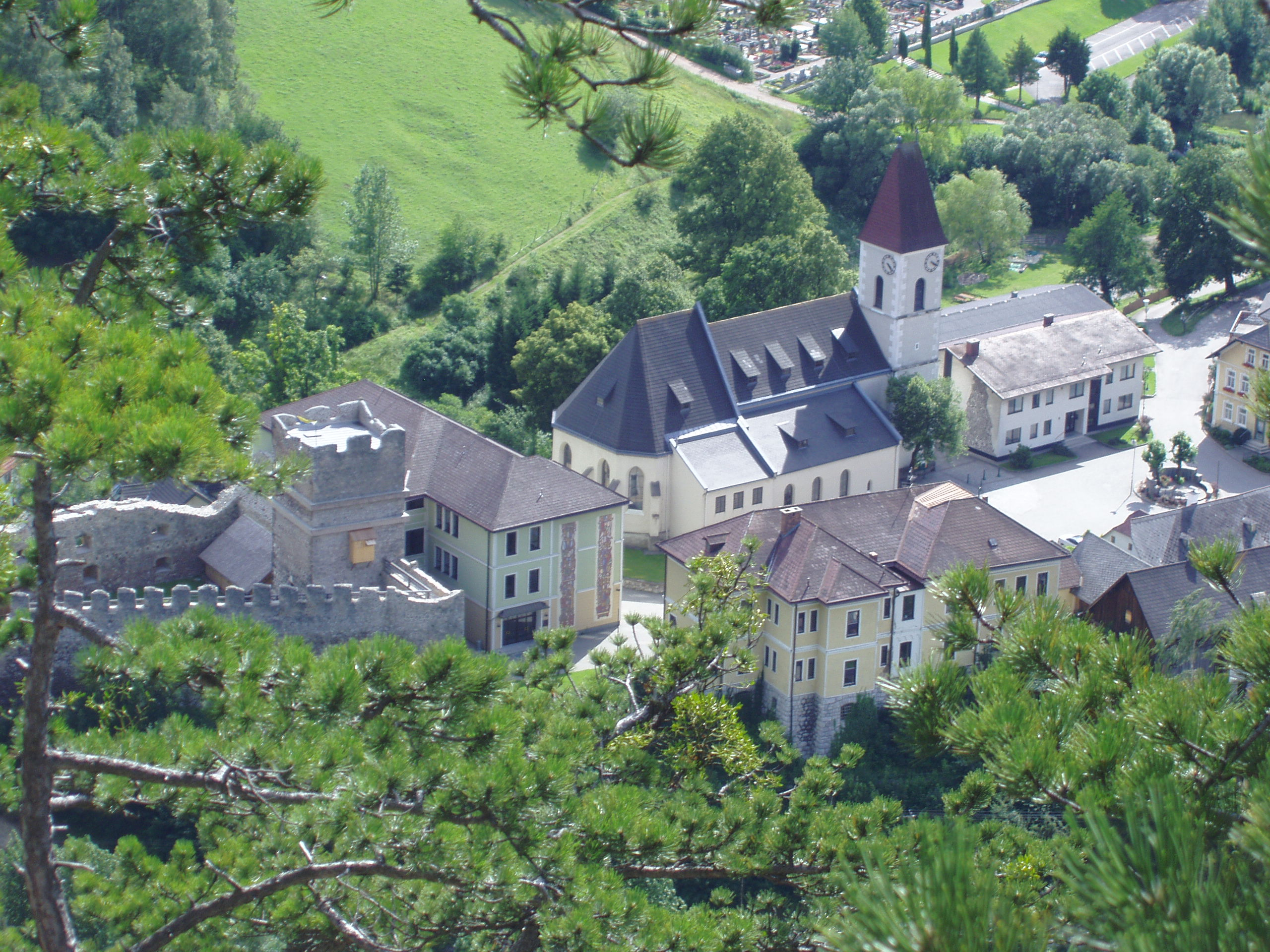
Die Puchberger Burg mit den Schulen und der Kirche

In Puchberg bestehen zwei Kindergärten mit insgesamt drei Gruppen, eine Volksschule und eine Hauptschule. Die nächsten Gymnasien sind in Wiener Neustadt und Ternitz. Die nächsten Universitäten sind in Wien, Sankt Pölten und Krems. In Wiener Neustadt befindet sich eine Fachhochschule. Zur Erwachsenenbildung trägt das Bildungs- & Heimatwerk der Ortsstelle Puchberg bei. Von den 2447 Menschen, die im Jahr 2001 über 15 Jahre alt waren, hatten 66 einen Hochschulabschluss, 61 hatten eine Hochschulverwandte Ausbildung, 143 hatten eine berufsbildende höhere Schule, 79 hatten eine Allgemeinbildende Höhere Schule, 267 hatten eine Fachschule, 1049 hatten eine Lehre und 782 hatten eine Allgemeinbildende Pflichtschule, als ihre höchste abgeschlossener Ausbildung absolviert.
Die Schulsituation in Puchberg wird erstmals im Jahre 1832 in der Pfarrchronik erwähnt. Sie bestand aus einer Pfarrschule mit Filialschulen in Rohrbach und Schneeberg (heute Schneebergdörfl). Demnach wird 1839 die Burgruine Puchberg teilweise als Schulgebäude genutzt.
Die Volksschule liegt direkt neben der Burgruine Puchberg und der Pfarrkirche St. Vitus. Das heutige Gebäude der Volksschule, das 1913 errichtet worden ist, wurde früher als Gemeindeamt benutzt. Sie umfasst vier Schulklassen mit vier Lehrern und rund 100 Schülern. Der Philosoph Ludwig Wittgenstein war in den Jahren 1923 bis 1925 Lehrer an der Schule.
Die Hauptschule, mit je einer Klasse für jede der vier Schulstufen, acht Lehrern und ebenfalls rund 100 Schülern, befindet sich neben der Volksschule. Die Schüler arbeiten unter anderem in Form von Lehrausgängen eng mit den Vereinen von Puchberg zusammen. Geleitet wird die Hauptschule von Erika Grundtner.
Der Geschichts- und Kulturpfad, welcher durch die Marktgemeinde Puchberg am Schneeberg und auch auf den Schneeberg führt, soll den Besuchern die Geschichte der Gemeinde und ihrer Umgebung bei 43 historischen Plätzen vermitteln. Er beginnt bei der Burgruine Puchberg und endet bei der Fischerhütte am Schneeberg.

## Kultur und Sehenswürdigkeiten

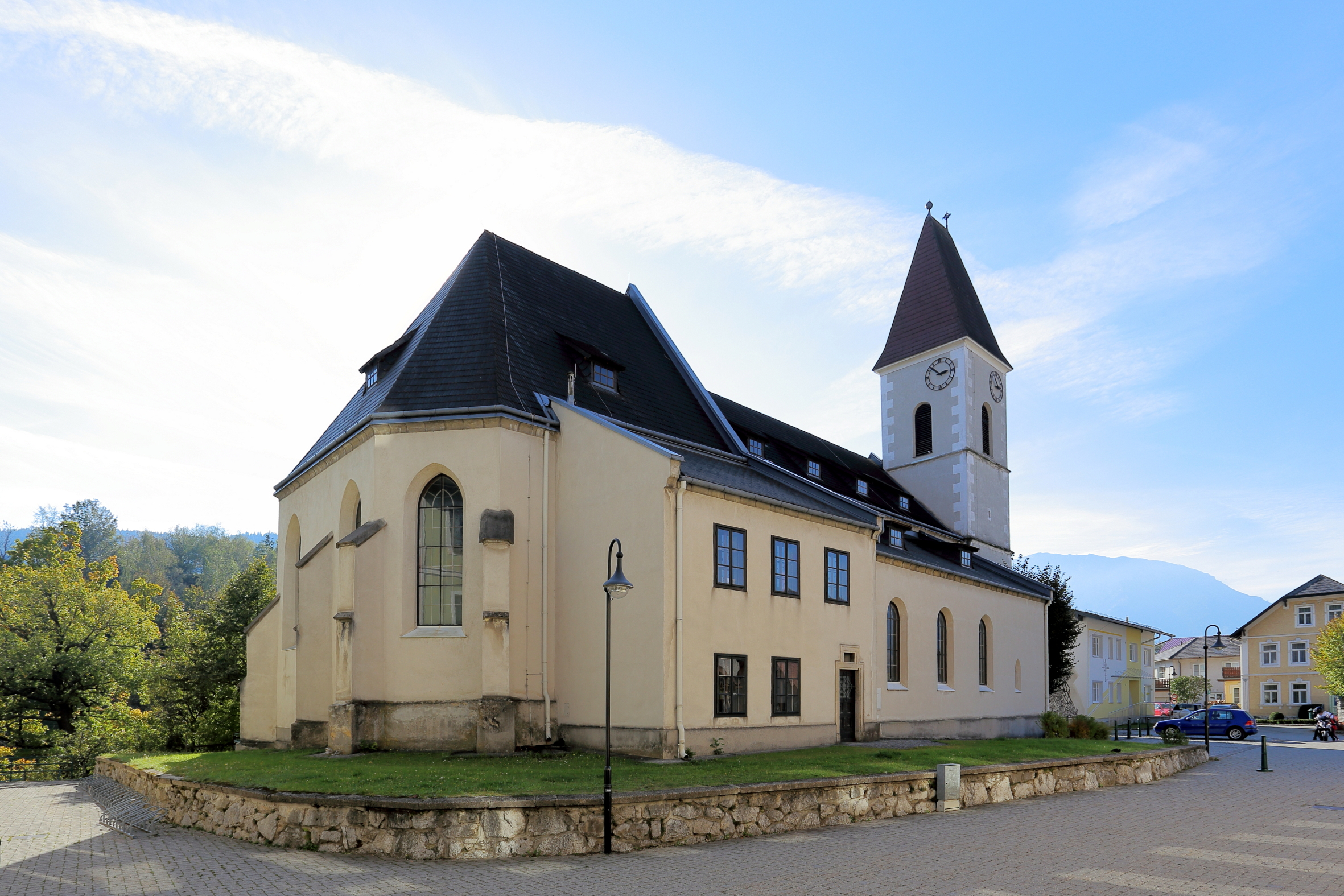
Pfarrkirche Puchberg am Schneeberg

- Katholische Pfarrkirche Puchberg am Schneeberg hl. Vitus: Die Kirche befindet sich im Süden des platzartig ausgeweiteten Südostarmes der Burggasse. Der Chor und das niedrigere Langhaus sind spätgotisch. Einer der abgetreppten Strebepfeiler im Süden und Osten ist mit 1526 bezeichnet (datiert). Der vorgestellte viergeschoßige Westturm wurde im vierten Viertel des 15. Jahrhunderts errichtet, wobei das jetzige Keildach aus dem Jahr 1956 stammt.[45] Am 22. April 1945 brannte die Kirche durch die Kriegseinwirkung des Zweiten Weltkrieges total aus.[46] In den Jahren 1948 bis 1949 erfolgte ein Wiederaufbau beziehungsweise Wiederinstandsetzung nach den Plänen des Architekten Rudolf Sedlaczek. Unter anderem erfolgte im Norden ein Anbau und das Innere wurde wesentlich verändert. Auf dem gezimmerten Empore mit vertäfelter Brüstung befindet sich eine 17-registrige Orgel, die 1982 von der Oberösterreichischen Orgelbauanstalt St. Florian gebaut wurde.[45]

### Burgruinen

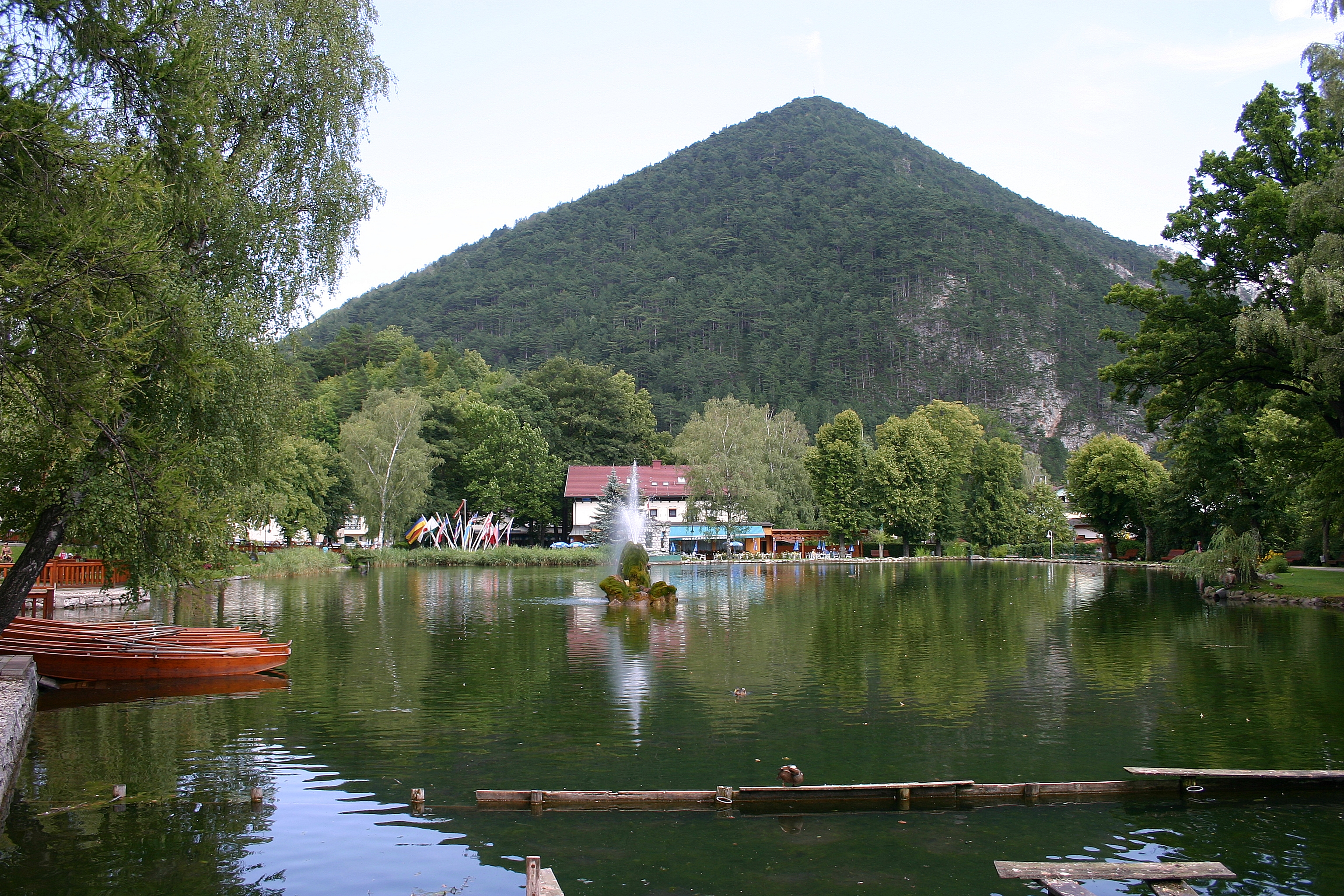
Kurpark mit Springbrunnen

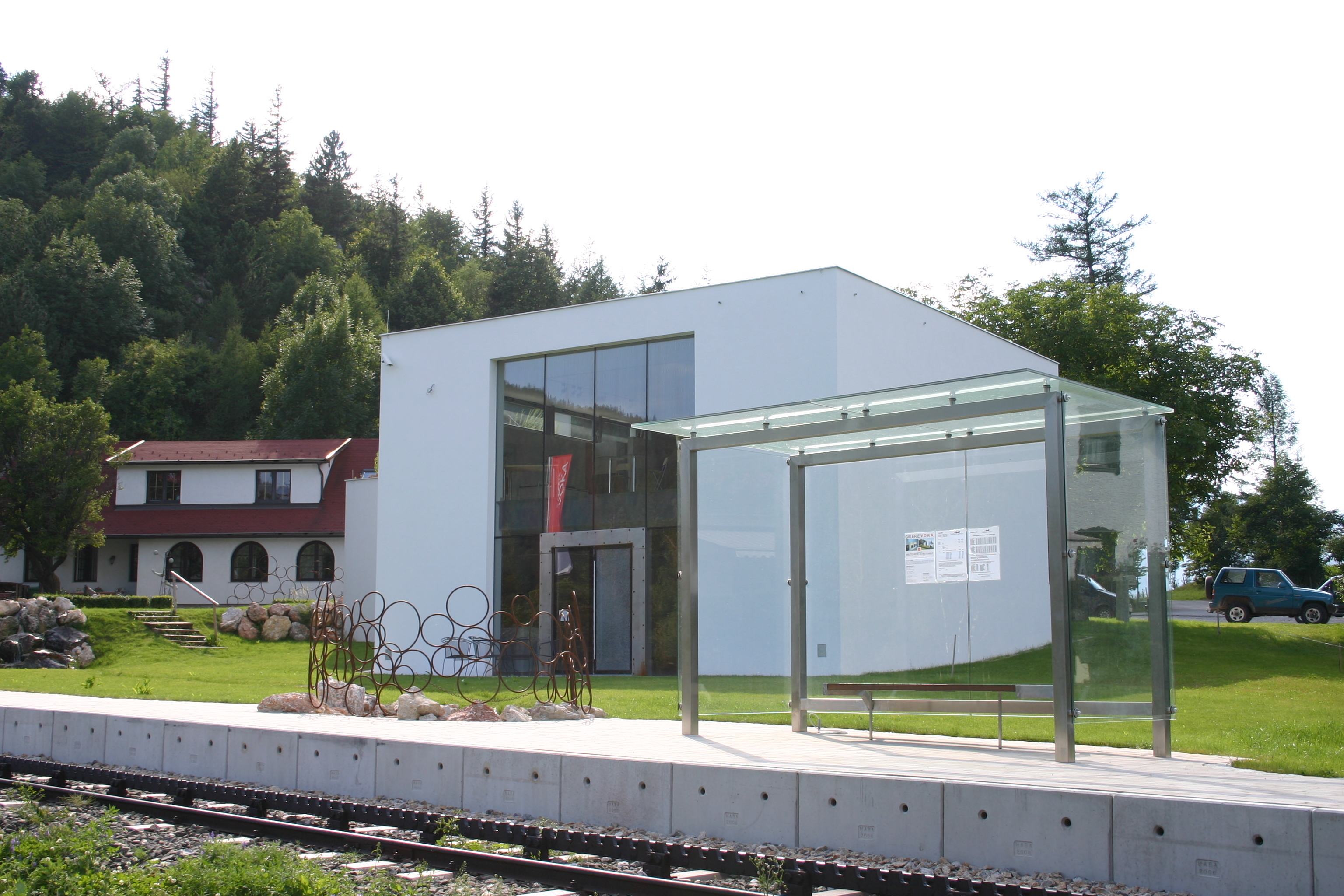
Zahnradbahn-Haltestelle Hengsttal

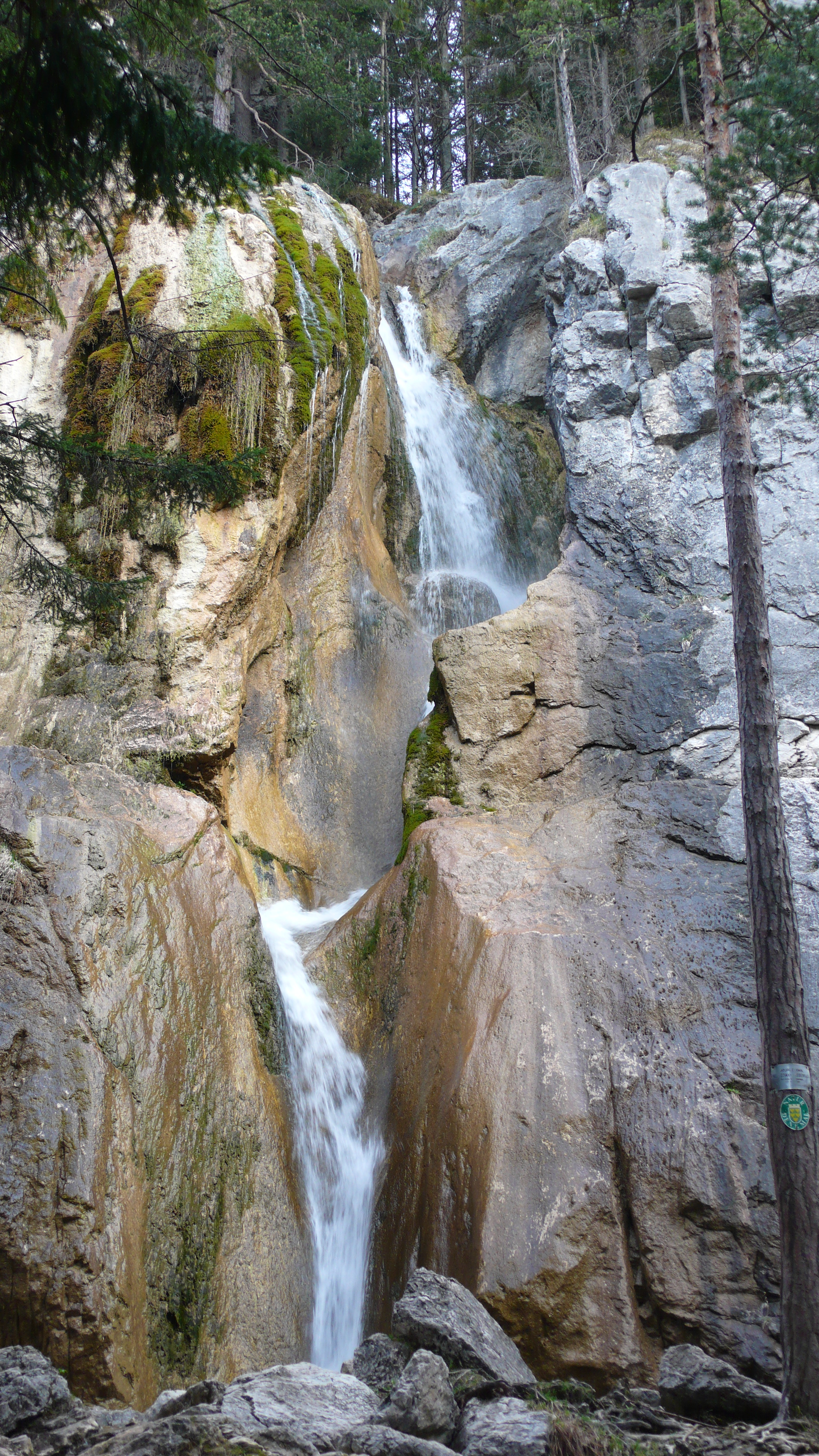
Der Sebastian-Wasserfall

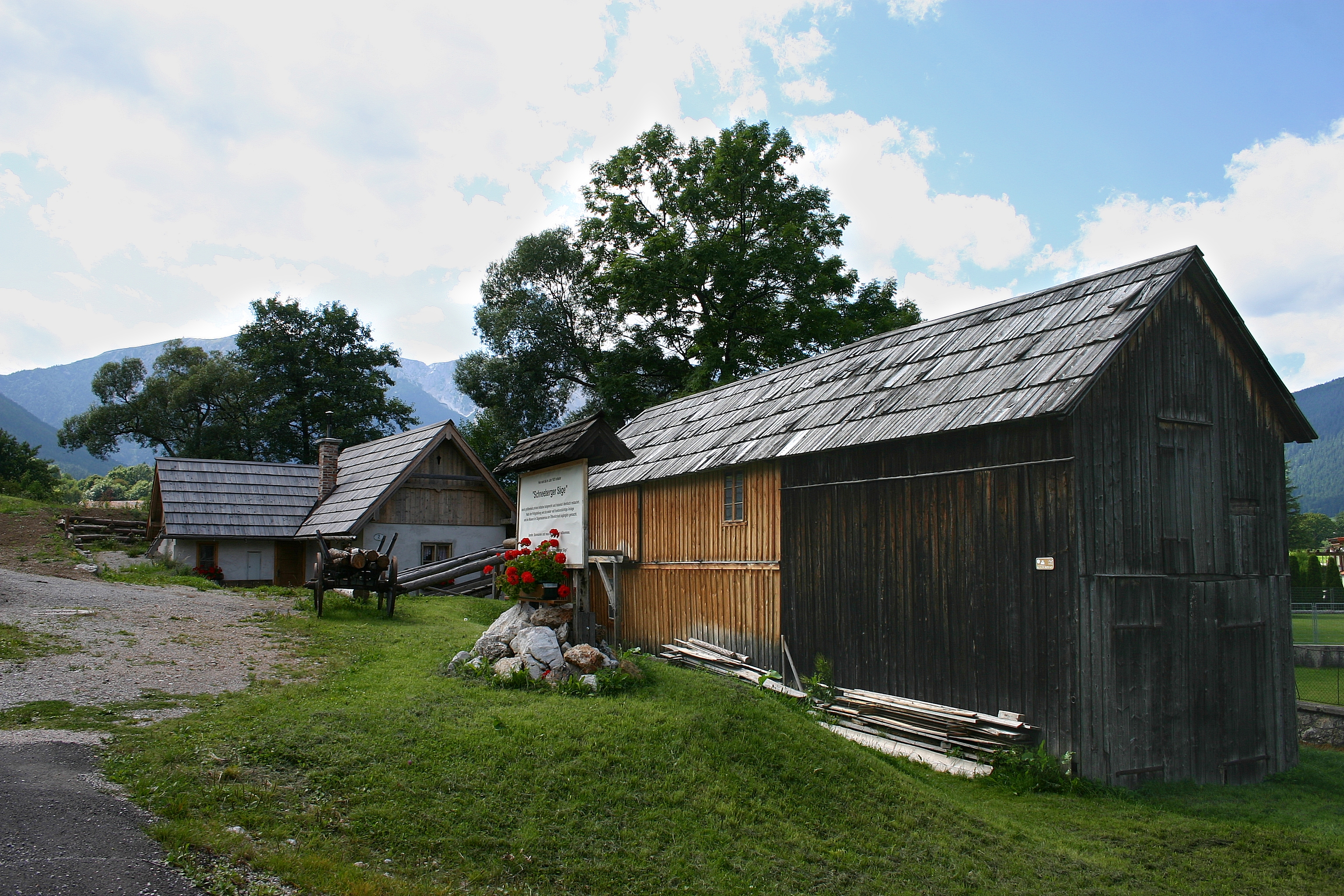
Vorderansicht der Schneeberger Sägemühle

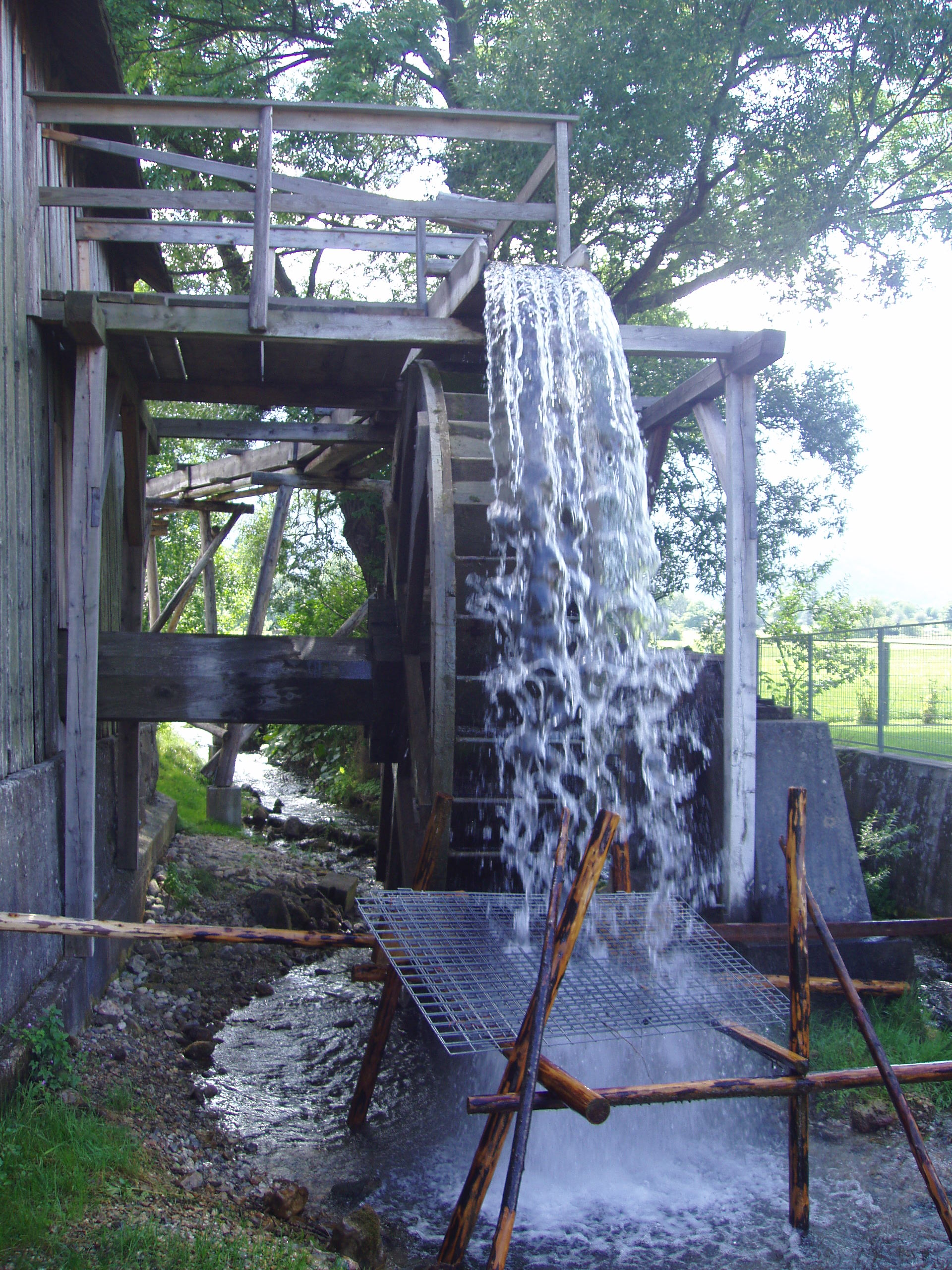
Wasserrad der Schneeberger Säge

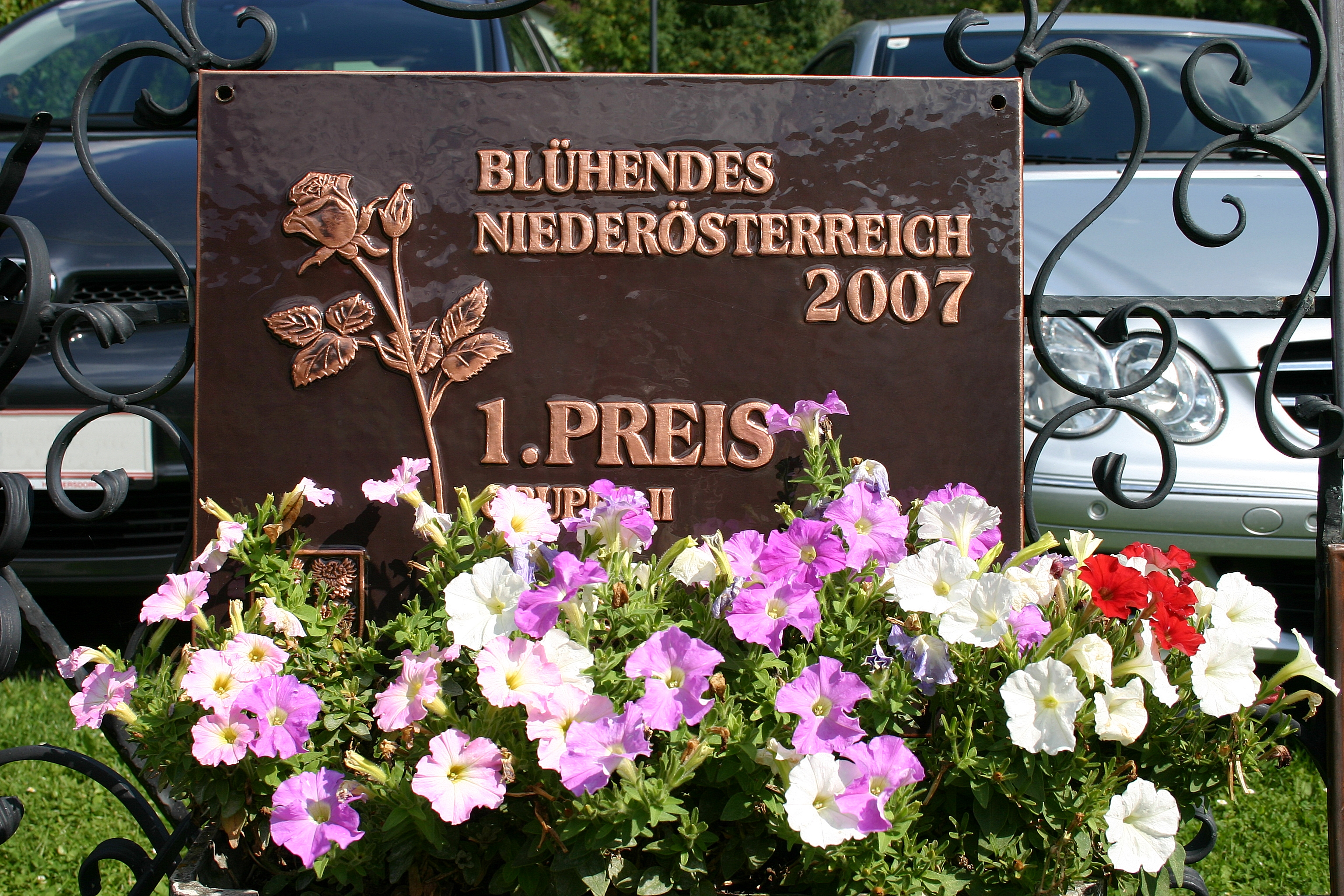
Siegertafel für den Blumenschmuckwettbewerb 2007

- Burgruine Puchberg
Die Burgruine Puchberg wurde um 1200 als Adelssitz erbaut. Erstmals erschien ein Geschlecht der Puchberger im Jahre 1230 (Rudiger de Puchbperc). Gesichert ist für Puchberg zumindest die Nennung eines Eberhard von Puchperch ab 1260. Die Nutzung der Burg endete im 19. Jahrhundert, wo sie nach der Abtragung des Schüttkastendaches immer mehr zu einer Ruine verfiel. Im Jahr 2001 wurde ein Burgverein gegründet, dessen Vereinsziel die Renovierung ist. Die Burg ist damit für verschiedene Veranstaltungen (Museums- und Adventveranstaltungen, Agapen und andere mehr) benutzbar.[1]
Weiterführende Informationen im Unterartikel → Burgruine Puchberg
- Burgruine Losenheim
Die Burgruine Losenheim befindet sich im Gemeindeort Losenheim und wurde im letzten Drittel des 12. Jahrhunderts von Dienstmannen des Babenbergers Leopold VI. errichtet. Die Anlage dürfte bereits recht früh abgekommen sein und bis in die 1990er Jahre zeugten lediglich spärliche Mauerreste von der einstigen Burg. Ein Rechtsanwalt bemüht sich seither um die Renovierung der Burgruine.
Weiterführende Informationen im Unterartikel → Burgruine Losenheim
- Burgstelle Stolzenwörth
Die Burgstelle Stolzenwörth befindet sich auf dem Hausstein nordwestlich der Klaus und gibt der Katastralgemeinde Stolzenwörth den Namen. Der Name Stolzenwörth bedeutet Burg auf der prächtigen Insel.
Weiterführende Informationen im Unterartikel → Burgruine Stolzenwörth
- Burgstelle Romaikogel
Die Burgstelle auf dem Romaikogel dürfte gemeinsam mit den Burgen Puchberg und Losenheim entstanden sein.[47] Bearbeitungsspuren an Steinen lassen auf eine einstige Bautätigkeit schließen, doch sind bislang weder mittelalterliche noch frühgeschichtliche Funde bekannt.

### Denkmäler
In Puchberg befinden sich zahlreiche Denkmäler. Viele davon sind den Personen gewidmet, die im 20. Jahrhundert die touristische Erschließung in Puchberg auslösten oder Gäste während dieser Zeit in Puchberg waren. Eines dieser Denkmäler ist der Kaiserstein (2061 M) am Hochschneeberg, der zur Erinnerung an die Besteigung des Schneebergs durch Kaiser Franz I. in den Jahren 1805 und 1807 errichtet wurde. Leo Arnoldi, dem Erbauer der Zahnradbahn ist ein Denkmal beim Talbahnhof der Schneebergbahn gewidmet. Nach dem letzten Wiener Hofballmusikdirektor Carl Michael Ziehrer wurden die Gasse und die Sitzbank, an der er sich 1915 täglich niederließ, benannt.
Weiterführende Informationen im Unterartikel → Liste der Denkmäler in Puchberg am Schneeberg

### Kurpark
Der rund einen Hektar große Kurpark befindet sich im Vorfeld des Bahnhofs der Schneebergbahn. Er besteht aus einem künstlich angelegten Teich mit einem Springbrunnen in der Mitte. Für die Errichtung des Bahnhofs wurde Material benötigt, um das Gelände aufzuschütten. Dieses wurde neben dem Bahnhof entnommen, wo später der Teich entstand. Dieser ist von einer Promenade und Bäumen umrandet. Neben dem Teich befindet sich eine überdachte Bühne in Form eines Pavillons, die für verschiedene Veranstaltungen genutzt wird. In den Sommermonaten findet dort jeden Sonntag ein Kurkonzert statt, das meist von der Trachtenkapelle Puchberg dargeboten wird.

### Museen
- Schneebergmuseum
Im Museum sind historische Alltags- und Handwerksgegenstände, eine Rauchkuchl (Küche) und eine Schusterwerkstatt zu sehen. Die Geschichte der Gemeinde, der Kirche, der Vereine, des Schneebergs und des Skiareals wird dargestellt. Informationen über die Erforschung der Burgruine Puchberg und Sonderausstellungen ergänzen das Programm.
- Eisenbahnmuseum
Am Bahnhof der Schneebergbahn befindet sich im ehemaligen Magazin eine Ausstellung über die Eisenbahn und die Geschichte der Schneebergbahn, die von der Gewerkschaft der Eisenbahner, Ortsgruppe Puchberg gestaltet wurde. Neben alten Bildern werden Modelle der Strecke und der Lokomotiven sowie historische Werkzeuge präsentiert. Darüber hinaus werden Videos einer Fahrt mit der Dampflokomotive und über technische Einzelheiten gezeigt.
- Oldtimermuseum Hausberger
 Automobilgeschichte von 1927 bis 1986. Besichtigungen und Führungen nach telefonischer Vereinbarung.

### Sebastian-Wasserfall
Der Sebastian-Wasserfall befindet sich ungefähr fünf Kilometer vom Puchberger Ortszentrum entfernt. Er wird vom Sebastianbach, der aus der Mamauwiese bei der Sebastianhütte entspringt und dann in Richtung Puchberg am Schneeberg fließt, gespeist. Der Wasserfall ist nicht nur Sehenswürdigkeit, sondern dient auch sportlichen Zwecken. Der felsige Hang wird zum Klettern und Eisklettern benützt.

### Schneeberger Sägemühle
Die am Hengstbach gelegene Schneeberger Sägemühle wurde 1631 erstmals urkundlich erwähnt. Sie ist die letzte im Originalzustand erhaltene Gattersäge der gesamten Region. Die Schneeberger Säge war ebenfalls nach dem Prinzip eines Venezianischen Gatters konstruiert. Bis 1965 wurde sie noch mit Wasserkraft betrieben, ehe danach bis zur Stilllegung im Jahr 1974 ein Dieselmotor für den Antrieb sorgte. Danach wurde die Säge dem Verfall preisgegeben.
Der 1997 gegründeten Verein Gemeinschaft der Freunde der Schneeberger Säge konnte dieses Kulturdenkmal in der ursprünglichen Bauweise des 17. Jahrhunderts wieder neu erbauen und renovieren.
Nach Beseitigung der bürokratischen Probleme – wegen Verweigerung des Wasserrechts durch die EVN AG musste sogar der Weg bis zum Verfassungsgerichtshof beschritten werden – konnte der Verein mit einem Aufwand von 84.000 Euro in tausenden Arbeitsstunden die historische Säge so weit restaurieren, dass deren provisorische Wiederinbetriebnahme am 16. September 2006 mit einem Festakt gefeiert werden konnte. Ab Sommer 2007 konnte ein Schaubetrieb aufgenommen werden.

### Blumenschmuck-Wettbewerbe
Da die Marktgemeinde Puchberg am Schneeberg Wert auf ein gepflegtes Erscheinungsbild legt, sind im Sommer der Ort und die Häuser der Bewohner mit Blumen geschmückt. Die Gemeinde nimmt seit vielen Jahren erfolgreich an Blumenschmuck-Wettbewerben teil. Bereits 1984 ging Puchberg erstmals als niederösterreichischer Landessieger der Gruppe III daraus hervor (die Gruppe richtet sich nach der Gemeindegröße). Dieser Erfolg konnte 2002 und zuletzt 2007 wiederholt werden. Dazwischen gab es mehrere zweite und dritte Plätze. Die Auszeichnungen werden beim Musikpavillon im Kurpark präsentiert.

## Sport

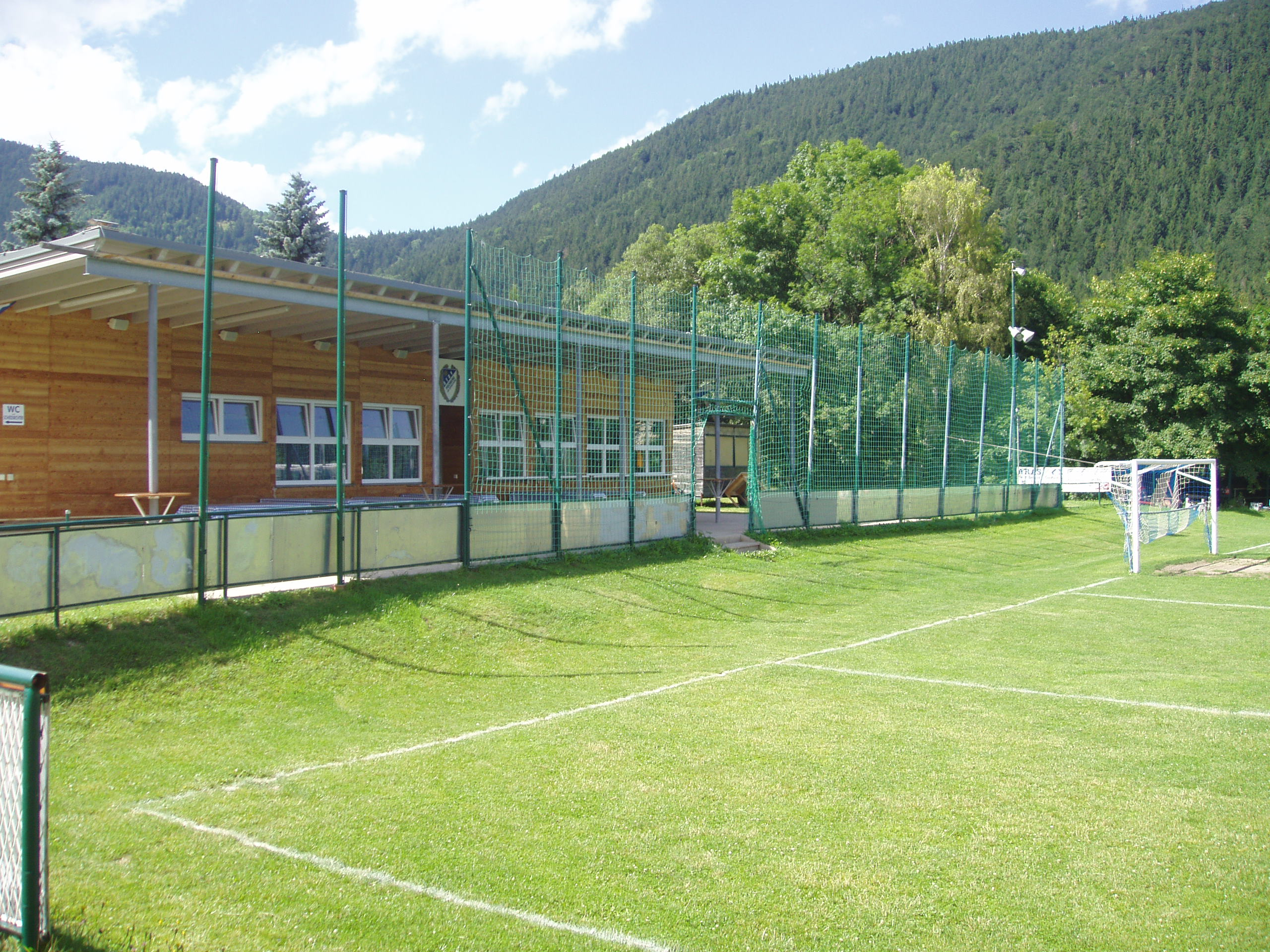
Sportanlage des ATSV Puchberg

In Puchberg gibt es zahlreiche Sportvereine und Skischulen. Für sportliche Aktivitäten stehen eine Sporthalle, mehrere Tennisplätze und ein Fußballfeld zur Verfügung.
Im Ortsgebiet Losenheim wurde vom Betreiber des Forellenhofs ein Bogenpfad angelegt. Als Ziele wurden 28 Tiermodelle aufgestellt.
Außerdem befinden sich in Puchberg drei Laufstrecken, die beim Kurpark ihren Ausgang haben und rund um Puchberg verlaufen. Weiters bestehen zwei Radrouten, die ebenfalls um den Puchberger Talkessel führen.
Dazu sind noch einige Wanderwege auf die umliegenden Berge vorhanden. Zudem wurde ein drei Kilometer langer Gesundheitspfad mit 16 Stationen angelegt. Ausgangspunkt ist entweder der Kurpark oder das Kneippkurhotel.
Der LC Running Puchberg richtet jährlich zwei sportliche Veranstaltungen aus:
- Seit dem Jahr 1997 findet jeweils Ende September der Schneeberglauf statt. Es ist ein Vergleich zwischen Mensch und Maschine auf den höchsten Berg Niederösterreichs. Der Läufer misst sich dabei im direkten Duell mit dem Nostalgie-Dampfzug der Schneebergbahn. Die Strecke verläuft größtenteils parallel zu den Gleisen.
- Der Fadensteiglauf ist ein Laufbewerb auf den Schneeberg, der seit dem Jahr 2007 jährlich Ende August stattfindet. Die Strecke verläuft von der Talstation der Vierer-Sesselbahn in Losenheim hinauf zur Edelweisshütte, weiter auf den Fadensteig, über das Hochplateau bis hin zur Fischerhütte, wo sich das Ziel befindet.

Ein eher bescheidenes Dasein führt der Fußballverein ATSV Puchberg. Nachdem der Verein drei Jahre in der 1. Klasse Süd (siebente Leistungsstufe) gegen den Abstieg kämpfte und 2008 schließlich abstieg, spielt der ATSV Puchberg in der Saison 2008/09 in der 2. Klasse Wechsel in der achten Leistungsstufe. Neben der Kampfmannschaft nimmt der Verein mit der Reservemannschaft, einer U-15- und einer U-10-Mannschaft an der Meisterschaft teil. Der ATSV Puchberg hat 261 Mitglieder. Den letzten Meistertitel erreichte der Verein in der Saison 2003/04 in der 2. Klasse Steinfeld nach 38 Jahren. Die Heimstätte des Klubs liegt direkt neben dem Sebastianbach.

## Regelmäßige Veranstaltungen

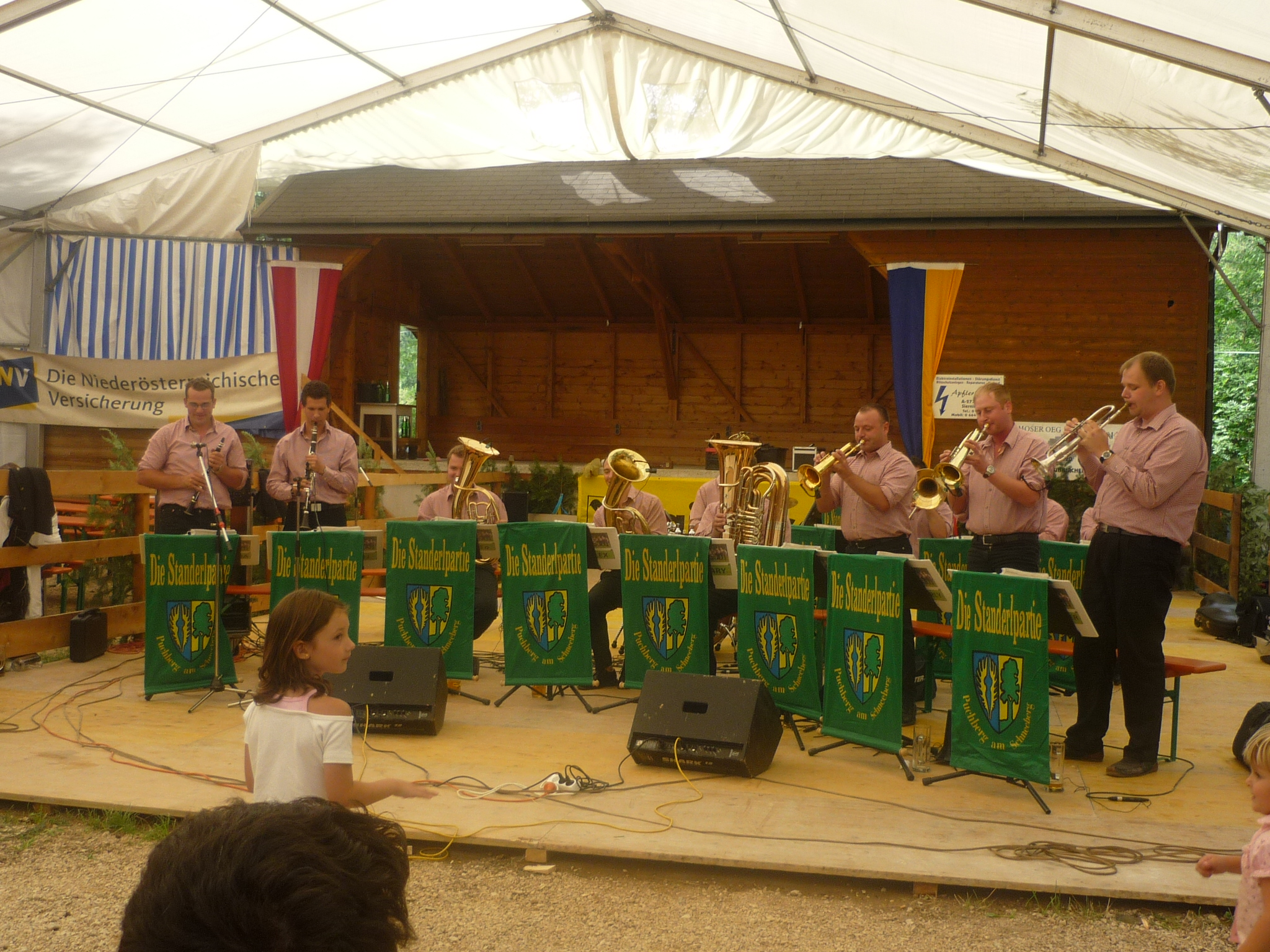
Die Standerlpartie beim Au-Fest

- 2019 und 2020 fand im Juni ein Theaterfestival namens Kultur.Sommerfrische statt, bei dem statt einer Festivalsbühne Gebäude und Plätze von Puchberg bespielt wurden. Intendant war Lukas Johne.[51]
- Für Einheimische und Gäste wird in den Sommermonaten jeden Sonntag in dem dafür errichteten Pavillon im Kurpark ein Kurkonzert geboten.
- Vom Tourismusverein wird jedes Jahr am letzten Wochenende im Juli ein Parkfest veranstaltet. Den Abschluss bildet ein Feuerwerk, das unmittelbar neben dem Teich abgeschossen wird.
- Rock am Teich findet jedes Jahr Anfang Juli im Kurpark statt. Die Musik wird meist von einheimischen Gruppen dargeboten.
- Das Au-Fest findet alle zwei Jahre im Sommer in der Au, im Schneebergdörfl statt und wird von der Freiwilligen Feuerwehr Schneebergdörfl während des ganzen Wochenendes veranstaltet.
- Die Museumsveranstaltung Erlebnis Mittelalter wird in der Burgruine Puchberg ebenfalls alle zwei Jahre am ersten Wochenende im August – abwechselnd mit dem Au-Fest – durchgeführt. Sie wird vom Burgverein Puchberg und vom Schneeberg Museumsverein veranstaltet.
- Jeweils am zweiten Wochenende im Advent findet rund um den Teich der Puchberger Lichterlpark statt, der von den Puchberger Vereinen veranstaltet wird. Der Reinertrag dieser Veranstaltung wird Bedürftigen gewidmet.

## Vereine

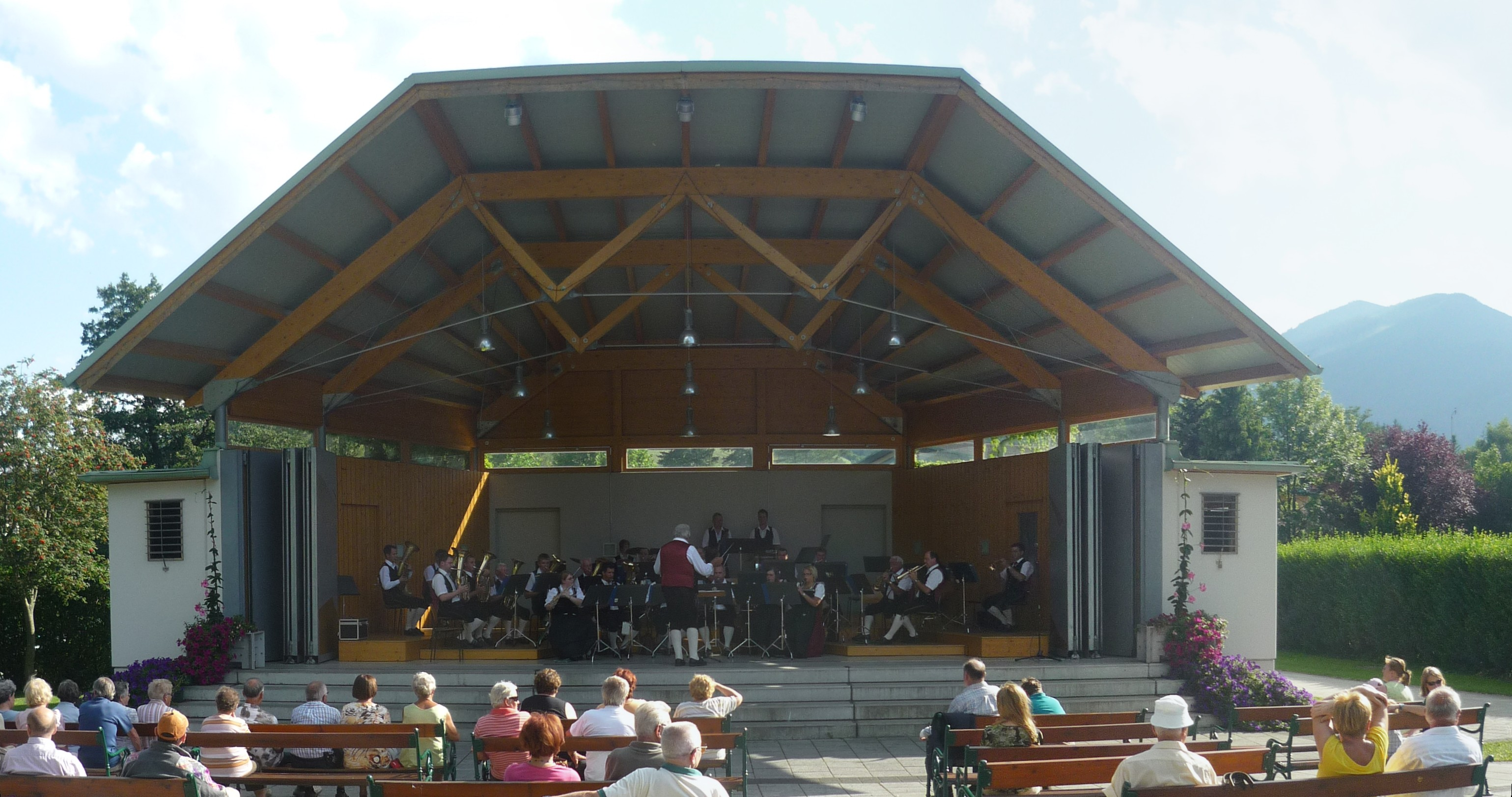
Trachtenkapelle im Pavillon

In Puchberg am Schneeberg bestehen insgesamt 36 Vereine (Stand 2008), die unter anderem regelmäßig Veranstaltungen durchführen. Zu den namhaftesten zählen:
- Bergrettung Puchberg
Die 1896 gegründete Bergrettung in Puchberg am Schneeberg ist eine der Gründergruppen des österreichischen Bergrettungsdienstes (ÖBRD). Da sich am Schneeberg immer wieder Berg- und Lawinenunfälle ereignen, kommt dem Verein große Bedeutung zu. Die Ferdinand-Bürkle-Hütte ist eine Diensthütte der Bergrettung in der Breiten Ries. Die nahe gelegene Rieshütte gehört der ÖAV-Sektion Burgenland.
- Trachtenkapelle Puchberg
Die Trachtenkapelle Puchberg wurde im Jahr 1877 gegründet. Der Name Trachtenkapelle kommt von den in Trachten gekleideten Musikanten. Im Jahr 2007 feierte die Trachtenkapelle ein großes, 130-jähriges Jubiläums-Fest. Die Trachtenkapelle ist neben der Standerlpartie der bekannteste und erfolgreichste Musikverein aus Puchberg und zählt etwa 50 Mitglieder. Der Verein tritt regelmäßig im Kurpark beim Kurkonzert auf und bei sämtlichen Früh- und Dämmerschoppen.
- Standerlpartie
Die Standerlpartie besteht aus zwölf Mitgliedern und ist eine jüngere Blaskapelle, deren musikalischer Schwerpunkt auf böhmischer und mährischer Musik liegt. Sie besteht seit 1995 und tritt zu Früh- und Dämmerschoppen auf. Der Name kommt daher, da sie am Anfang nur kleine Ständchen darboten. Neben lokalen und regionalen Engagements tritt die Standerlpartie ebenso regelmäßig außerhalb Niederösterreichs sowie bei Franz Posch und zahlreichen ORF-Frühschoppen auf.[52]
- Burgverein Puchberg
Der Burgverein Puchberg wurde im Jahr 2001 gegründet und hat sich als Ziel die Erhaltung der Burgruine in Puchberg am Schneeberg gesetzt. Die Schwerpunkte des Vereines sind aber in der Erforschung und Darstellung mittelalterlicher Lebensverhältnisse und deren Sachkultur aus der Zeit um 1300. Neben dem Vorführen alter Handwerkstechniken, der Präsentation von Alltags- und Gebrauchsgegenständen, Waffen und Rüstungen, versucht der Verein ebenso die damaligen Lebensverhältnisse darzustellen. Den „modernen“ Menschen soll damit das Gefühl zu vermittelt werden, wie die Menschen zu dieser Zeit gelebt haben. Dabei spielt sich alles in der Burgruine Puchberg in Form einer Museumsveranstaltung ab, welche alle zwei Jahre stattfindet.[53]

## Galerie
Der Puchberger Künstler VOKA, mit bürgerlichem Namen Rudolf Vogl, hat sein Atelier in Puchberg. Unter dem Namen VOKA-Galerie dient es auch als Ausstellungsraum seiner Werke und befindet sich bei der Haltestelle Hengsttal der Schneebergbahn.

## Zitate
- J. Widemann 1805 über Puchberg:[57]

„Der Städter, überdrüssig der erstickenden Stadtluft…
sehnt sich hinaus in Gottes freie Natur,
wo ewig reine Luft vom heiteren Himmel weht…“

## Persönlichkeiten, die mit Puchberg am Schneeberg verbunden sind
- Leo Arnoldi (* 1843; † im Frühjahr 1898, begraben in Puchberg am Schneeberg),[12] Architekt, Planer und Bauleiter der Schneebergbahn
- Ferdinand Bürkle (* 1857 in Bürs; † 1945 in Brandnertal), Mitbegründer des Wiener alpinen Rettungswesens, arbeitete 20 Jahre als Lehrer in Puchberg und erkundete systematisch den Schneeberg
- Ottokar Freiherr von Chiari (* 1853 in Prag; † 1918 in Puchberg), Laryngologe, hatte die Jagd in Puchberg gepachtet
- Ludwig Damböck (* 1798; † 1850), Spitzenfabrikant, war im 19. Jahrhundert in Puchberg tätig
- Helmut Doppler (* 1945 in Puchberg), Politiker
- Heinrich Eggerth (* 1926 in Annaberg), Schriftsteller, Lehrer in Puchberg
- Friedrich Ehrbar (* 1827 in Hildesheim; † 1905 in Gloggnitz), Klavierbauer, war im 19. Jahrhundert in Puchberg tätig
- Kaiserin Elisabeth (* 1837 in München; † 1898 in Genf), Kaiserin von Österreich, besuchte mehrmals Puchberg
- Kaiser Franz Joseph I. (* 1830 in Wien; † 1916 ebenda), Kaiser von Österreich, besuchte mehrmals Puchberg und bestieg den Schneeberg
- Hermann Hauer (* 1964 in Puchberg), Politiker, wohnhaft in Puchberg
- Bernhard Heher (* 1962 in Puchberg), österreichischer Militärkapellmeister und Heeresmusikchef
- Alfons Hetmanek (* 1890 in Wien; † 1. Mai 1962 ebenda), Architekt, entwarf und baute sich 1961 ein Wochenendhaus in Puchberg
- Paul Kammerer (* 1880 in Wien; † 1926 in Puchberg) Biologe, erschoss sich am Theresienfelsen in Puchberg
- Paula Mark-Neusser (* 1869 in Wien; † 1956 in Bad Fischau), Opernsängerin, ihr Mann erbaute für sie eine Villa in Puchberg
- Edmund von Neusser (* 1852 in Sworzowicze; † 1912 in Bad Fischau), Arzt, ließ für seine Frau eine Villa in Puchberg bauen
- Franz Stangler (* 1910 in Erlauf; † 1983 ebenda), Lehrer in Puchberg
- Ludwig Wittgenstein (* 1889 in Wien; † 1951 in Cambridge), Philosoph, 1923–1925 Volksschullehrer in Puchberg
- Carl Michael Ziehrer (* 1843 in Wien; † 1922 ebenda), Hofballmusikdirektor, verbrachte den Sommer 1915 in Puchberg
- Unter anderem verbrachten Christine Busta (* 1915 in Wien; † 1987 ebenda), Lyrikerin, Friederike Mayröcker (* 1924 Wien; † 2021 ebenda), Schriftstellerin, und Ernst Jandl (* 1925 in Wien; † 2000 ebenda), Dichter und Schriftsteller, mehrere Sommer in Puchberg